# Musée archéologique national de Naples
Pour les articles homonymes, voir Musée archéologique national.

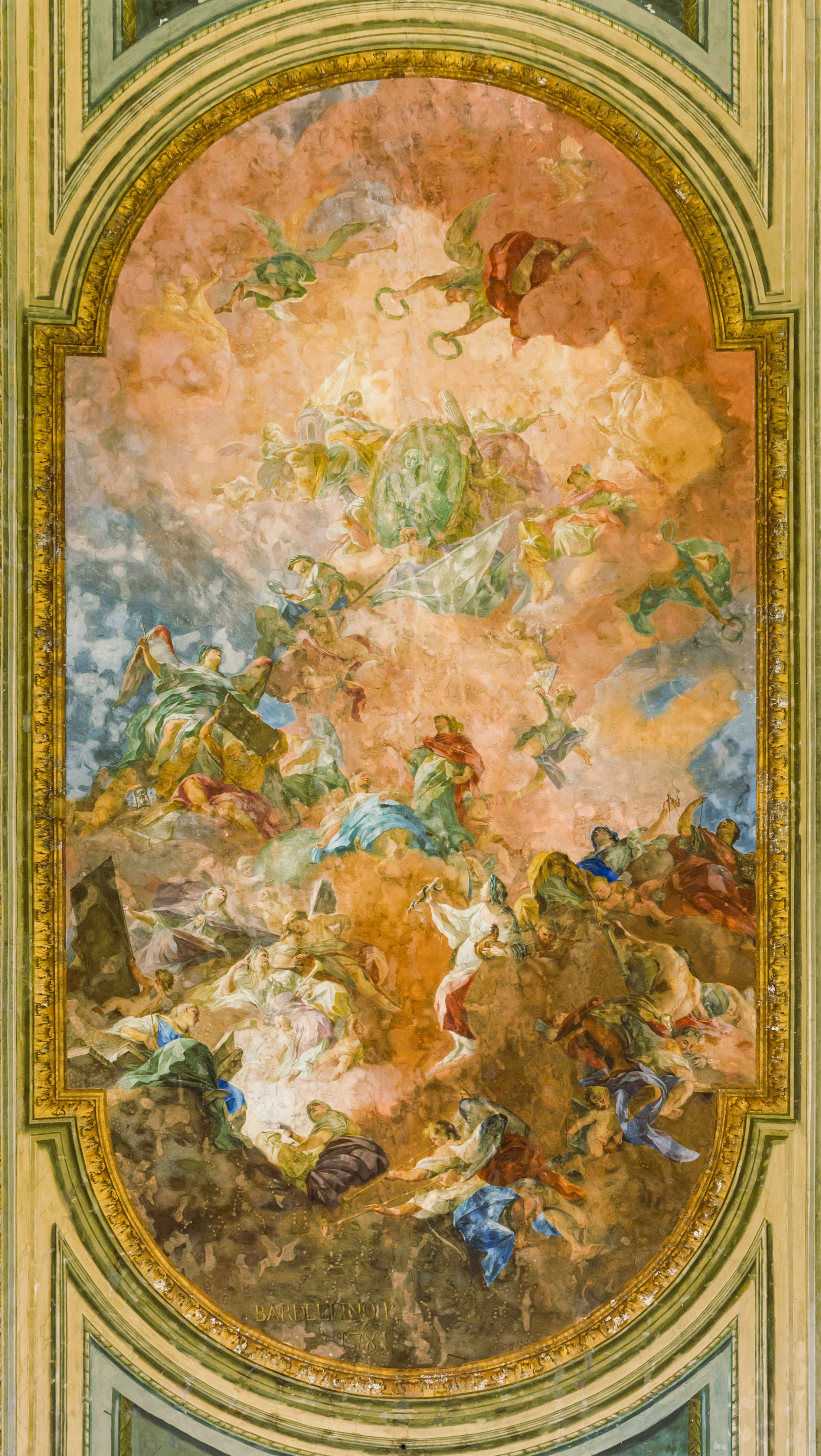
Plafond du salon de la Méridienne, par Bardellino (1781)

Le musée archéologique national de Naples (en italien, Museo archeologico nazionale di Napoli) est un musée principalement consacré à l'antiquité classique qui rassemble une des plus riches collections gréco-romaines existant au monde. Il est considéré comme l'un des plus importants musées archéologiques du monde, voire le plus important en termes d'histoire romaine,. Sa surface d'exposition totale est de 12 650 m2 .
Il est abrité dans le Palazzo degli Studi, un des palais monumentaux majeurs du centre historique de Naples. Son fonds s'est progressivement enrichi autour d'un noyau originel constitué par la collection Farnèse et les collections pompéiennes. C'est ce musée qui a inspiré Théophile Gautier pour sa nouvelle fantastique Arria Marcella.

## Histoire

### Histoire du monument
À la fin du XVIIIe siècle, Charles III, roi de Naples, héritier par sa mère Élisabeth Farnèse, entre en possession de l'ensemble des biens de la Maison Farnèse de Rome et Parme comprenant, entre autres, une superbe collection de tableaux et l'une des plus belles collections d'antiques. Quelques années après son accession au trône de Naples, en 1734, il entreprend, dès 1738, des fouilles archéologiques à Herculanum qui donnent naissance à une collection tout aussi prestigieuse que la précédente.
L'idée de fonder un « museum », selon l'acception de l'époque, naît d'un ensemble de circonstances, parmi lesquelles il faut compter la menace que faisait peser le Vésuve sur le Palais royal de Portici, où étaient rassemblés les objets découverts à Herculanum, ainsi que la disponibilité de nombreux édifices laissés vacants comme après l'expulsion des jésuites de Naples, en 1767, par Ferdinand IV.
Le projet de création d'un musée se précise en 1777 dans la perspective de regrouper les deux collections primitives, mais également une bibliothèque et une école des Beaux-Arts, au palazzo degli Studi, l'édifice actuel du musée, qui avait été construit à la fin du XVIe siècle pour accueillir d'abord une caserne de cavalerie, puis l'Université de Naples. Les travaux de restructuration et d'agrandissement sont confiés à l'architecte Ferdinando Fuga jusqu'en 1780, puis poursuivis par Pompeo Schiantarelli et Francesco Maresca. Entre 1786 et 1788, Ferdinand IV réussit – malgré les vives protestations du pape qui voyait une des plus riches collections quitter la ville éternelle – à transférer à Naples depuis Rome les collections Farnèse, héritées de sa grand-mère Élisabeth Farnèse.
Son projet est arrêté en 1806 par l'arrivée des troupes napoléoniennes. Après la parenthèse muratienne, le roi Ferdinand IV recouvre le trône de Naples (sous le nom de Ferdinand Ier roi des Deux Siciles) et, le 22 février 1816, il inaugure officiellement le nouveau musée sous le nom de Real Museo Borbonico.
Au cours du XIXe siècle, les fonds du musée continuèrent de s'enrichir de plusieurs collections privées, parmi lesquelles celle de Caroline Murat et la bibliothèque du comte Eduardo Lucchesi Palli.
En 1860, après l'unification de l'Italie, le musée devint « Musée national de Naples », propriété de l'État et Giulio De Petra en assura un temps la direction. 
Après le transfert en 1925 de la bibliothèque au Palais royal, et, en 1957, de la pinacothèque au Palais de Capodimonte, le musée fut entièrement consacré à l'archéologie sous le nom de « Musée archéologique national de Naples ».

### Histoire des collections
La richesse des collections est due aux fouilles des villes ensevelies de Pompéi et Herculanum et aux antiquités gréco-romaines de la collection Farnèse, qui constituent le noyau de la collection. Pendant plus d'un siècle, on y vit affluer les découvertes de tout le territoire du royaume de Naples. Différentes collections achetées ou reçues en don (Borgia de Velletri, Lovisato, Spinelli) ont également enrichi l'ensemble.

## Collections
La réorganisation globale du musée au cours des dernières années comprend non seulement une réorganisation des collections individuelles, mais également une localisation plus organique à l'intérieur de celles-ci. En termes généraux, à partir de 2013, les nombreuses collections du musée sont regroupées en sept sections (huit en considérant la station extérieure de Neapolis[Où ?]), réparties comme suit :
| Extérieur[Où ?] | Station Neapolis : découvertes archéologiques du métro de Naples (accès gratuit depuis la station de métro "Museo" ) |
| Sous-sol        | Collection égyptienne |
| Sous-sol        | Collection épigraphique |
| Sol             | Collection Farnèse : sculptures, bustes et pierres précieuses (dans les galeries et autour de la cour orientale) |
| Sol             | Collections pompéiennes : sites archéologiques de Pompéi, d'Herculanum et des Champs Phlégréens (dans les galeries et autour de la cour occidentale)                                                                                         |
| Mezzanine       | Collections pompéiennes : Mosaïques - Maison du Faune |
| Mezzanine       | Collections pompéiennes : Cabinet secret |
| Mezzanine       | Numismatique |
| Premier étage   | Salon de la Méridienne |
| Premier étage   | Collections pompéiennes : fresques, poterie, verre, céramique, argenterie, ivoire, découvertes du temple d'Isis et modèle de Pompéi (dans les galeries et autour de la cour orientale)                                                       |
| Premier étage   | Secteur topographique avec trajectoire chronologique : Préhistoire, âge néolithique, âge du bronze, âge du fer, Cumes, Pithecusae, Neapolis, Villa dei Papiri (dans les galeries et autour de la cour occidentale, dans le chemin "externe") |
| Premier étage   | Secteur topographique avec : Étrusques et Italiques en Campanie, Magna Graecia (en construction dans les galeries et autour de la cour ouest, dans le chemin "interne")                                                                      |

Les travaux de restauration de 2012 permettront également à certaines pièces laissées en réserves de trouver un emplacement définitif à l'intérieur du bâtiment. Les pièces jamais exposées au public concernent la section Magna Graecia, la section Cumana (composée de vases grecs), l’épigraphie et une partie de la riche statuaire pompéienne. On estime que les quantités stockées sont trois fois plus élevées que celles exposées et occupent actuellement trois niveaux des sous-sols du bâtiment et un étage de combles.

## Œuvres

### Sculptures Farnèse
- Hercule Farnèse, marbre hellénistique, 3,17 m de haut, copie agrandie réalisée par le copiste Glycon d'Athènes (inconnu par ailleurs), pour les thermes de Caracalla au début du IIIe siècle, d'après un original en bronze de Lysippe.
- Taureau Farnèse, retrouvé lors des fouilles du pape Paul III (Alexandre Farnèse) dans les thermes de Caracalla, à Rome, en 1546. Attribué par Pline l'Ancien aux frères jumeaux Apollonios et Tauriscos de Tralles, de la fin du IIe siècle av. J.-C.
- Atlas Farnèse, copie romaine en marbre du IIe siècle d'une sculpture hellénistique d'Atlas à genoux supportant un globe pesant sur ses épaules.

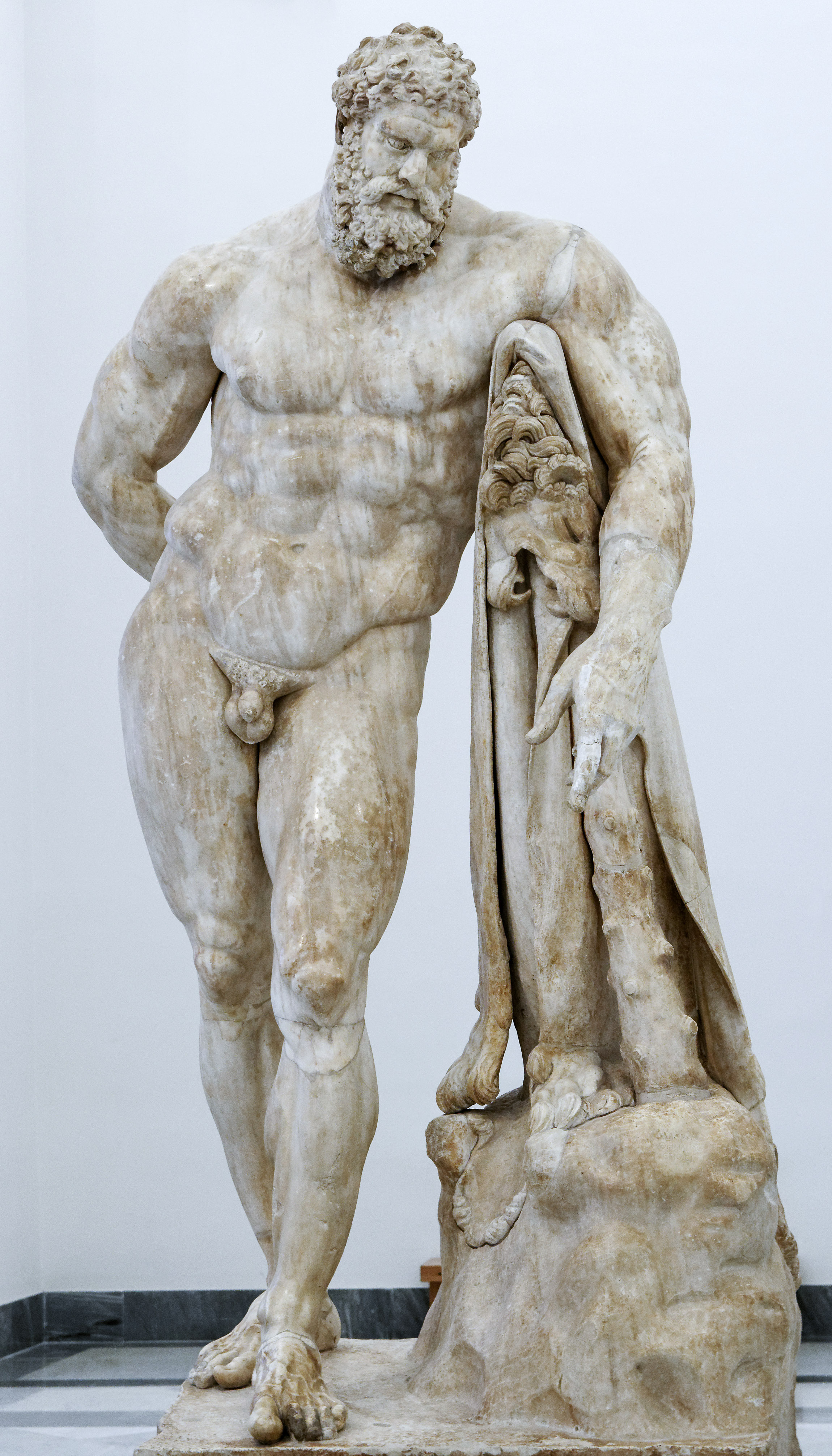
Hercule Farnèse
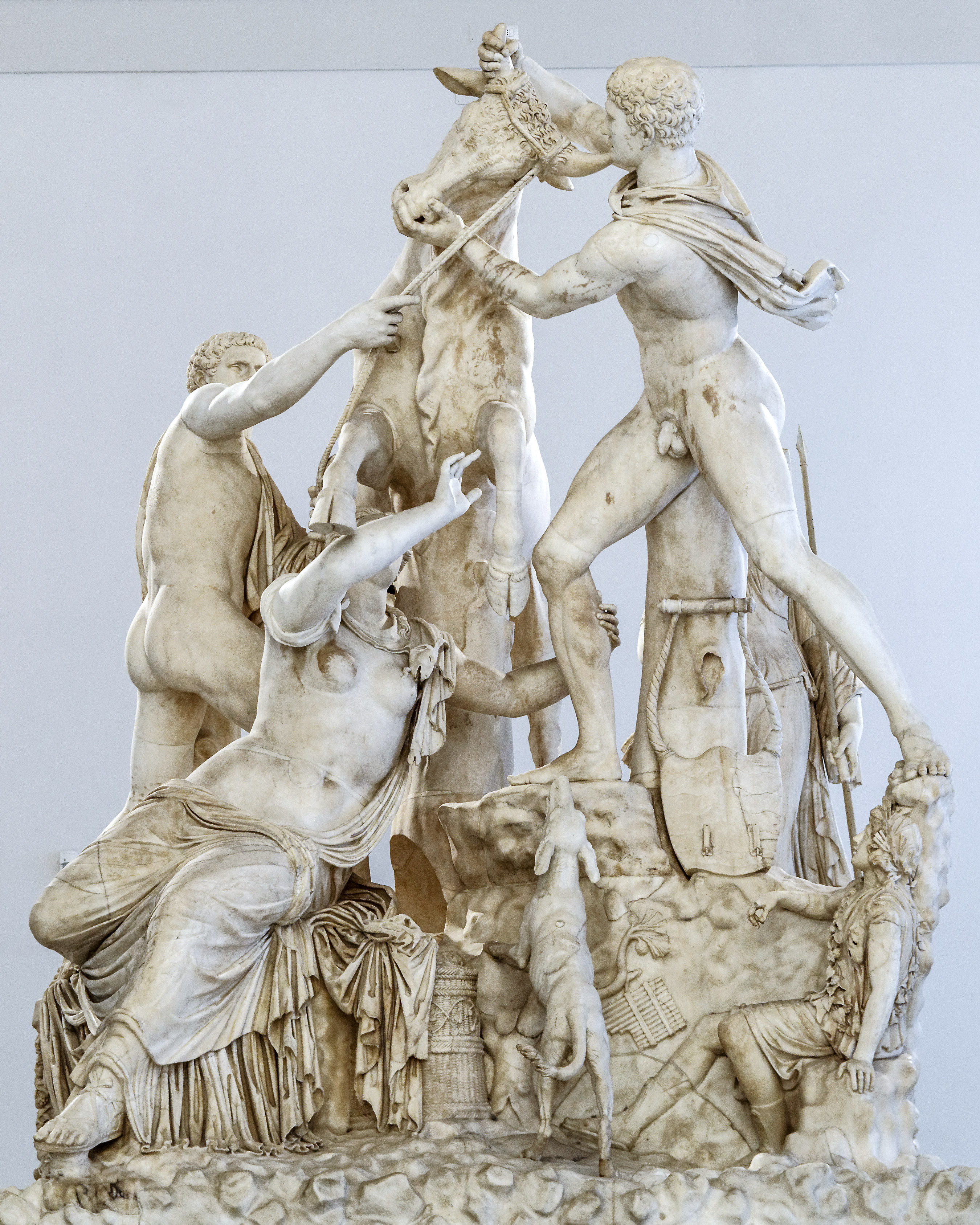
Taureau Farnèse
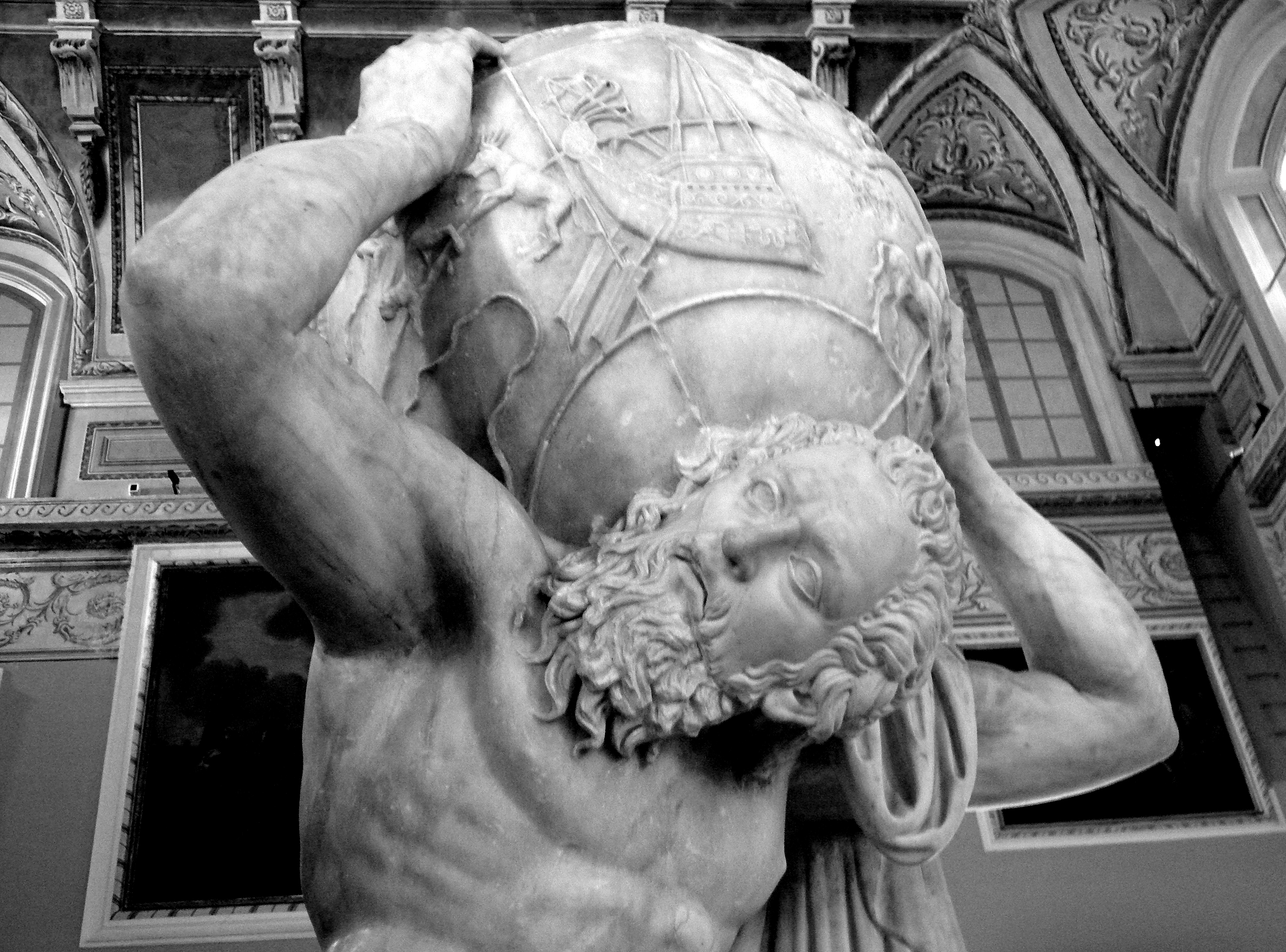
Atlas Farnèse

- Vénus callipyge, copie romaine d'un original du IIe siècle av. J.-C. Style dit rococo hellénistique en raison de son caractère espiègle et léger. Domus aurea, Rome.
- Artémis d'Éphèse ou Artémis Farnèse, copie romaine de l'époque d'Hadrien de la statue cultuelle du temple d'Éphèse. Villa Hadriana, Tivoli.
- Doryphore de Polyclète, copie romaine en marbre, fin IIe début  Ier siècle av. J.-C., trouvée en 1797 dans le gymnase samnite de Pompéi, d'après la statue originale en bronze (perdue) du sculpteur grec Polyclète, représentant un jeune guerrier armé d'une lance, vers 440 av. J.-C.
- Vénus de Capoue, représente Vénus écrivant sur un bouclier, adaptation romaine du type grec classique de l'Aphrodite de Corinthe. Amphithéâtre de Capoue, IIe siècle.

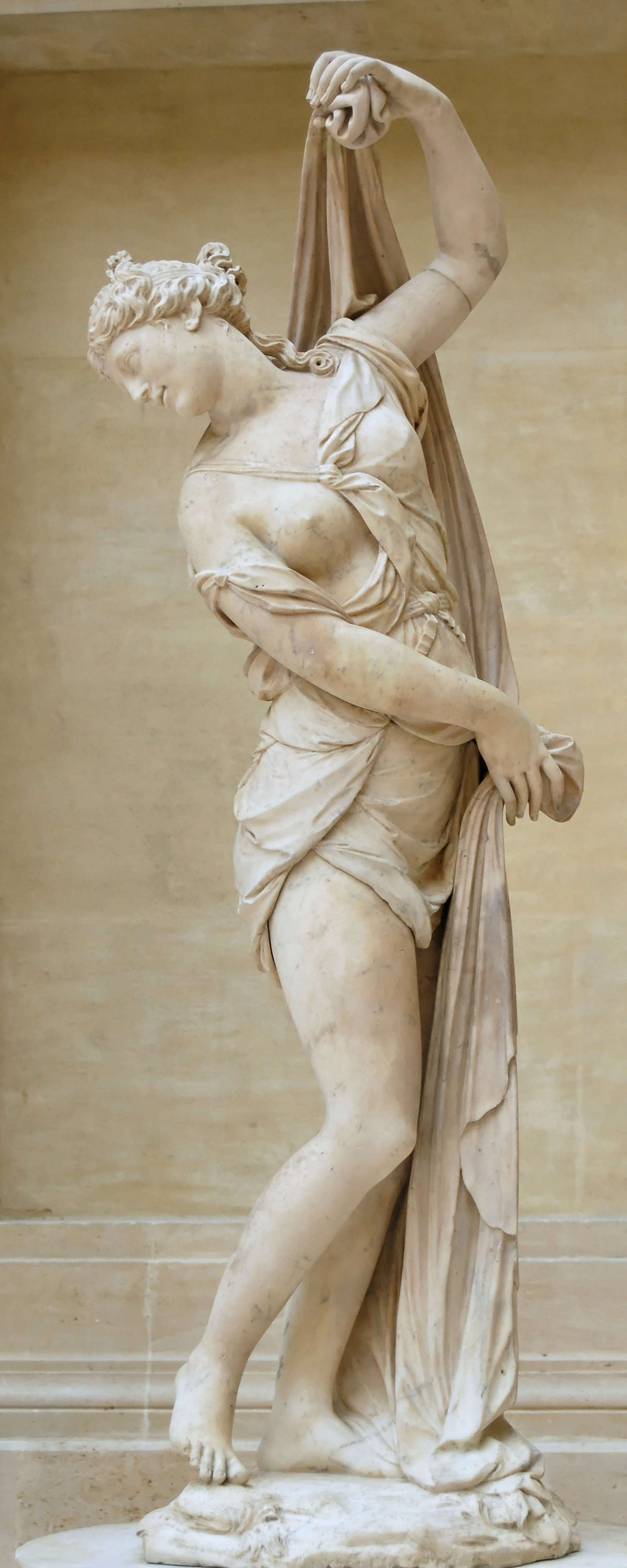
Vénus callipyge.
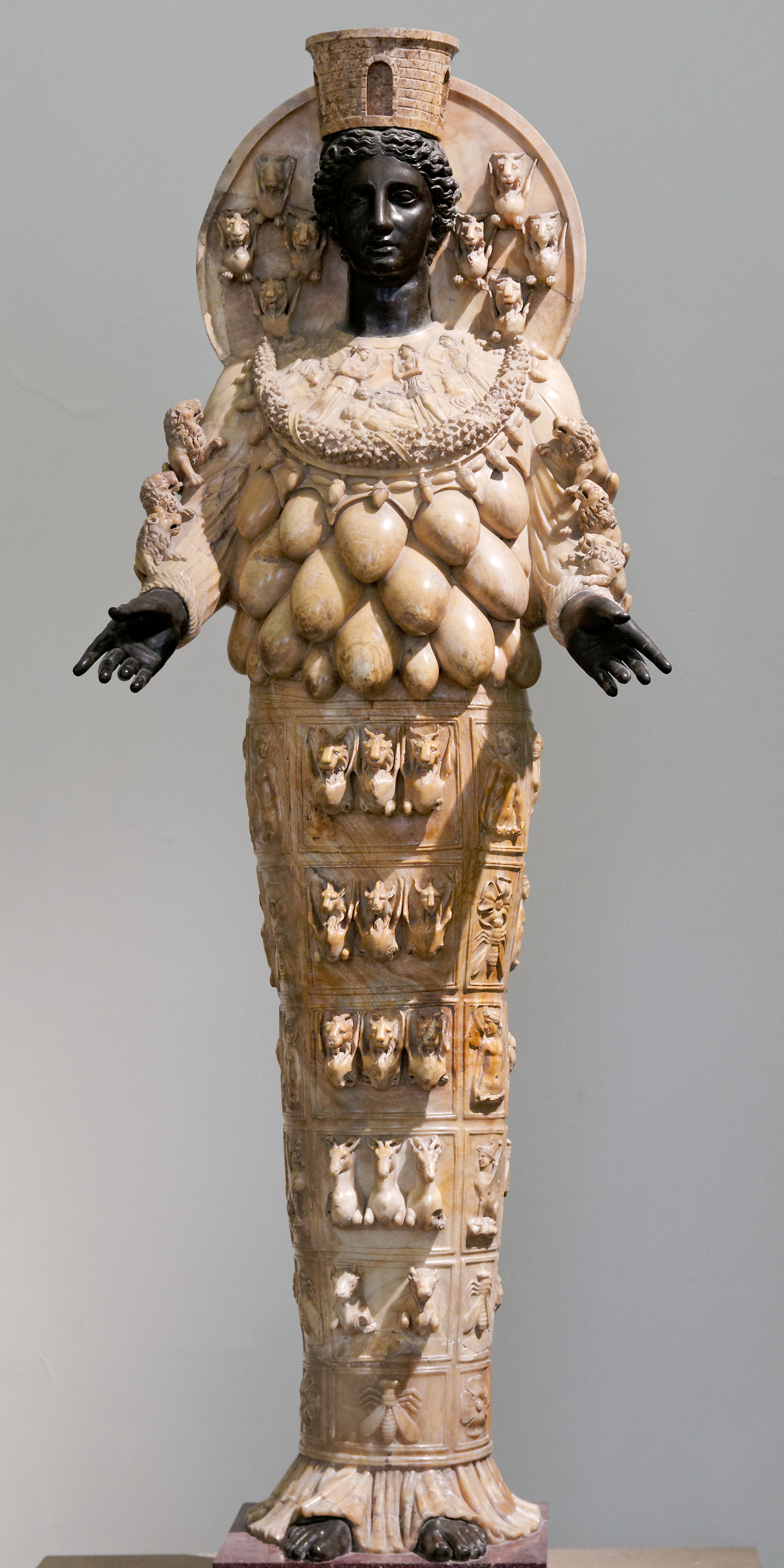
Artémis d'Éphèse.
Doryphore.
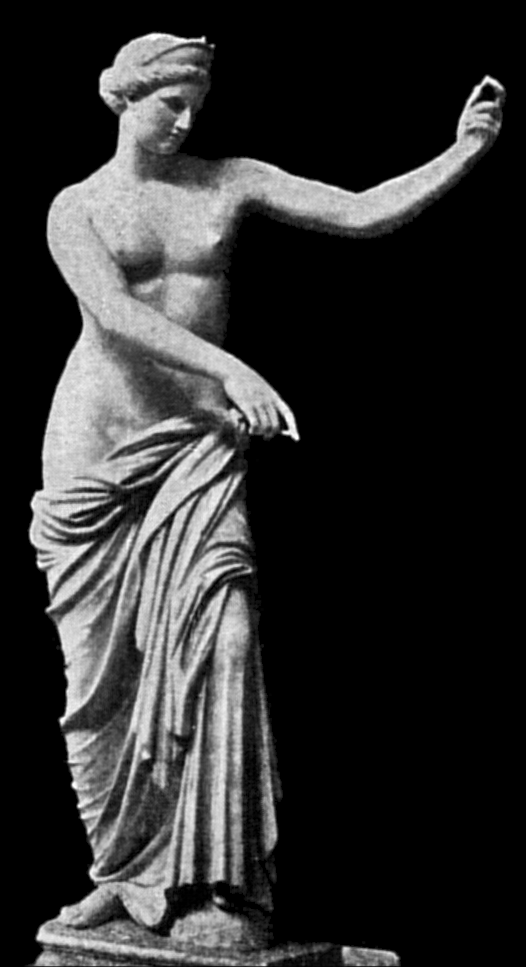
Vénus de Capoue.

- Apollon assis en porphyre, statue de la déesse Rome, restaurée au XIXe siècle sous le nom d'Apollon citharède. Porphyre rouge et marbre blanc. Travail romain, seconde moitié du IIe siècle apr. J.-C.
- Apollon citharède, copie du milieu du Ier siècle av. J.-C. dérivée de l'Apollon de Mantoue, trouvé à Pompéi, casa del Citarista (I, 4, 25). La statue originale en bronze, dite Apollon citharède (hauteur 158 cm, milieu du Ier siècle av. J.-C.), est une variante du type attribué à Hégias, milieu du Ve siècle av. J.-C. Le dieu porte le plectre dans sa main droite, la lyre de la main gauche a disparu. Trouvée à Pompéi, maison du cithariste (inv. 5630).
- Héros grec avec enfant, aussi connu comme groupe statuaire de Néoptolème et Astyanax, en marbre, époque romaine, début du IIe siècle, trouvé dans les fouilles des thermes de Caracalla.
- Harmodios et Aristogiton dits les Tyrannoctones. Copie d'un groupe de -477, découvert à la villa Hadriana.

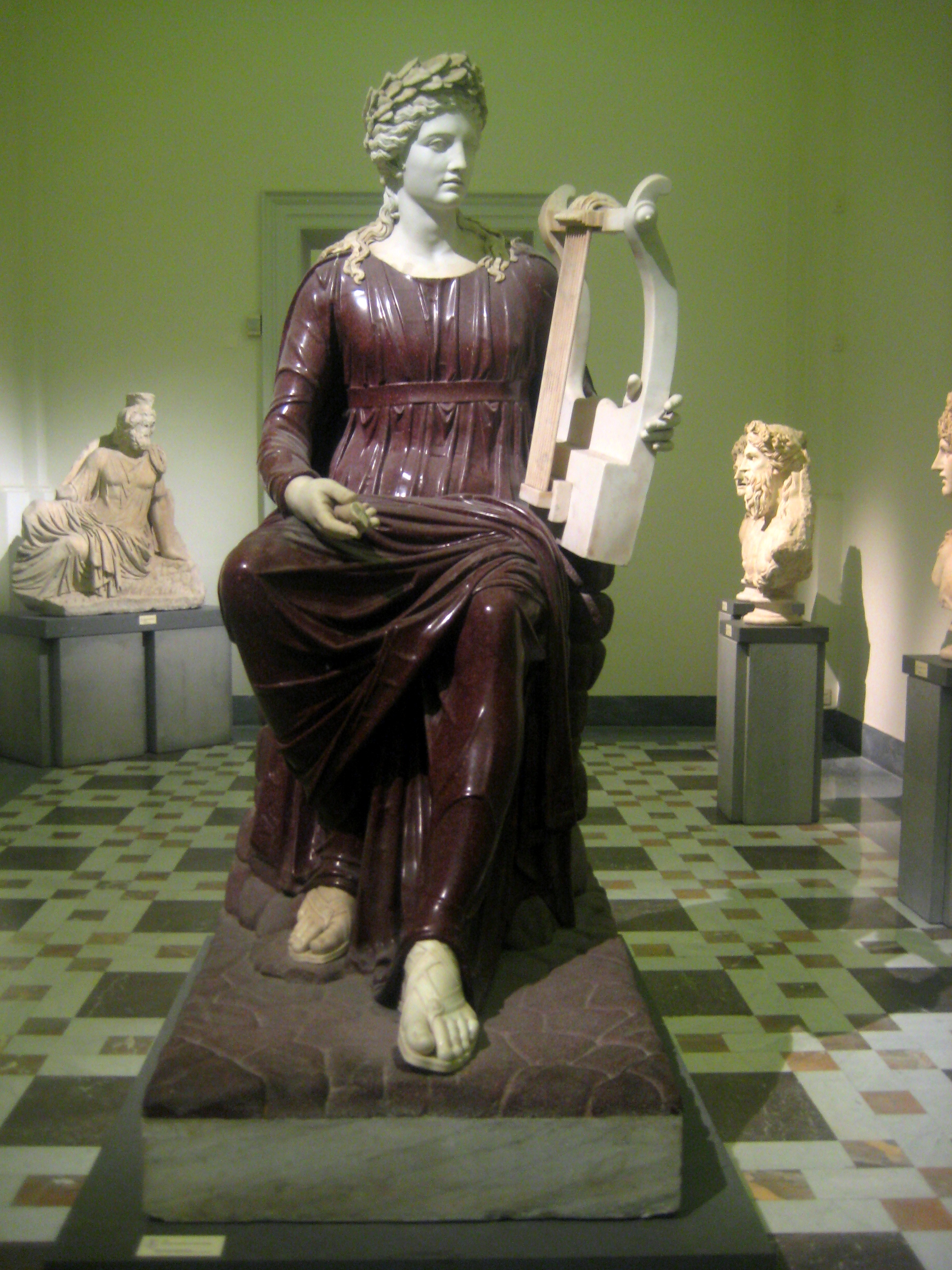
Apollon assis en porphyre
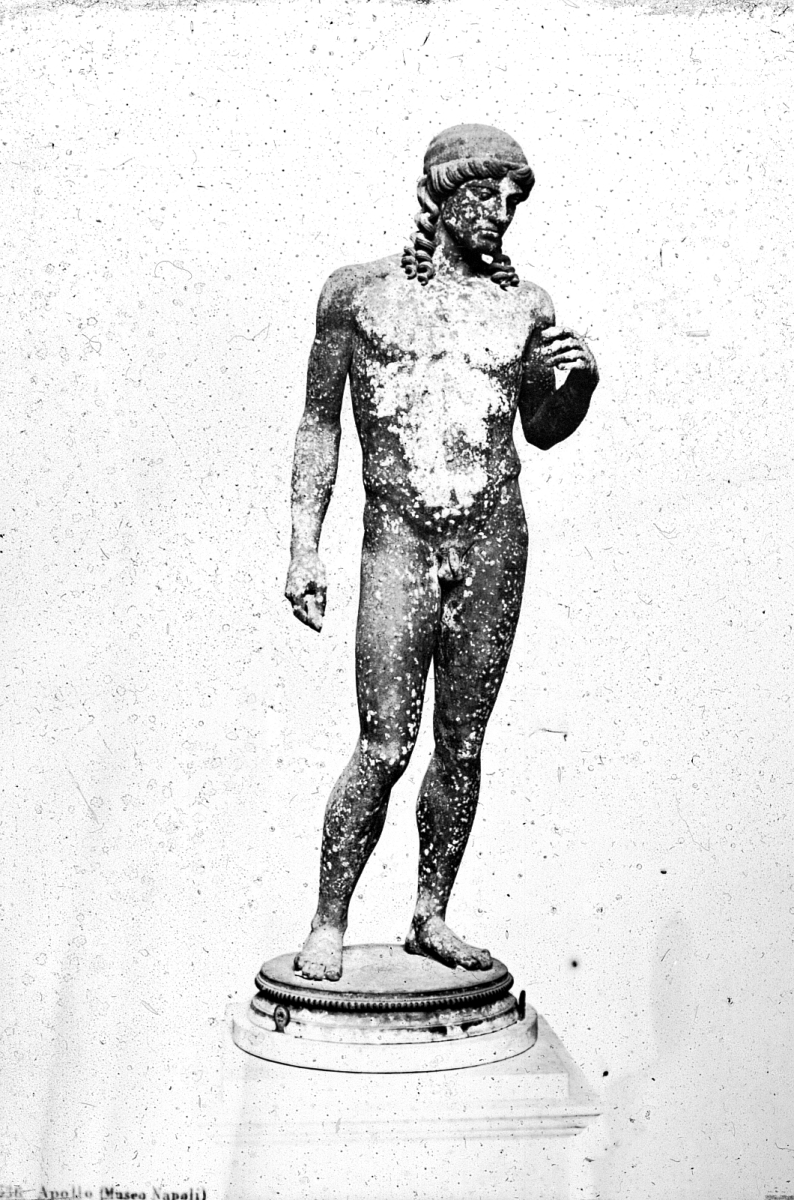
Apollon citharède
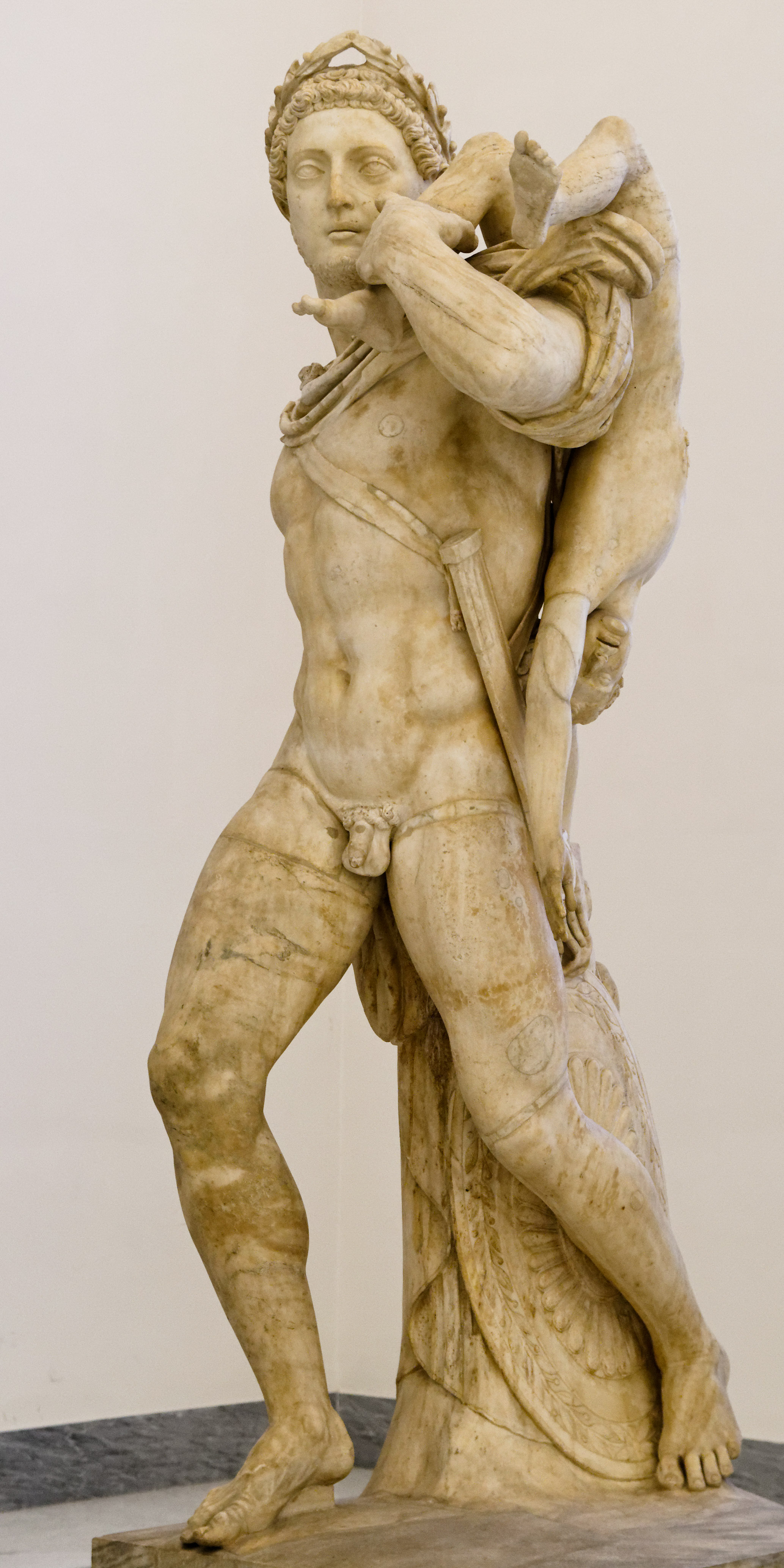
Héros grec avec enfant
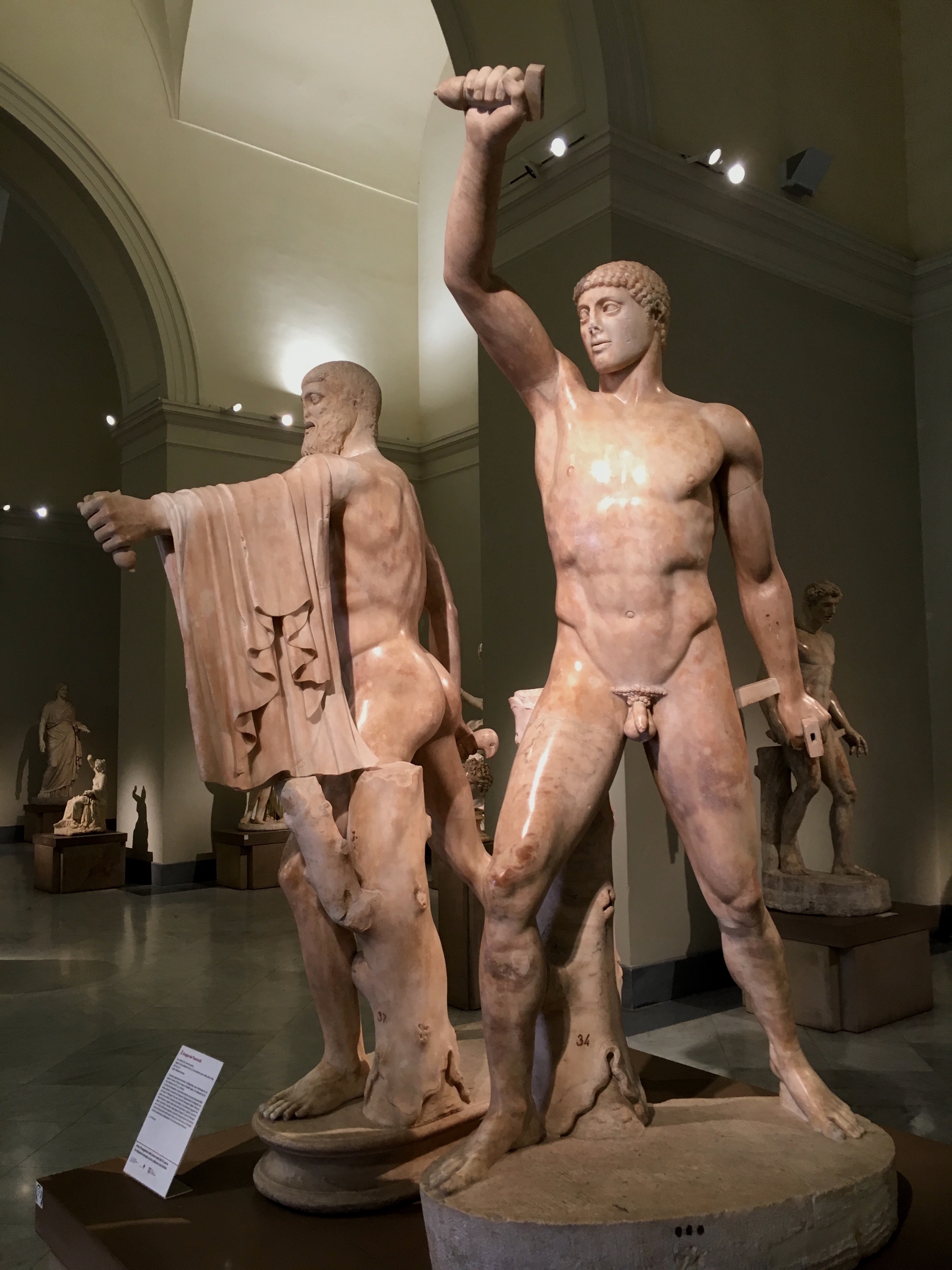
Harmodios (à droite) et Aristogiton (à gauche), les « Tyrannoctones ».

- Antinoüs Farnèse, provenant des fouilles du pape Paul III (XVIe siècle). La posture de cette statue fait clairement référence au Doryphore de Polyclète. Parmi les nombreux exemplaires retrouvés et dispersés dans les musées du monde entier, l'Antinoüs Farnèse est peut-être le plus beau pour l'extraordinaire douceur du corps et l'expression du visage.
- Héra Farnèse, copie romaine d'un original de Polyclète, en marbre, 63 cm de haut, Ier siècle apr. J.-C., d'un original de la seconde moitié du Ve siècle av. J.-C.,
- Lare Farnèse ou Genius populi romani, marbre romain du IIe siècle apr. J.-C.
- Vénus de Sinuessa, marbre hellénistique ou copie romaine attribuée à Praxitèle.
- Aphrodite Sosandra, copie romaine d'un bronze du sculpteur grec Calamis, vers 460 av. J.-C.

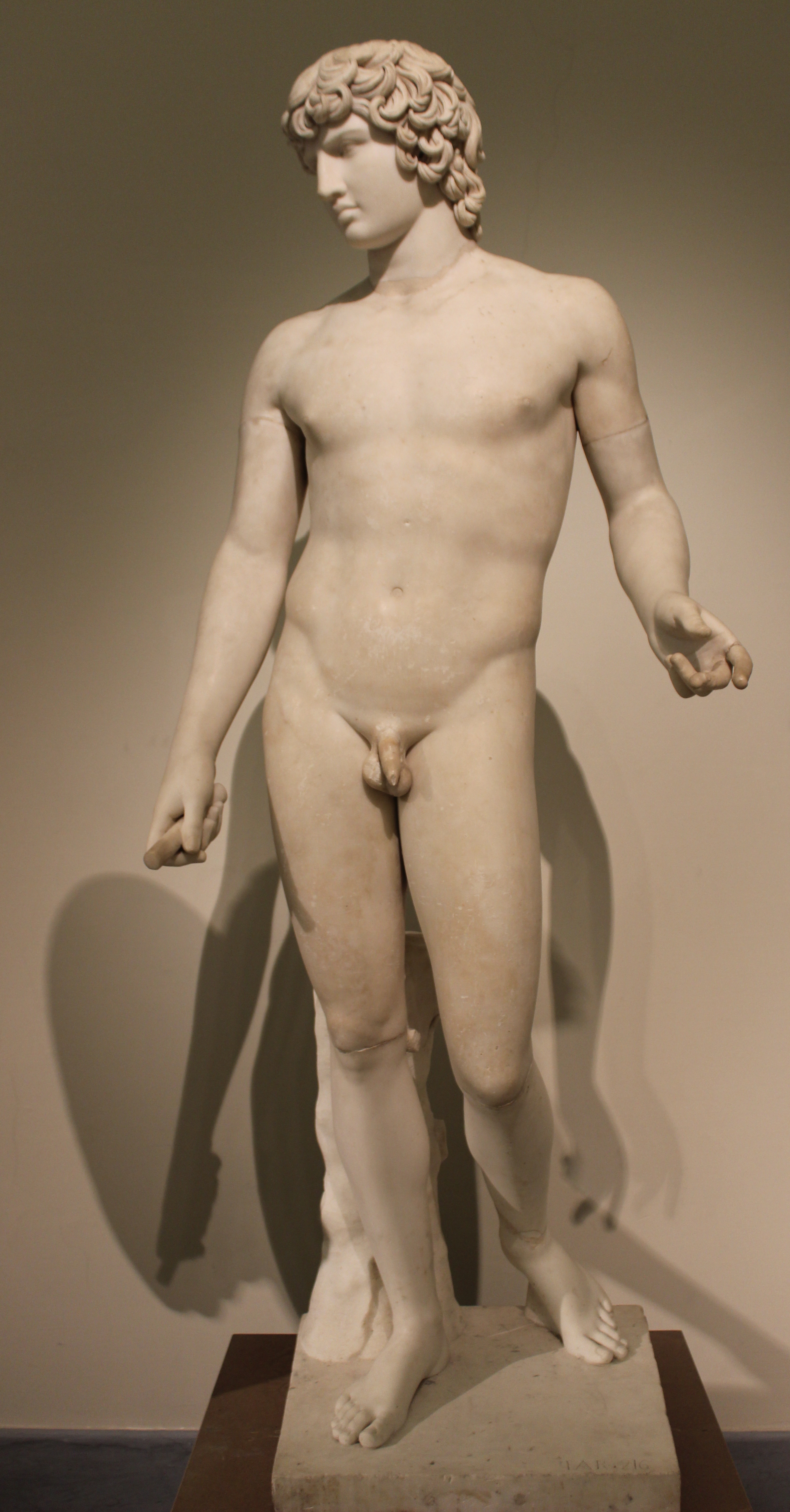
Antinoüs Farnèse
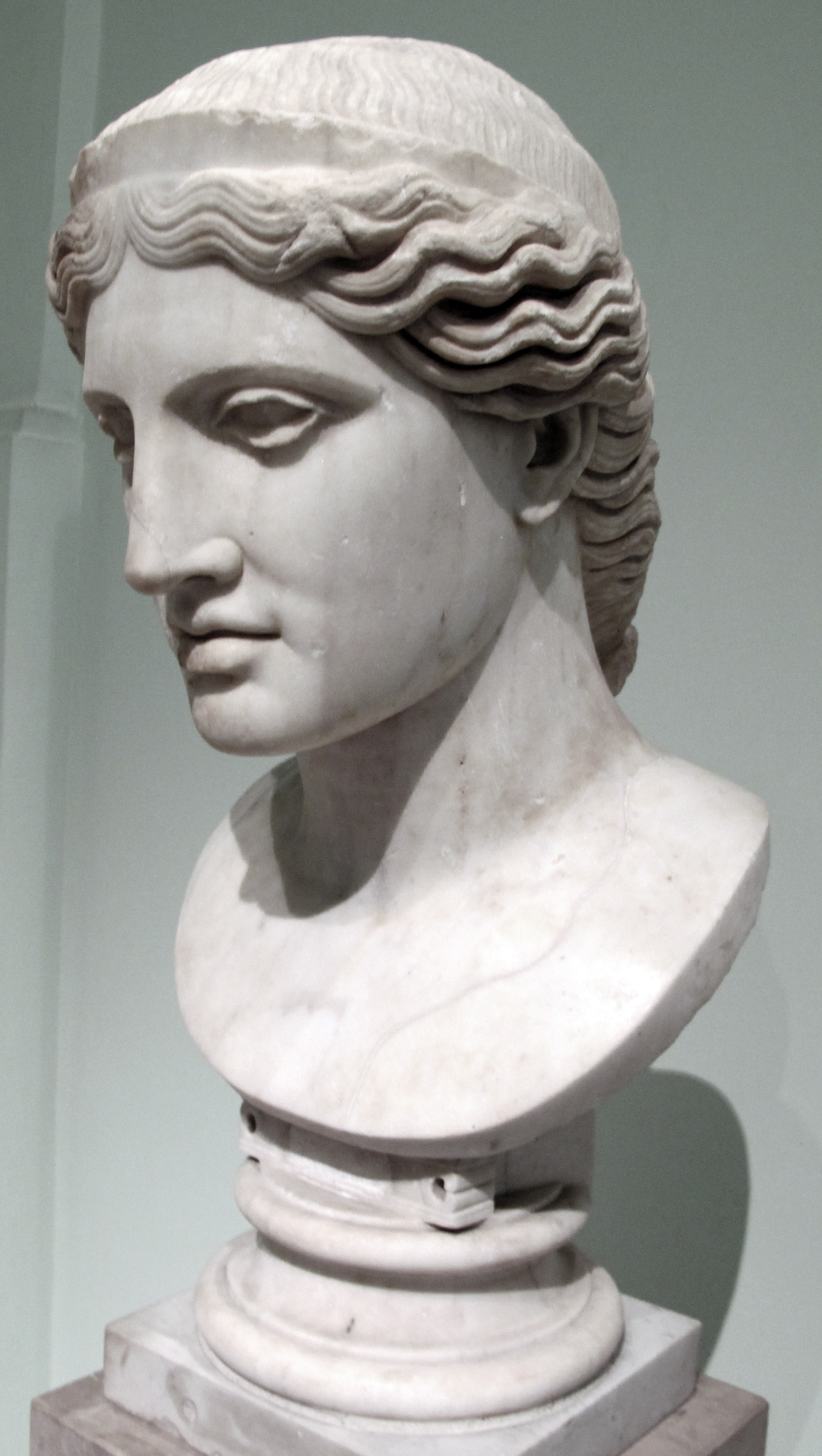
Héra Farnèse
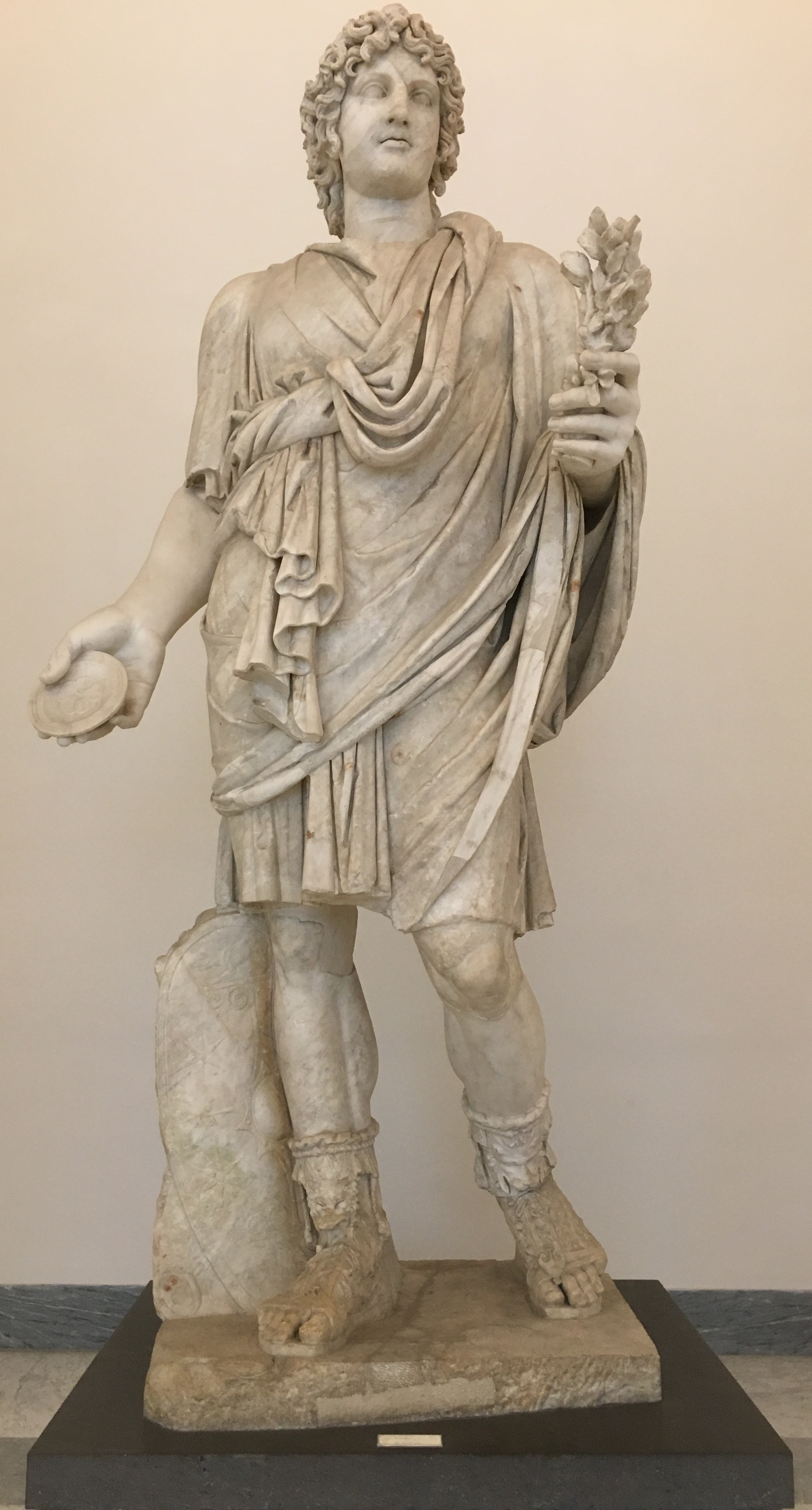
Lare Farnèse ou Genius populi romani
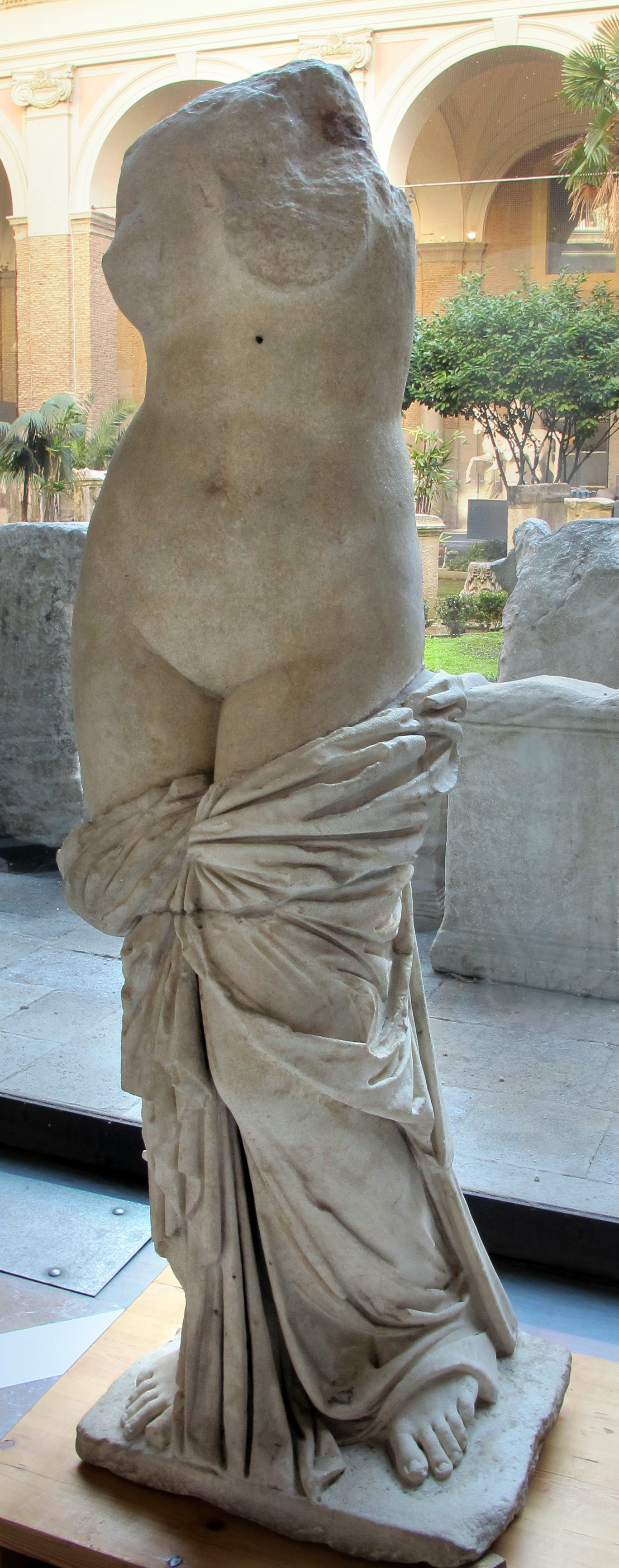
Vénus de Sinuessa
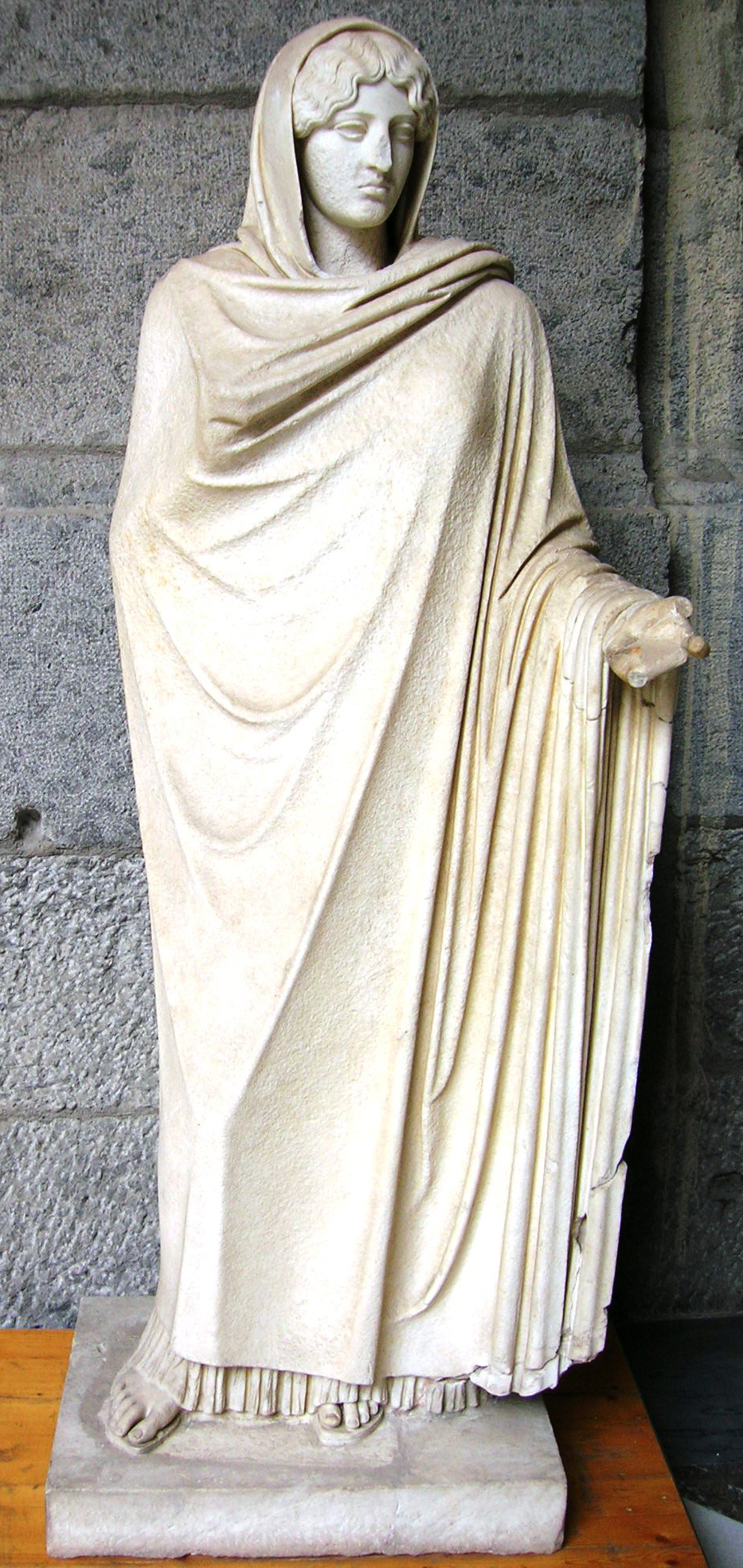
Aphrodite Sosandra

- Dionysos et Éros
- Éros avec dauphin
- Amazone à cheval
- portrait buste  de l'empereur Antonin le Pieux, marbre vers 140.

### Bronzes de la villa des Papyrus
Ces salles abritent les trouvailles faites dans la villa des Papyrus à Herculanum, ainsi nommée pour les quelques 800 papyrus qu'on y a découverts (actuellement conservés à la Bibliothèque nationale de Naples). Ce sont surtout des statues en bronze :
- Silène ivre
- Satyre endormi
- Hermès au repos
- Doryphore
- Portrait dit de Sénèque
- Deux Athlètes (ou Coureurs)
- Athéna Promachos.

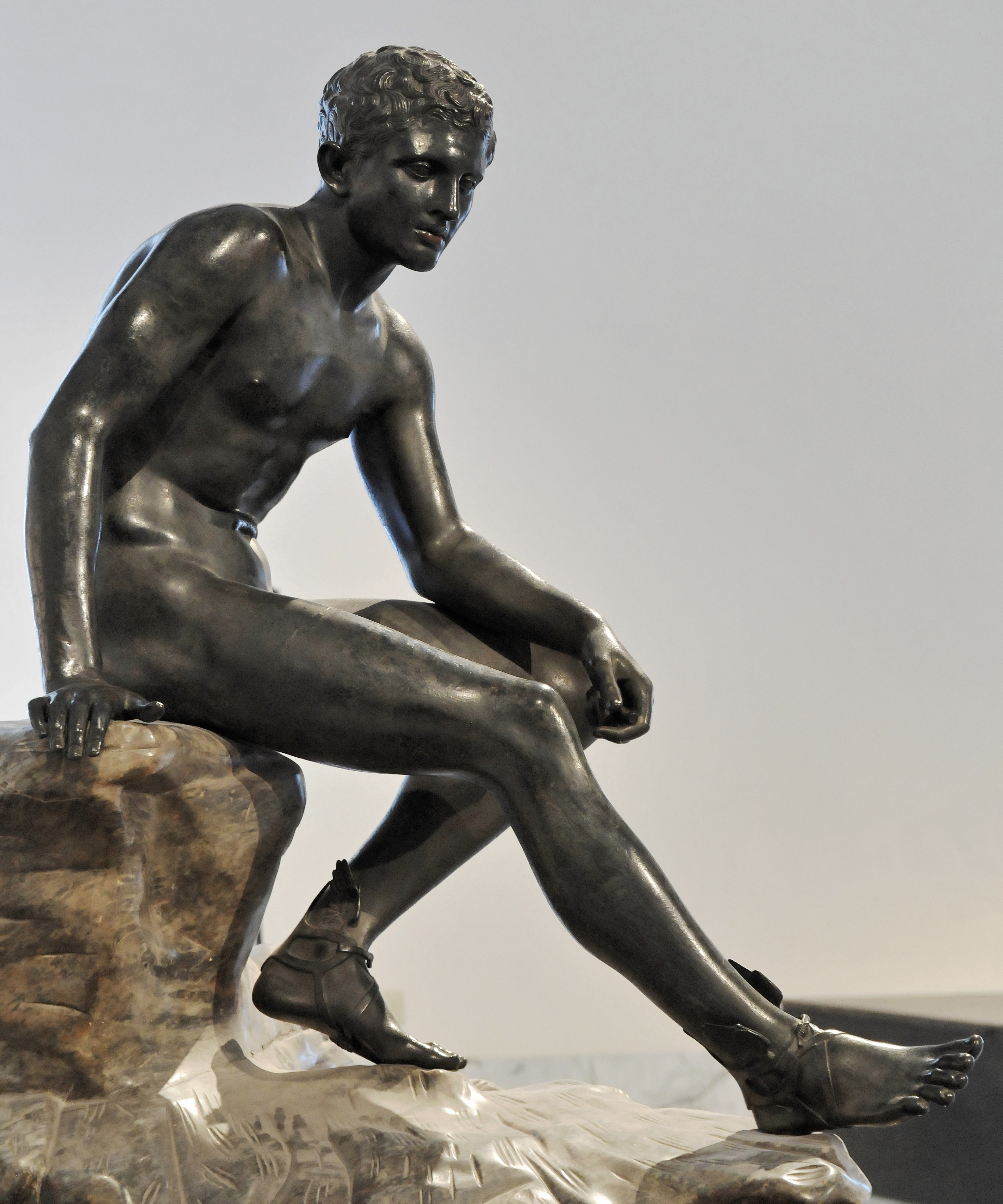
Hermès assis.
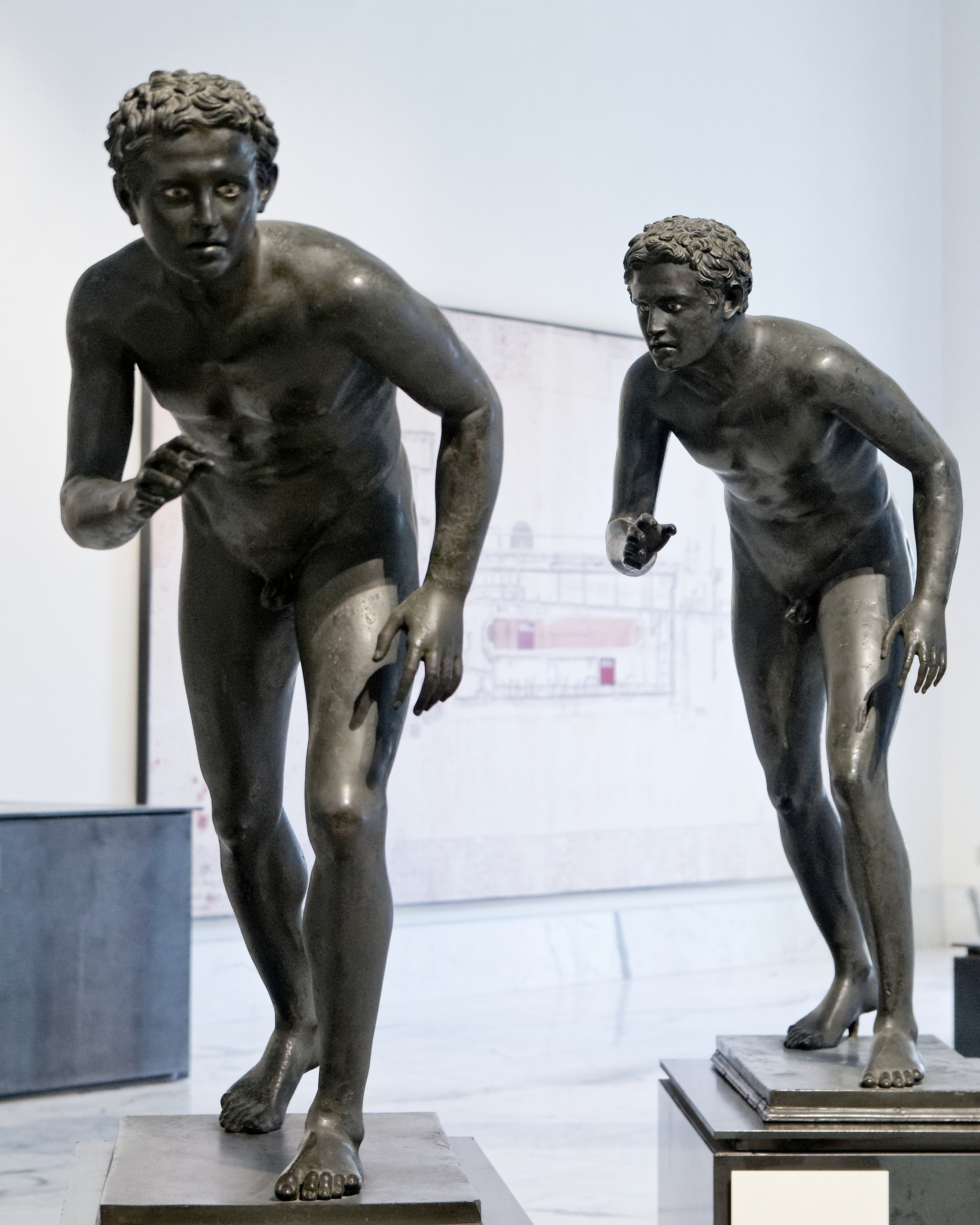
Coureurs.
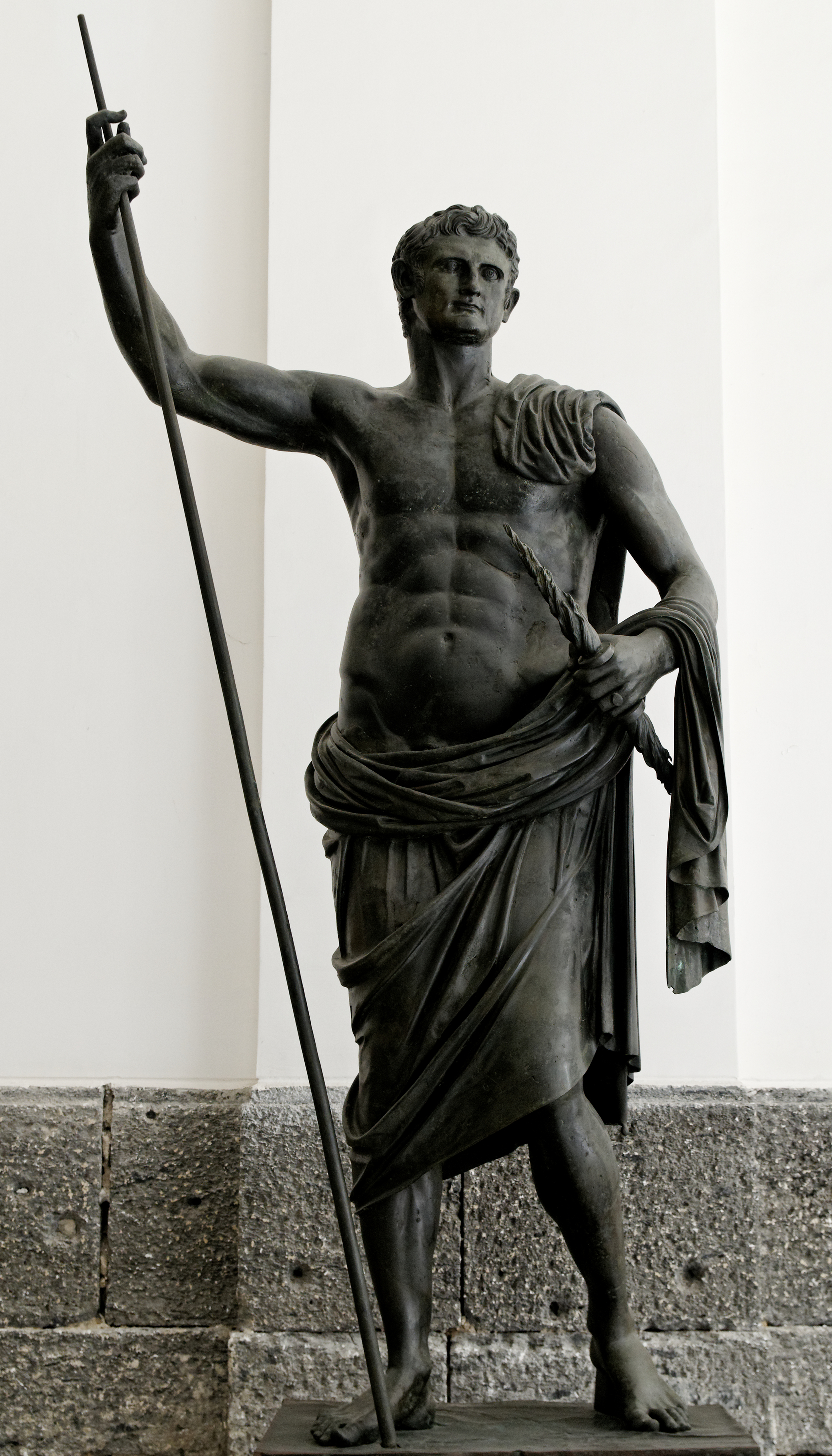
Auguste en Hercule.
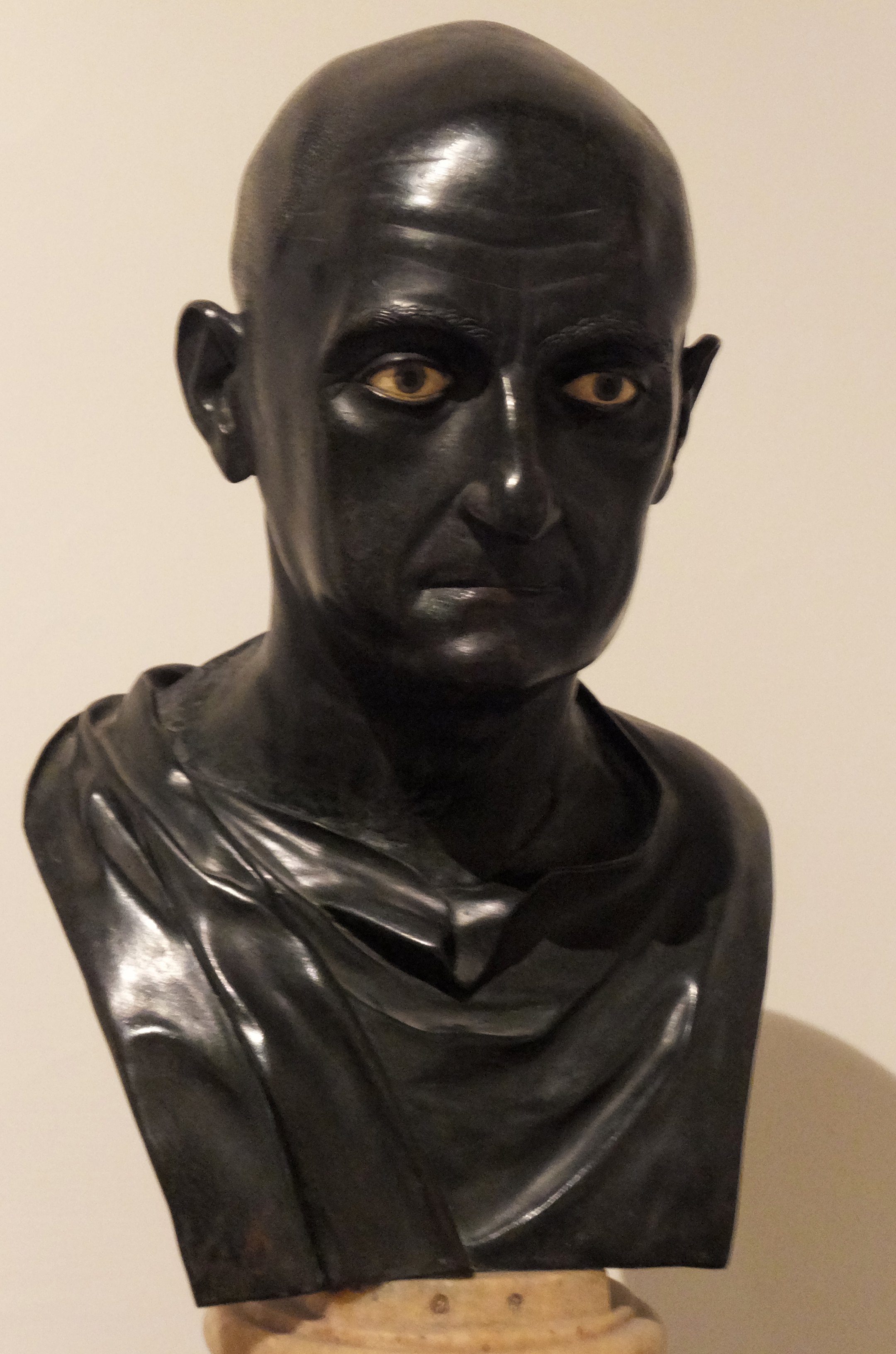
Scipion l'Africain.
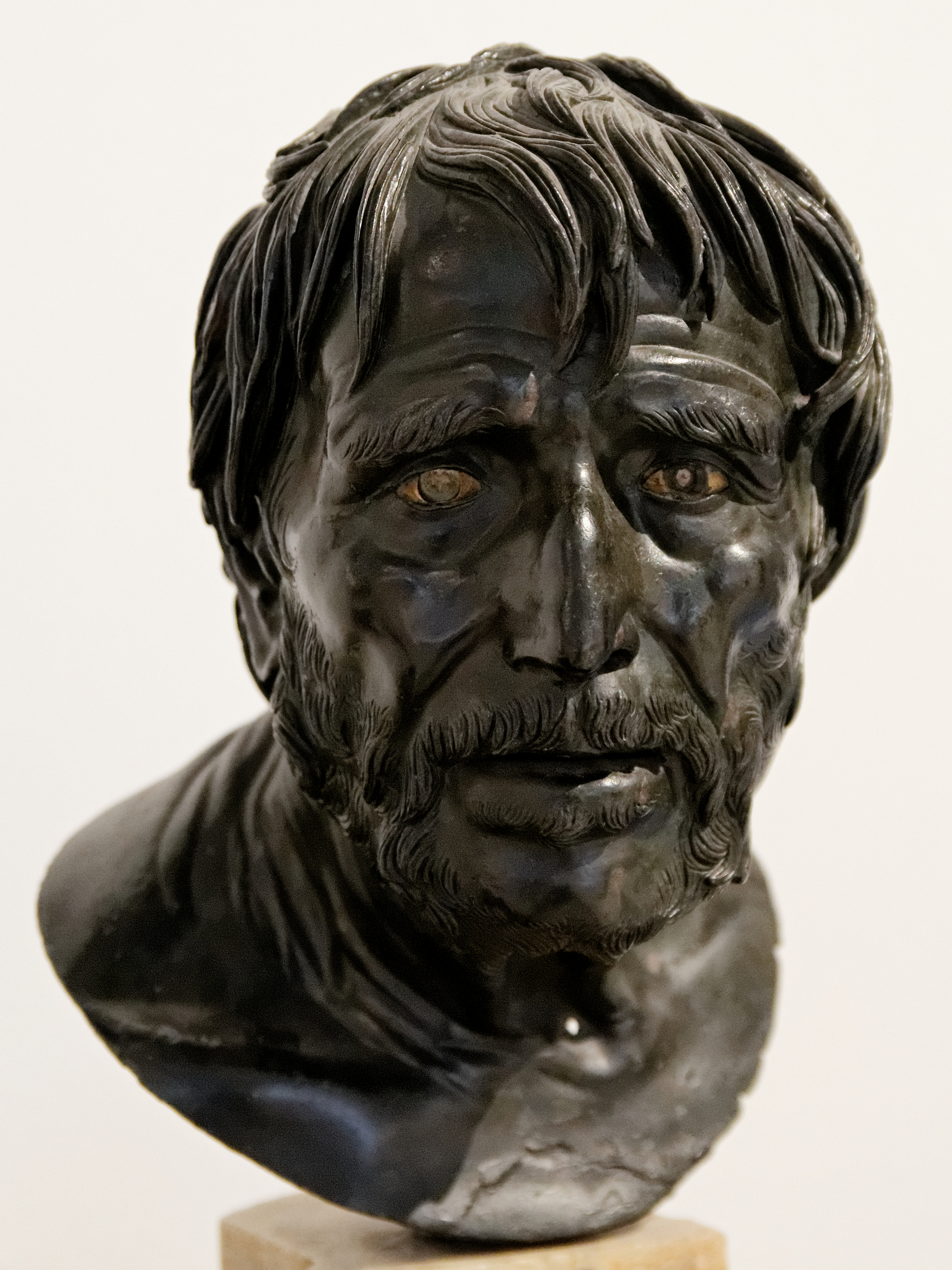
Pseudo-Sénèque.
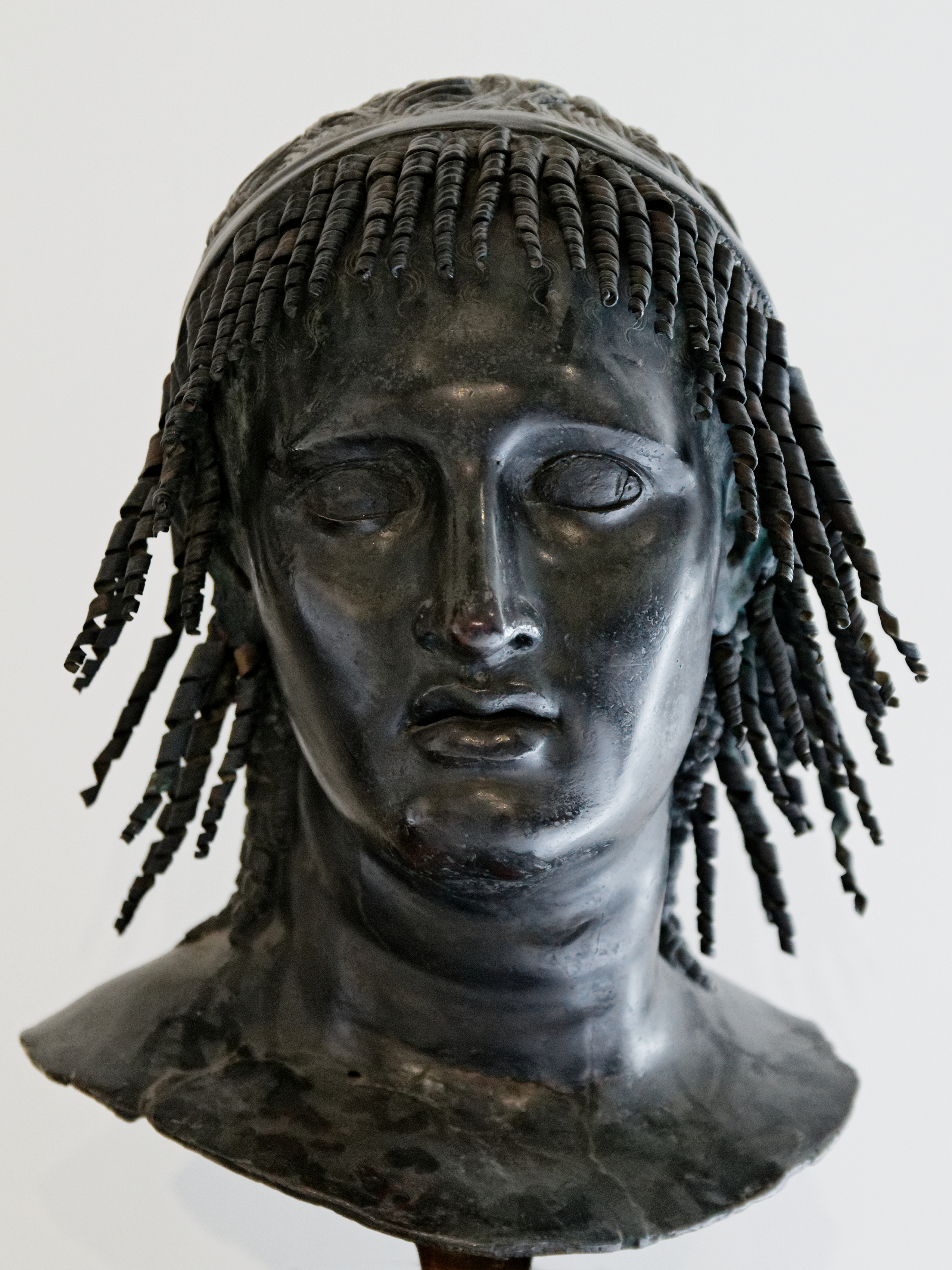
Jeune Homme.
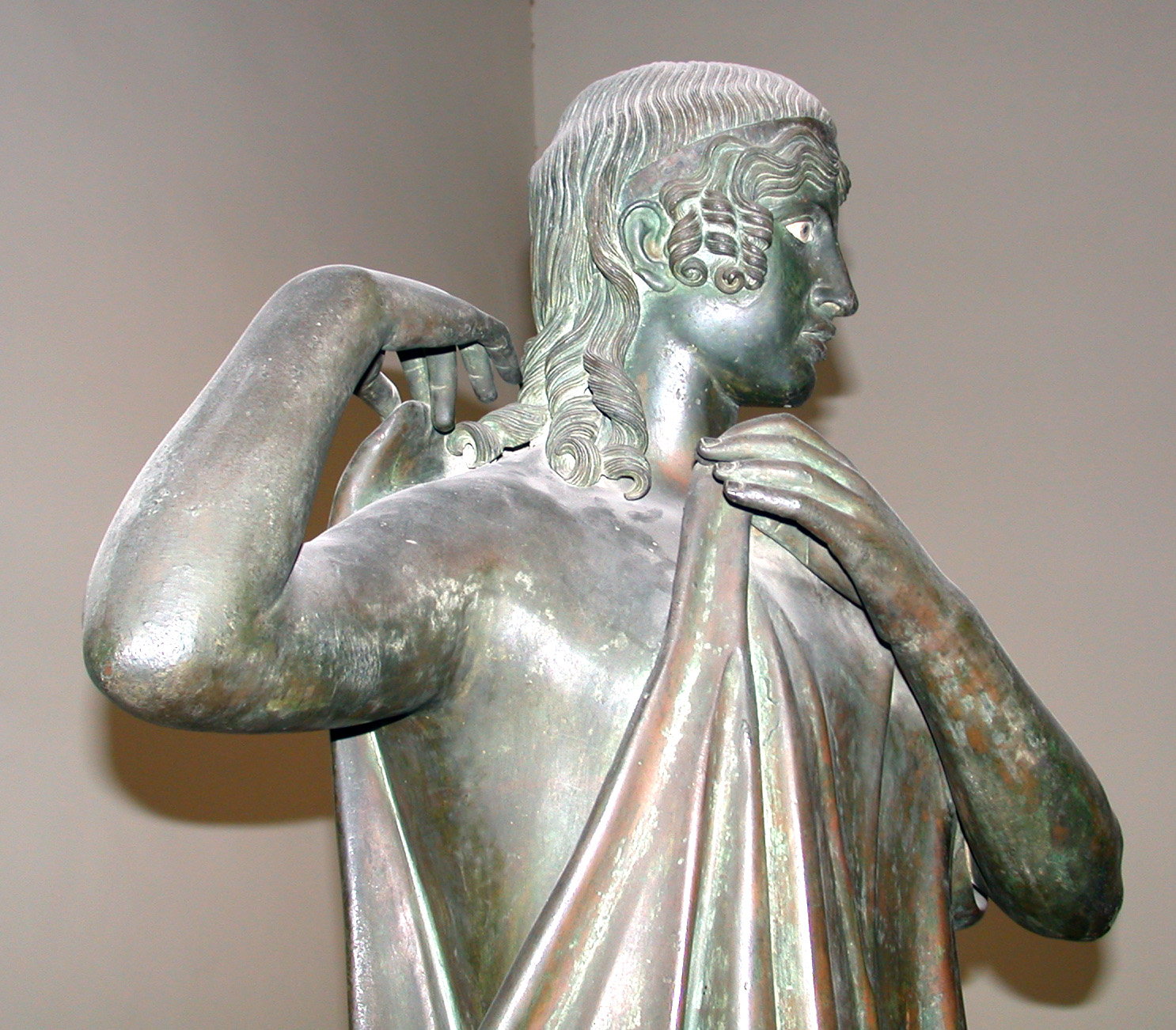
Jeune homme
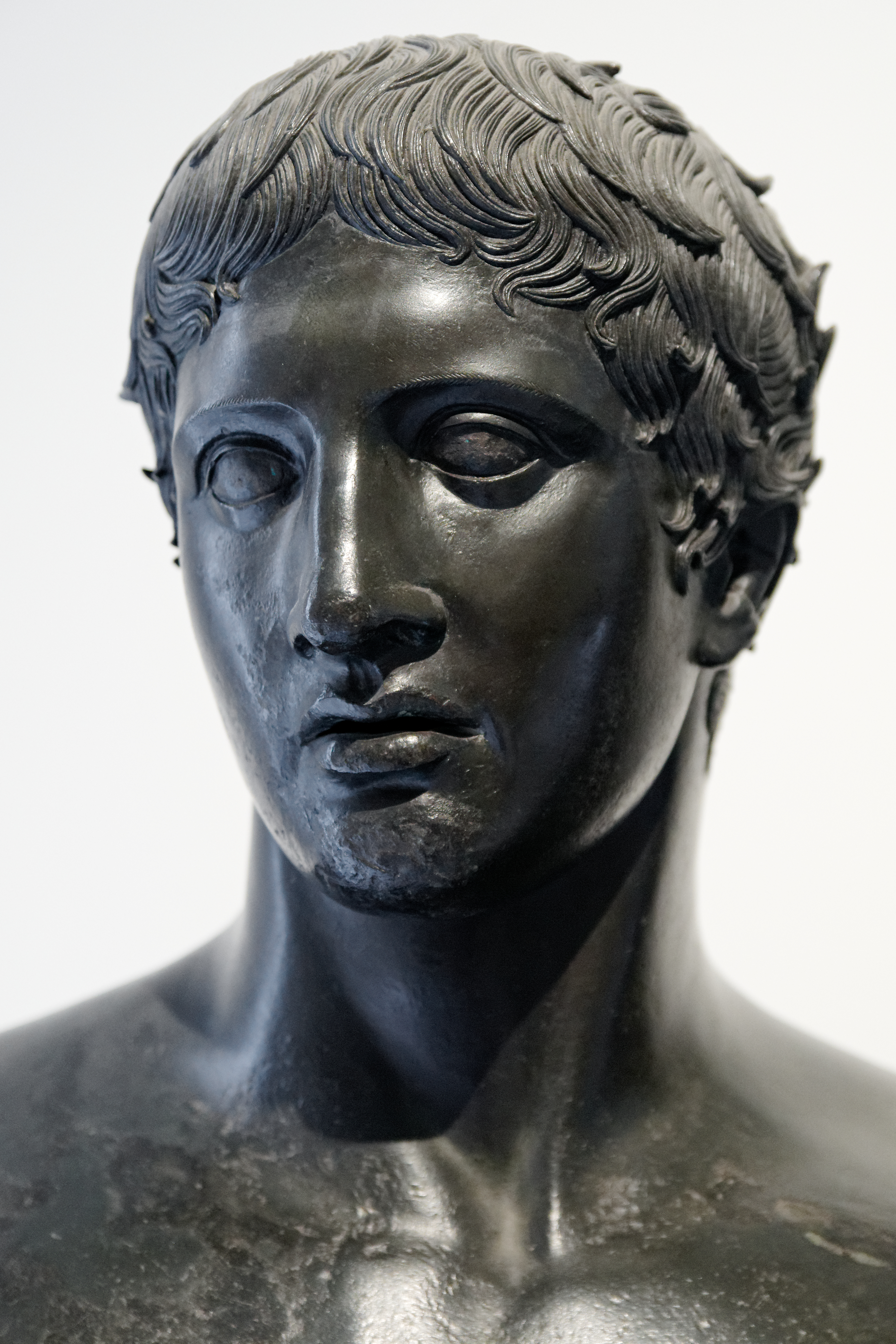
Tête du type du Doryphore.

### Mosaïques
La très importante collection de mosaïques provient en grande partie des villes proches du Vésuve, notamment Pompéi et Herculanum. Elle abrite notamment les célèbres œuvres de la Mosaïque d'Alexandre et l'Académie de Platon.

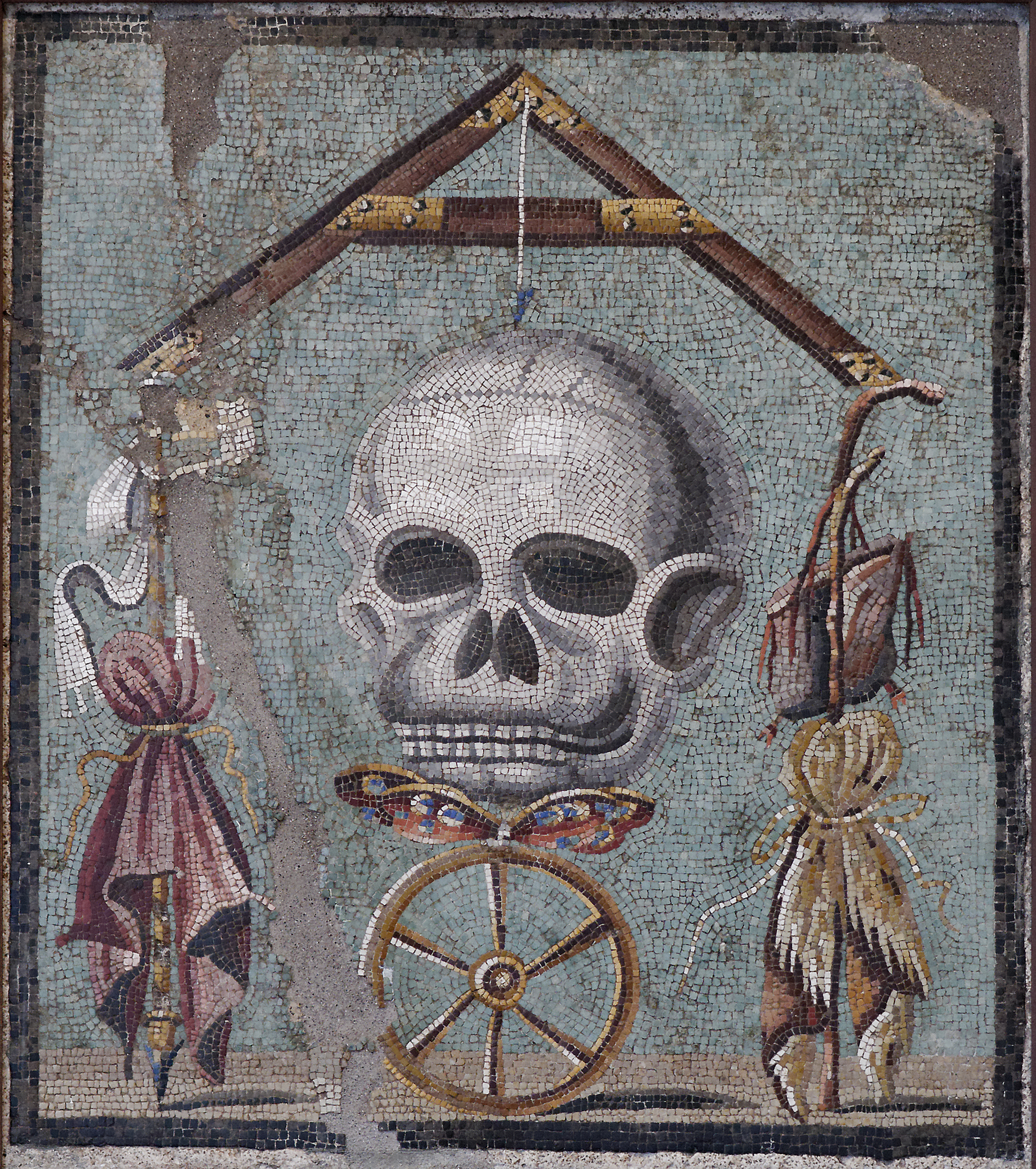
Memento mori.
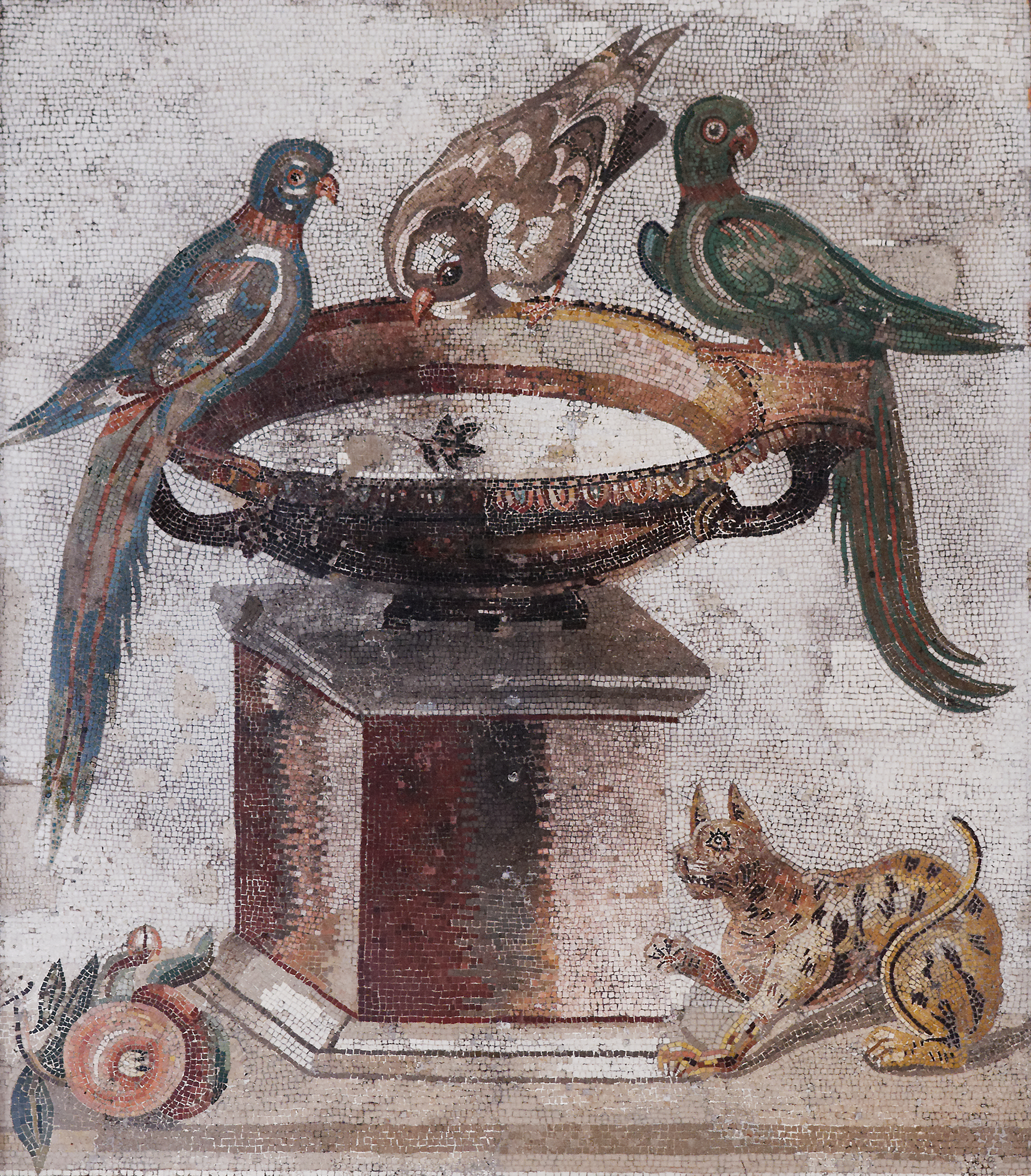
Colombes à la fontaine.
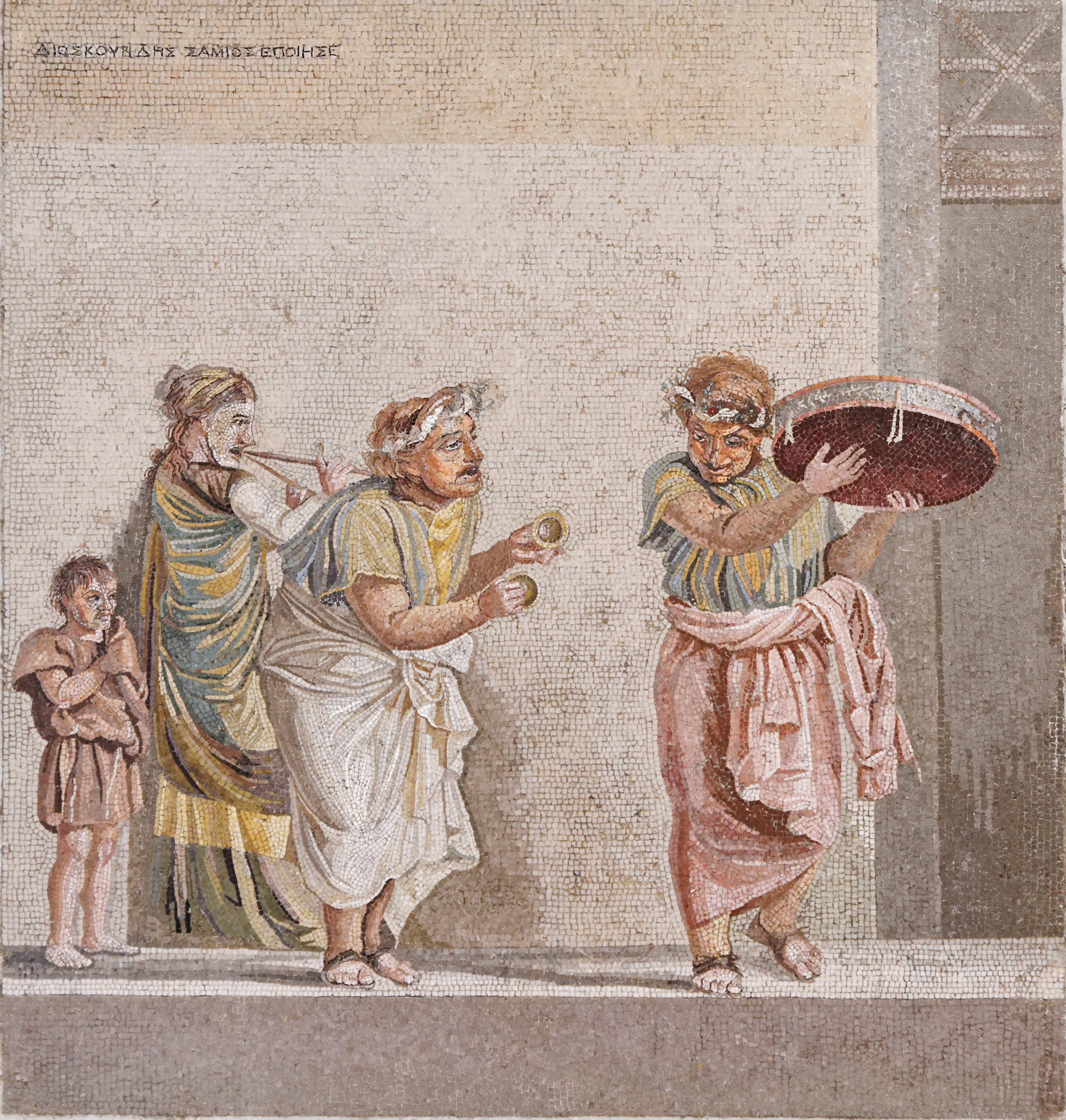
Musiciens itinérants, par Dioscoride de Samos.
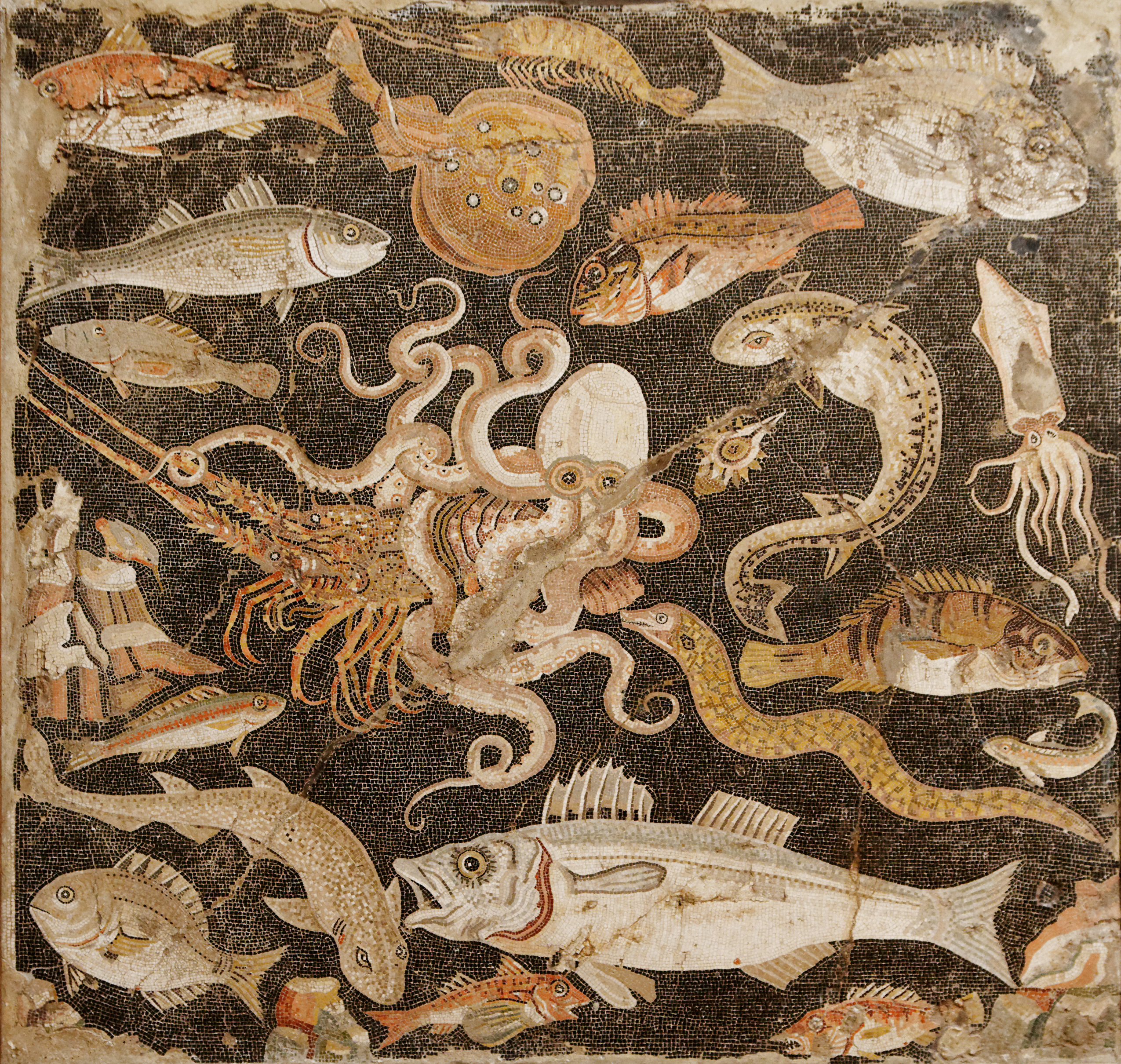
Catalogue de poissons.
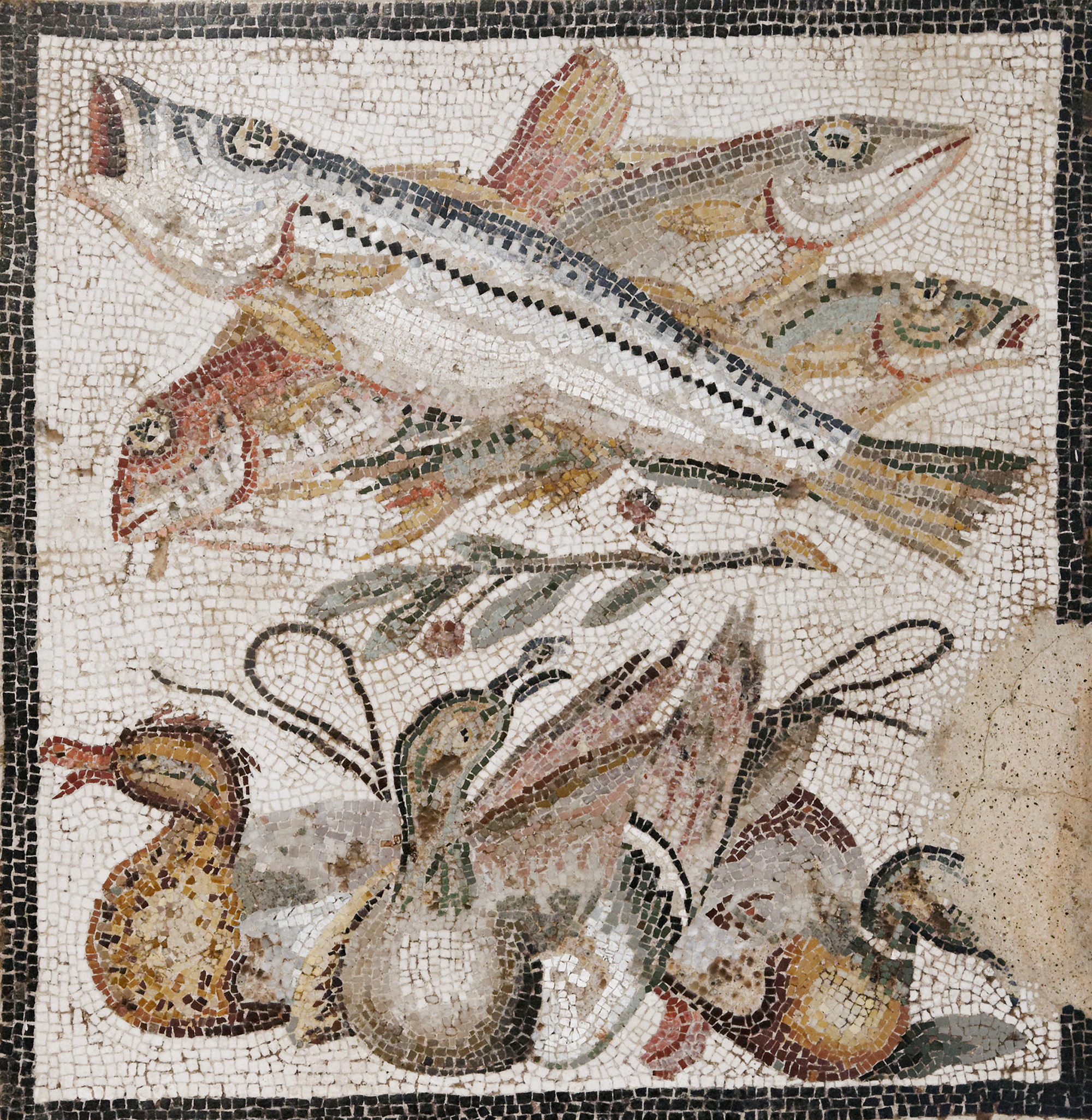
Poissons et oiseaux.
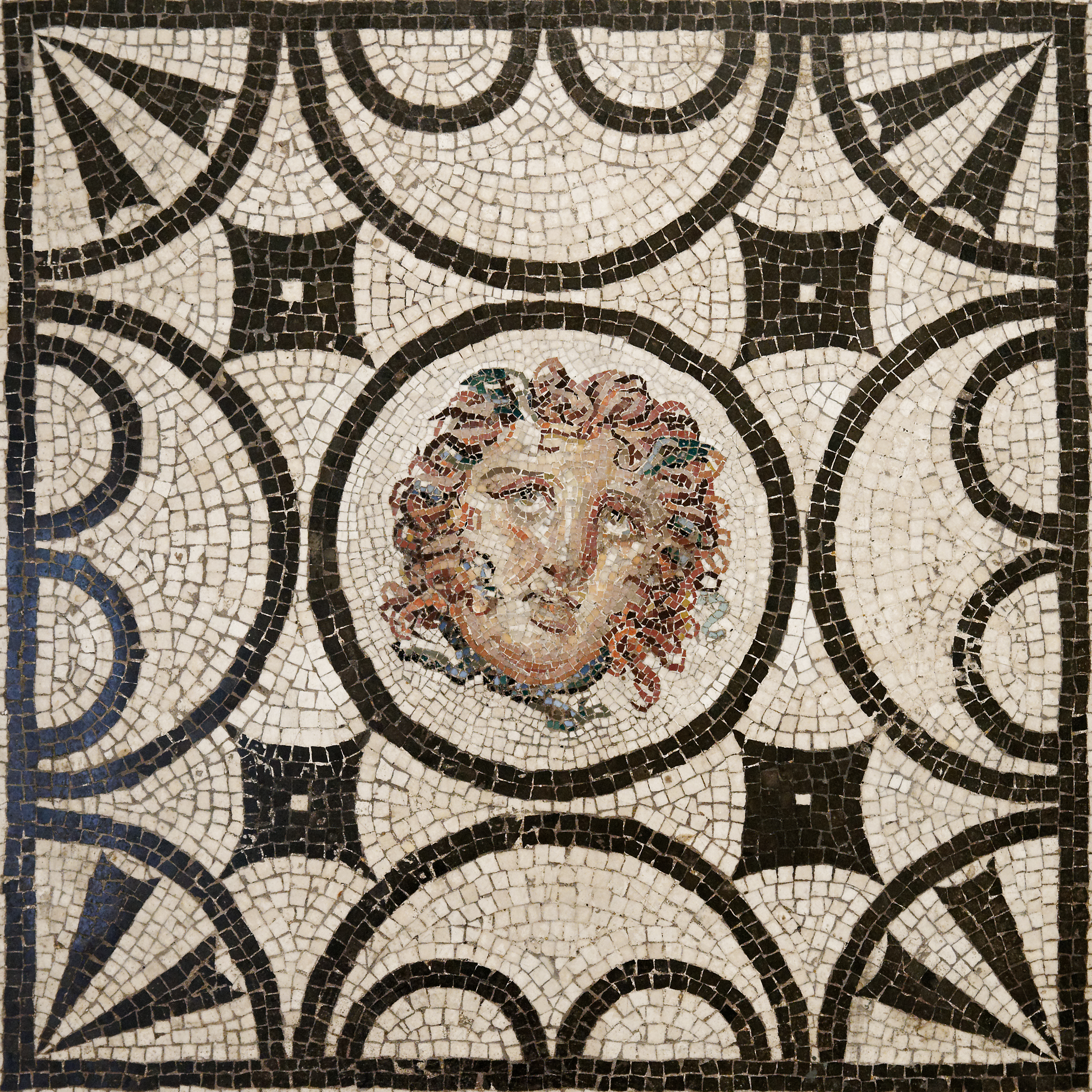
Tête de Méduse.
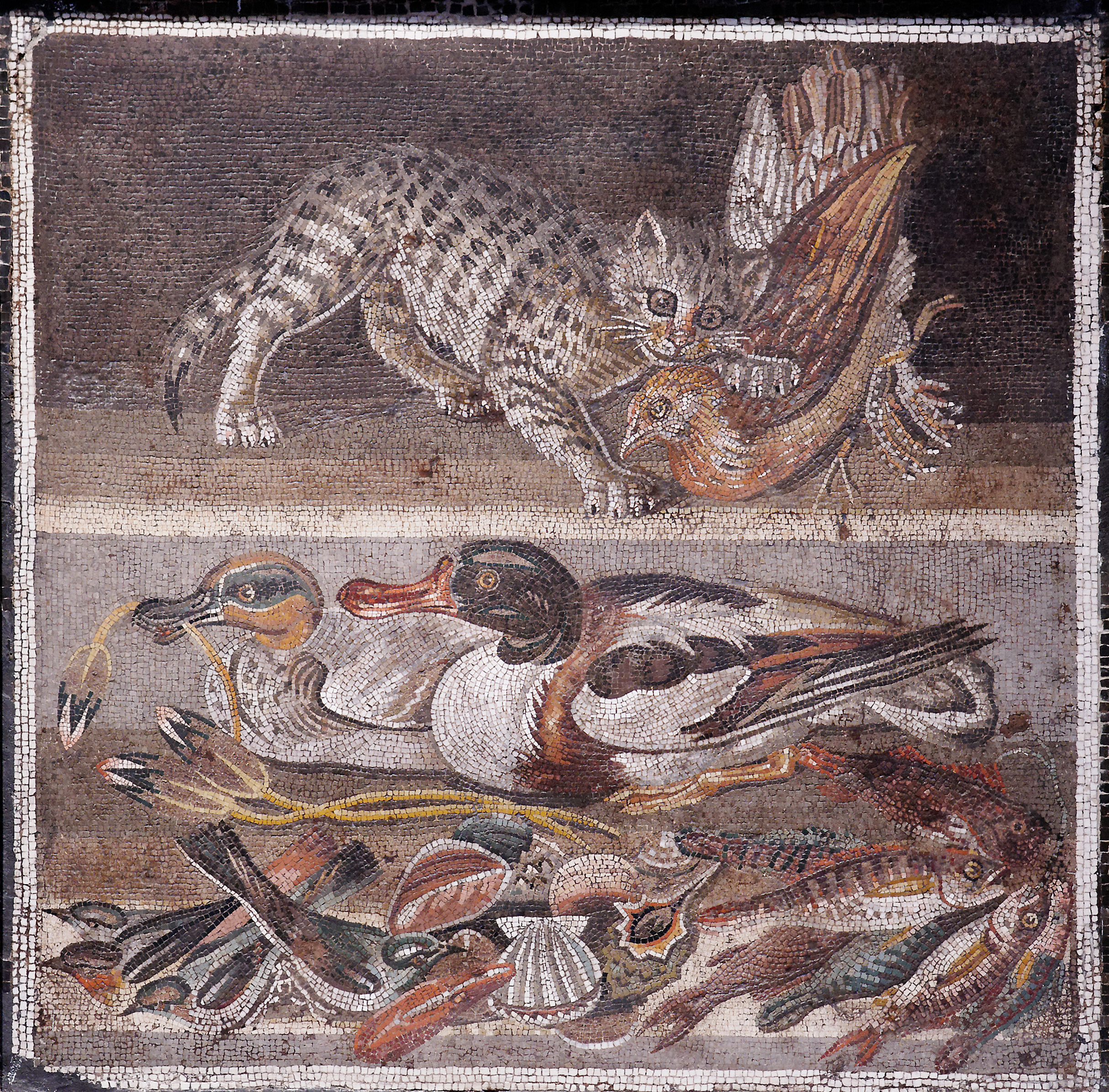
Chat, oiseaux et poissons.
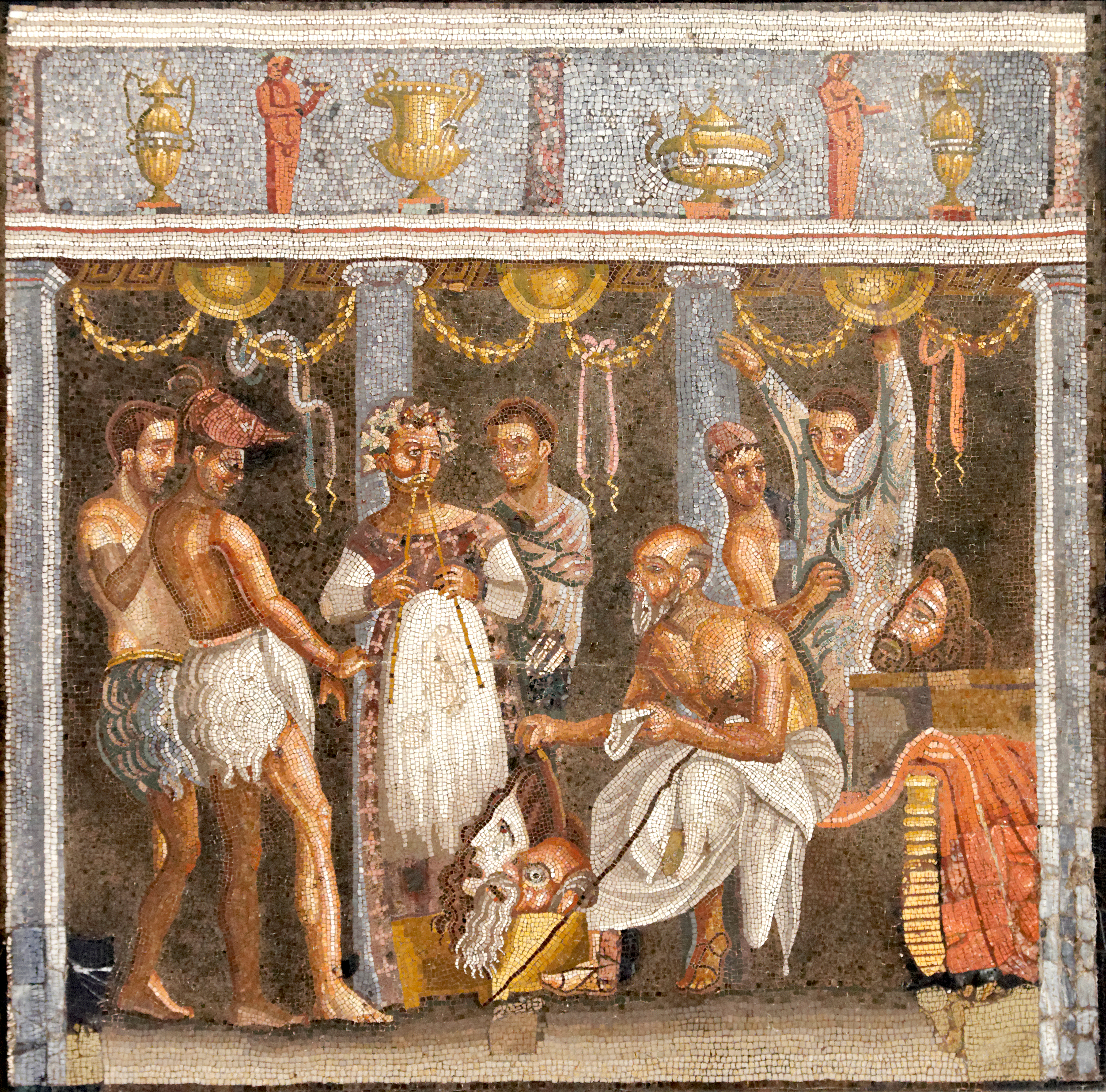
Chorège et acteurs.
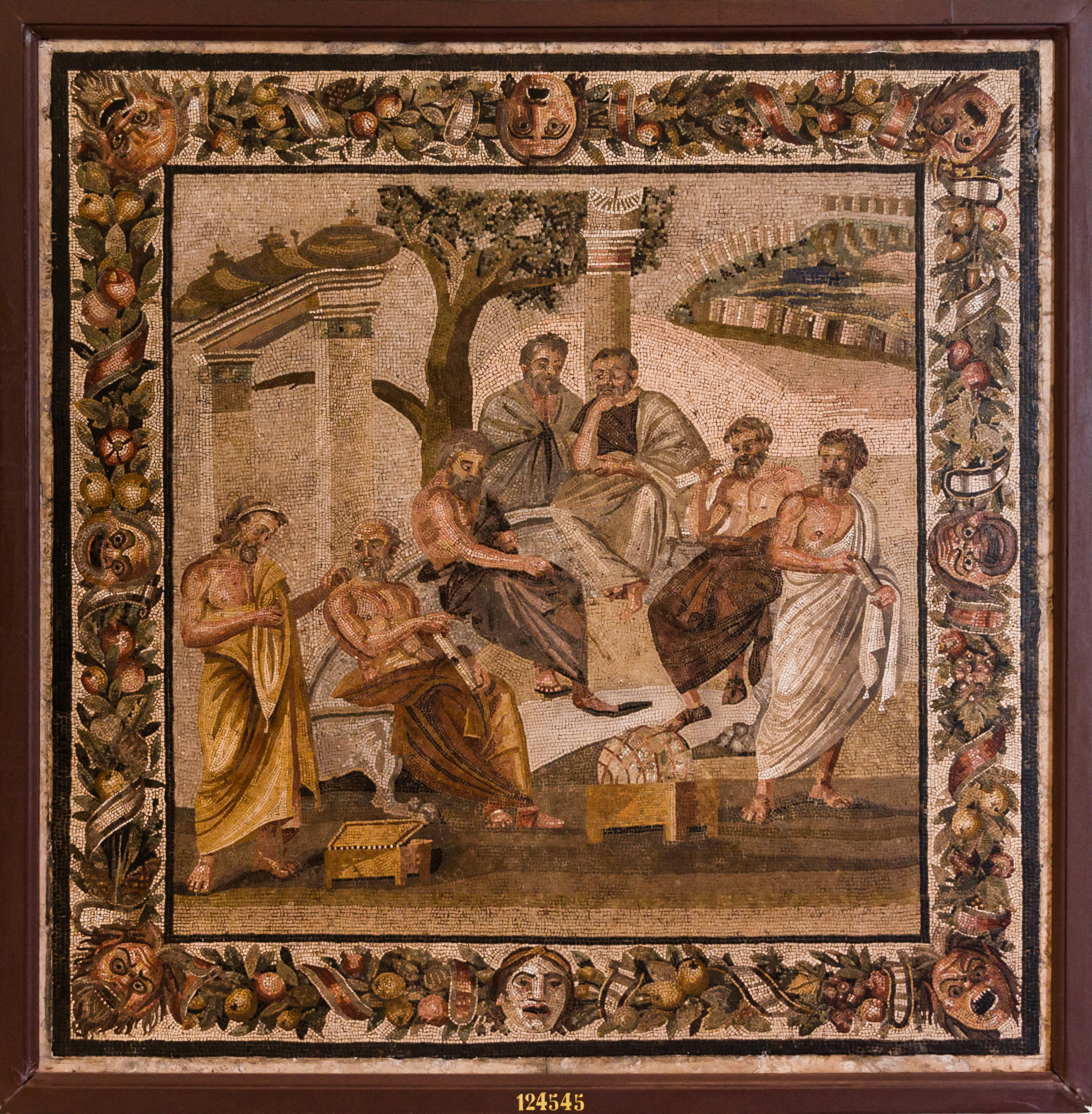
L'Académie de Platon.
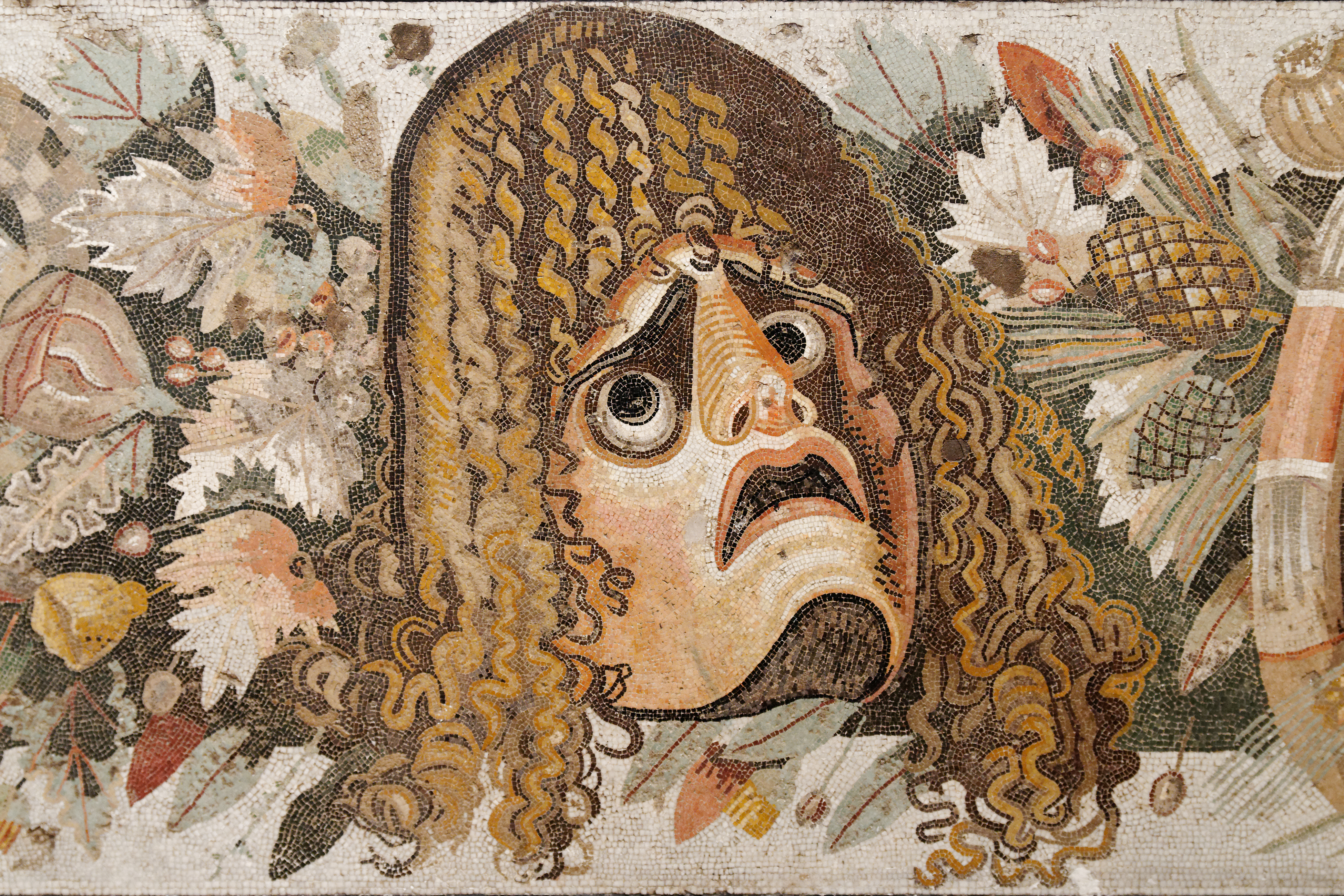
Masque de théâtre.
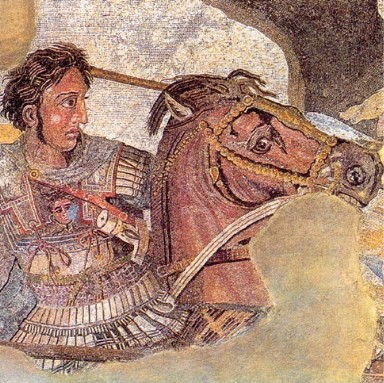
Mosaïque d'Alexandre.

### Fresques
La section des Fresques du musée représente la plus grande collection au monde de fresques d'époque romaine. 
Cette riche collection provient des riches villas de la cité antique de Pompéi, mais aussi d'Herculanum et de Stabies. Parmi les plus célèbres, le Portrait de Paquius Proculus et son épouse, le Portrait d'une jeune femme (dite Sappho), Couple en vol, Hiérogamie, Achille et Briséis, Pain et figues, les déesses Flora, Diana, Médée et Léda en provenance de Stabies ou encore des peintures de Boscoreale.

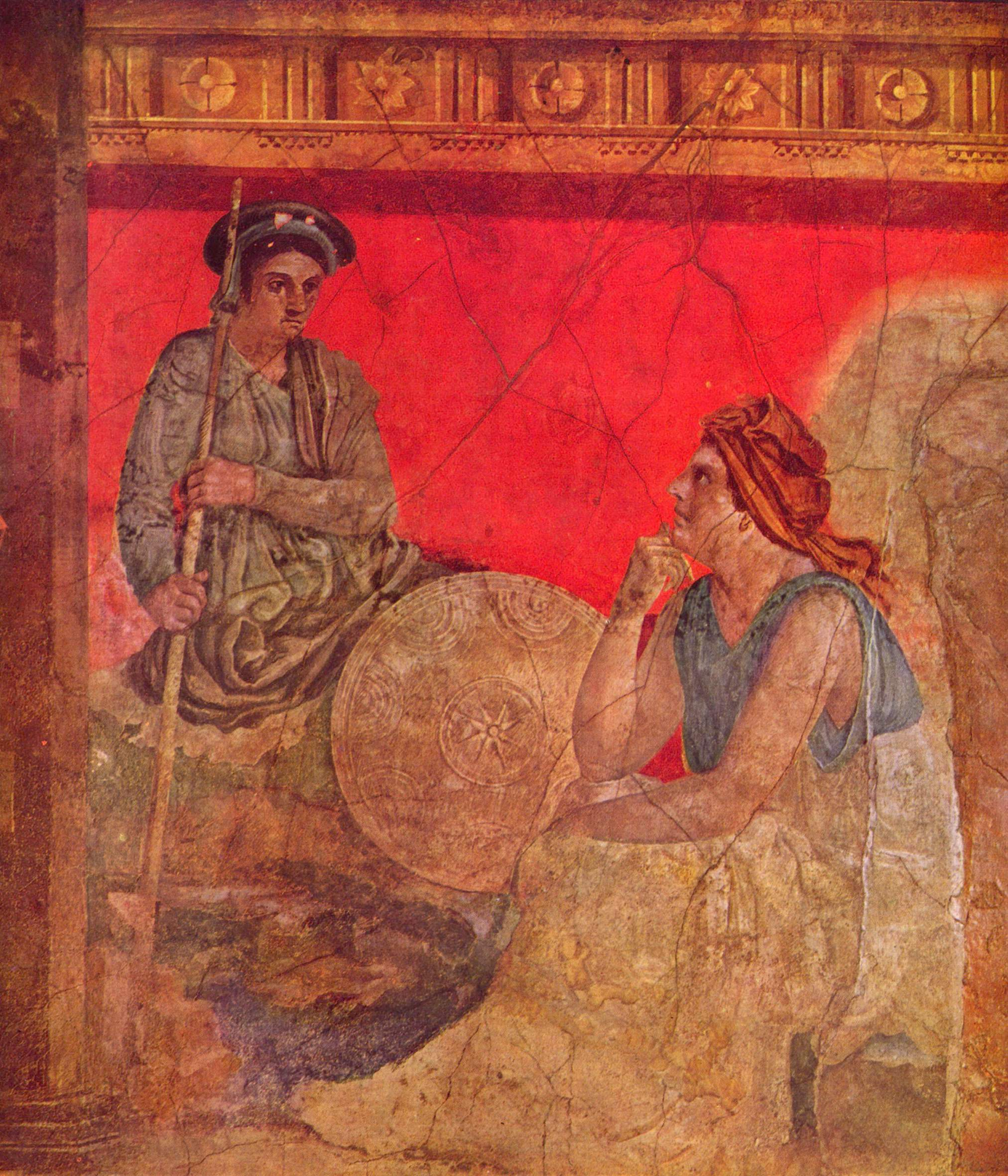
Peinture de Boscoreale
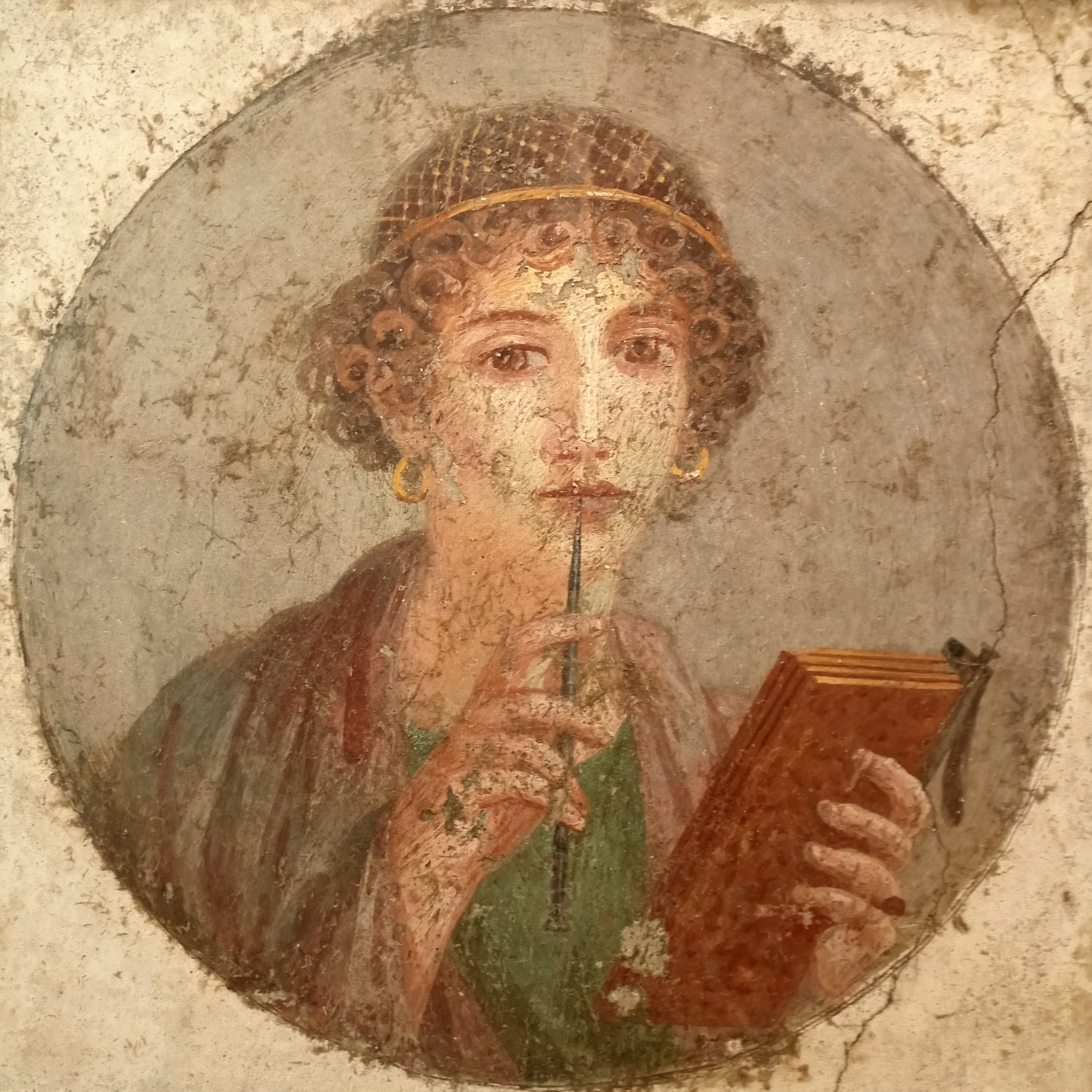
Sappho
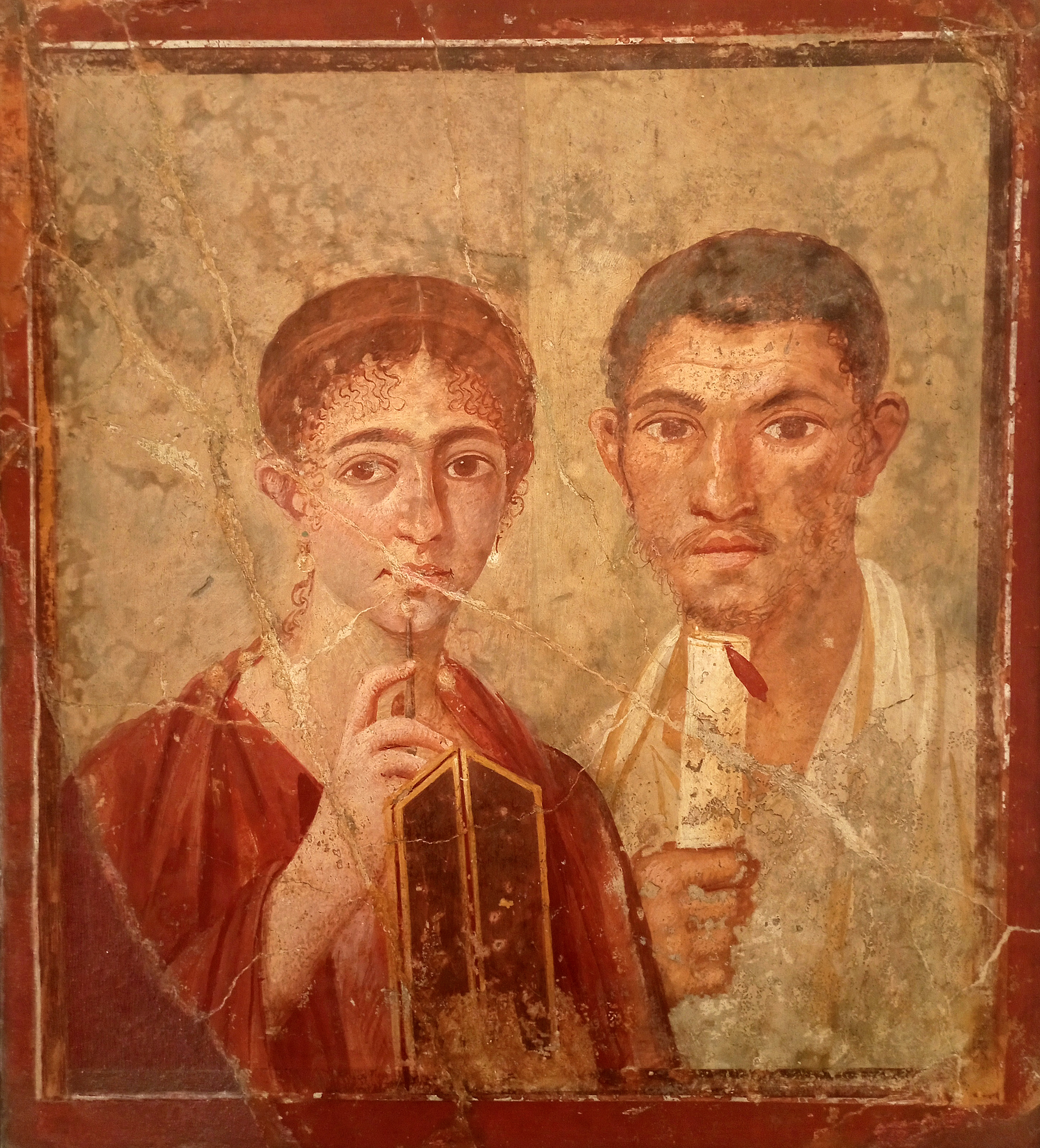
Portrait de Paquius Proculus et son épouse
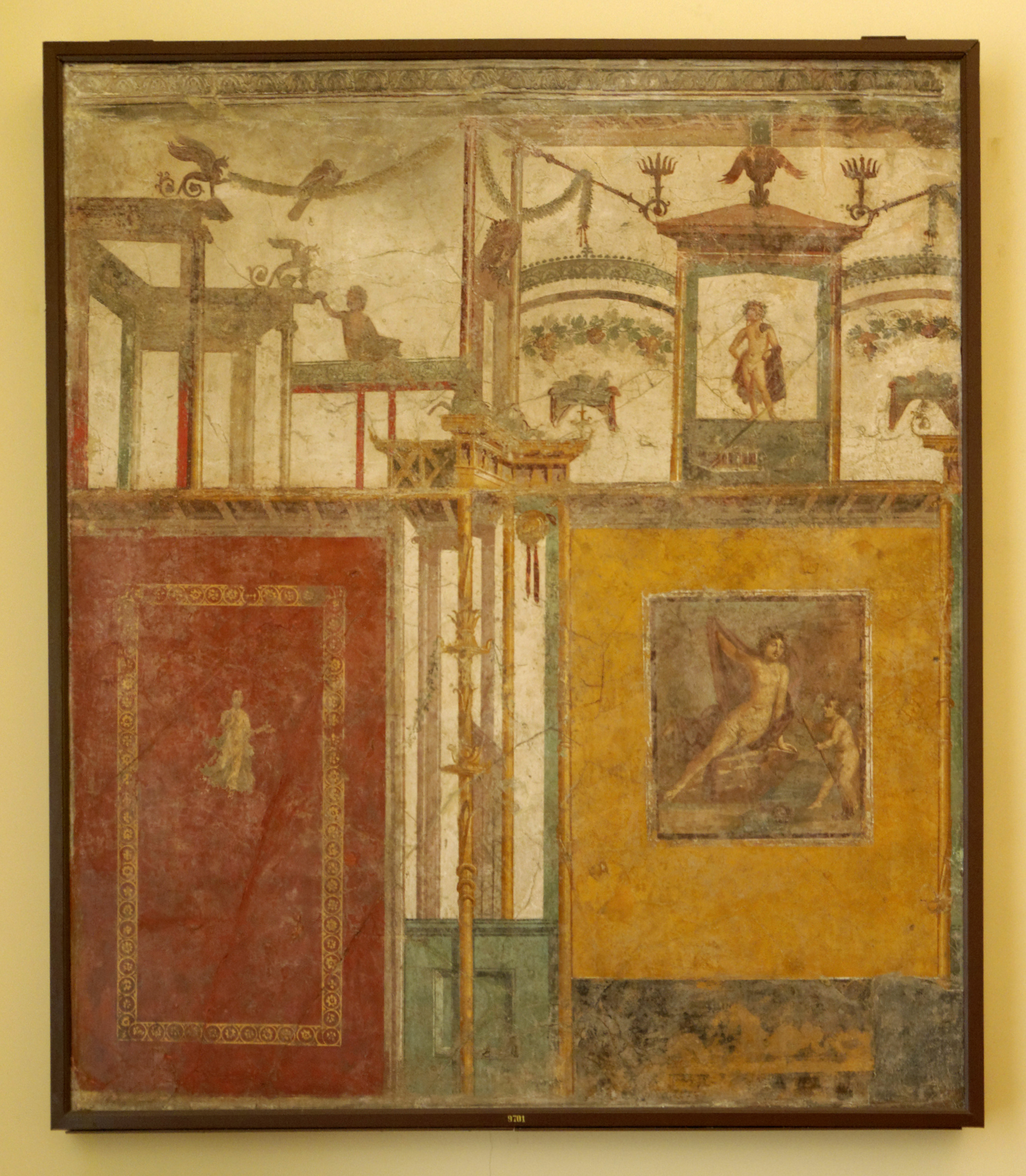
Décor pompéien
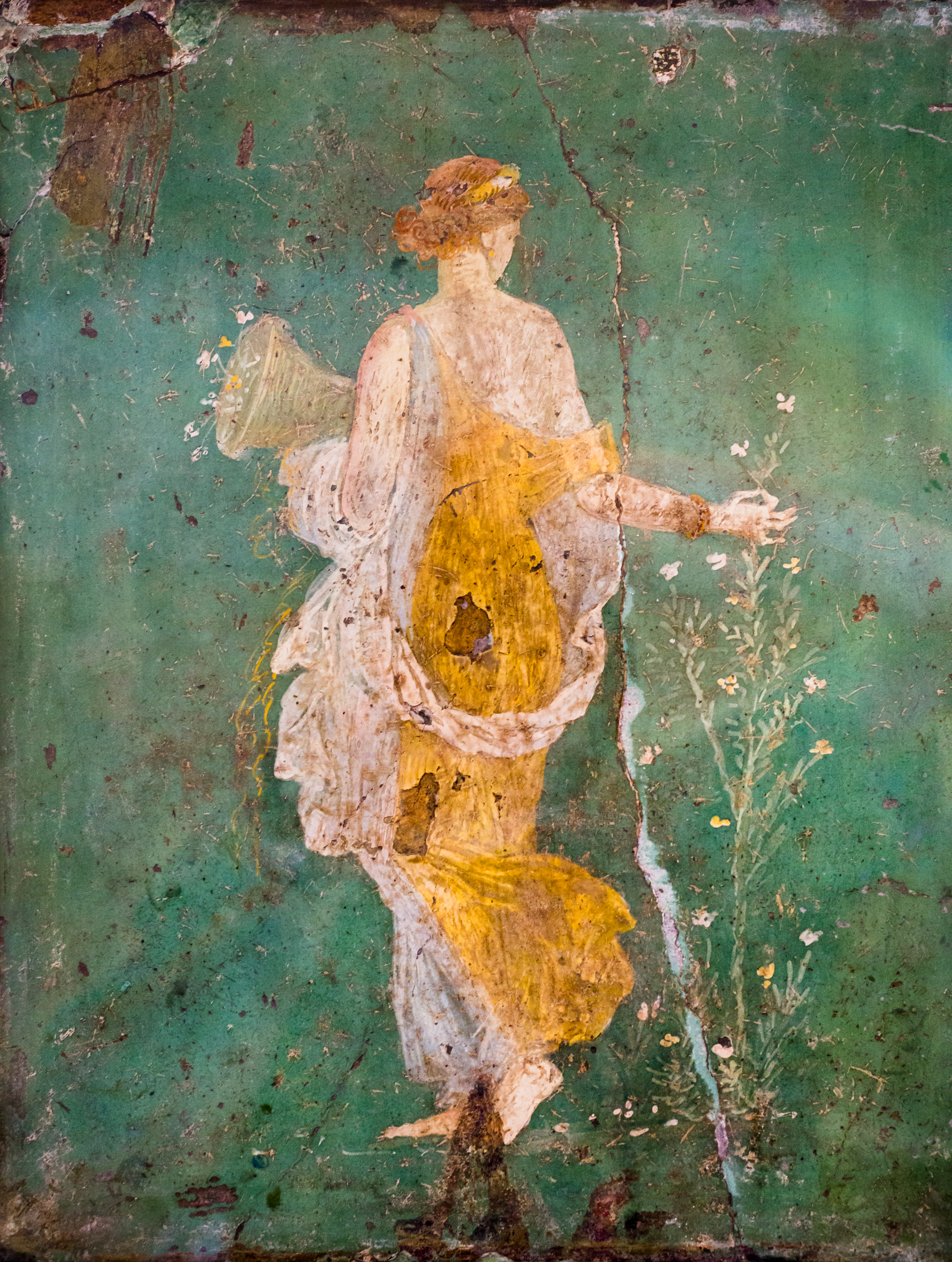
Flora
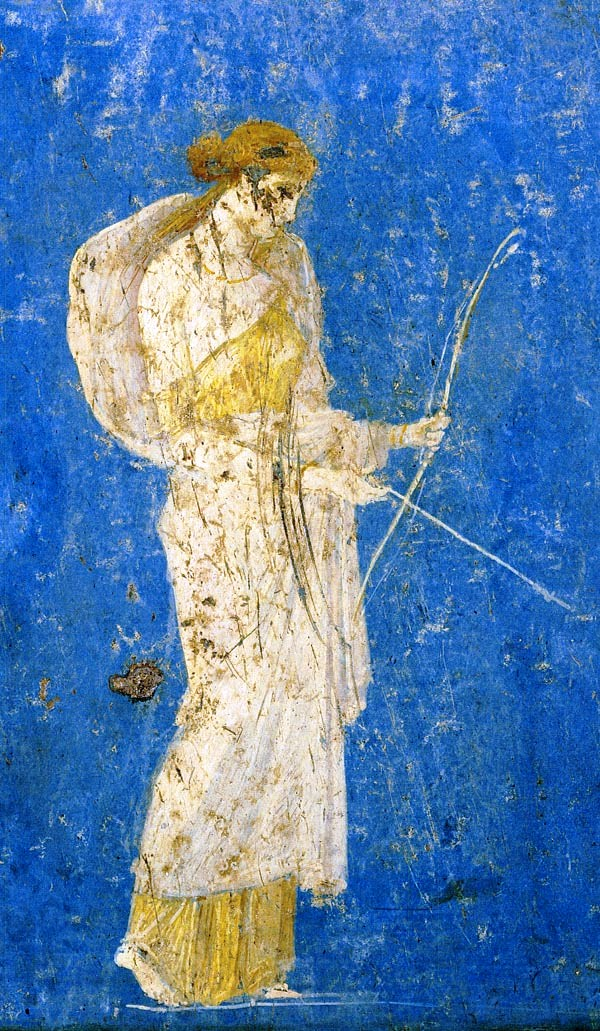
Diana
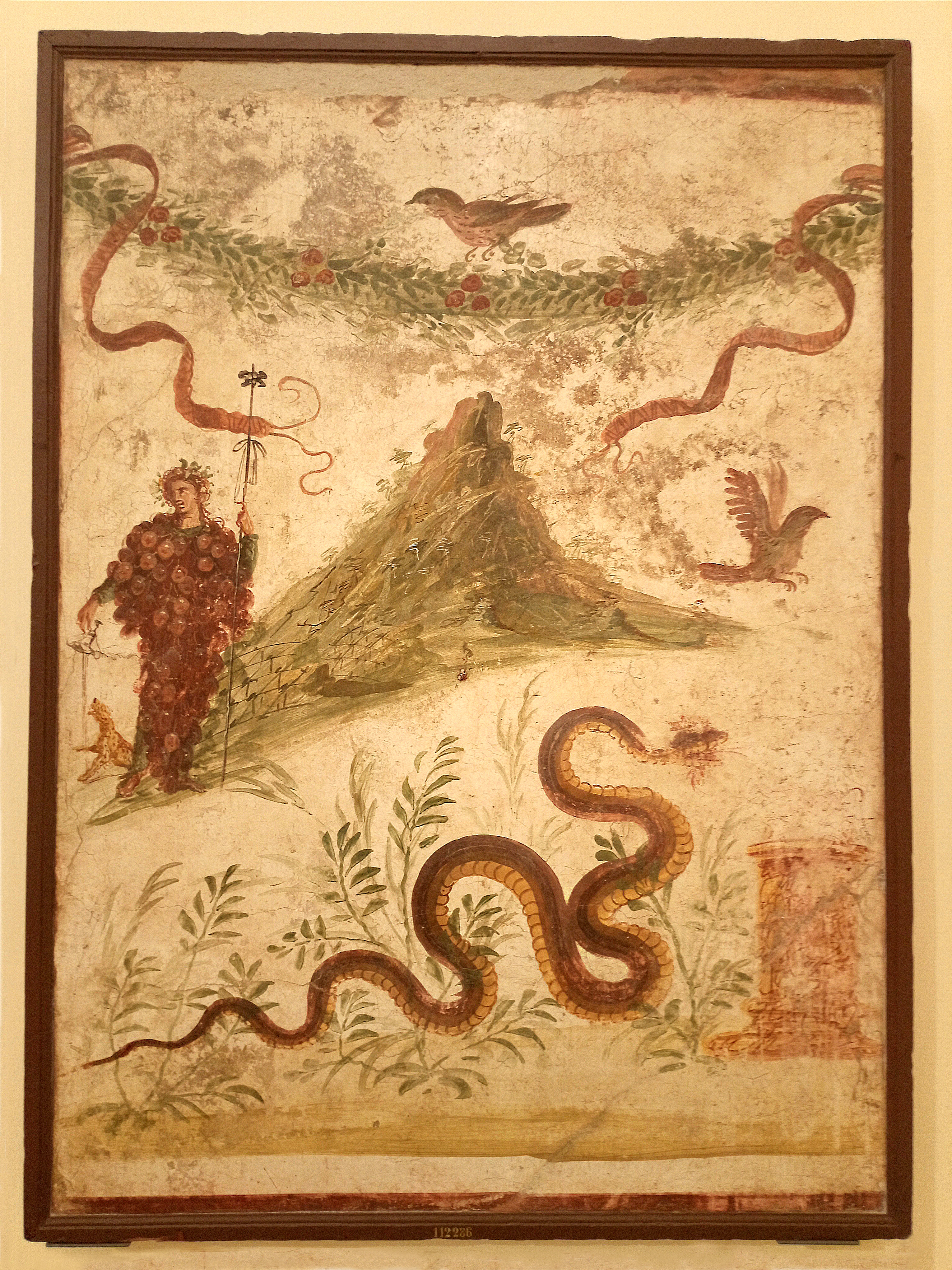
Bacchus avec le génie serpent du foyer. Fresque romaine. Maison du Centenaire, Pompéi.
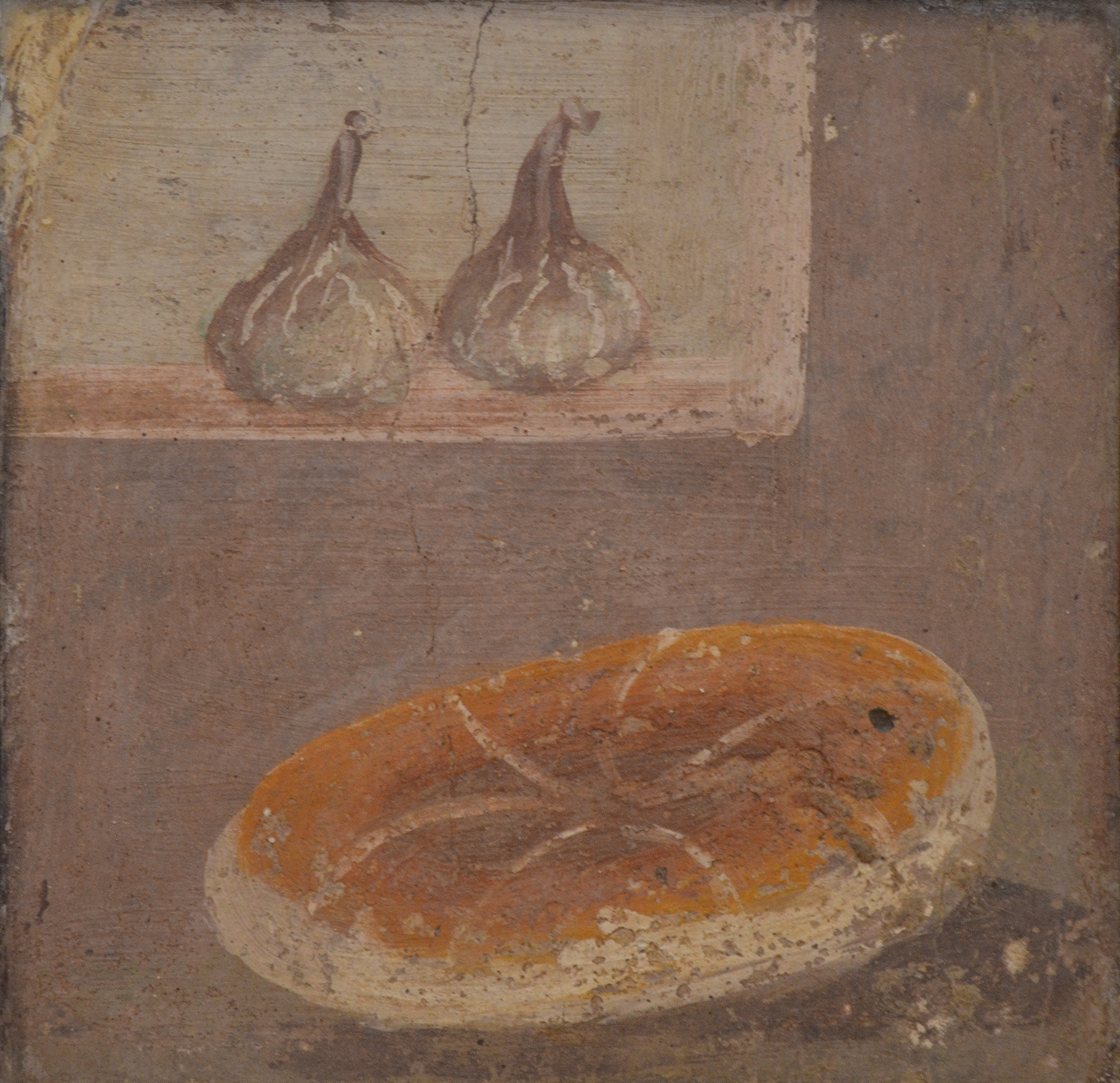
Pain et figues
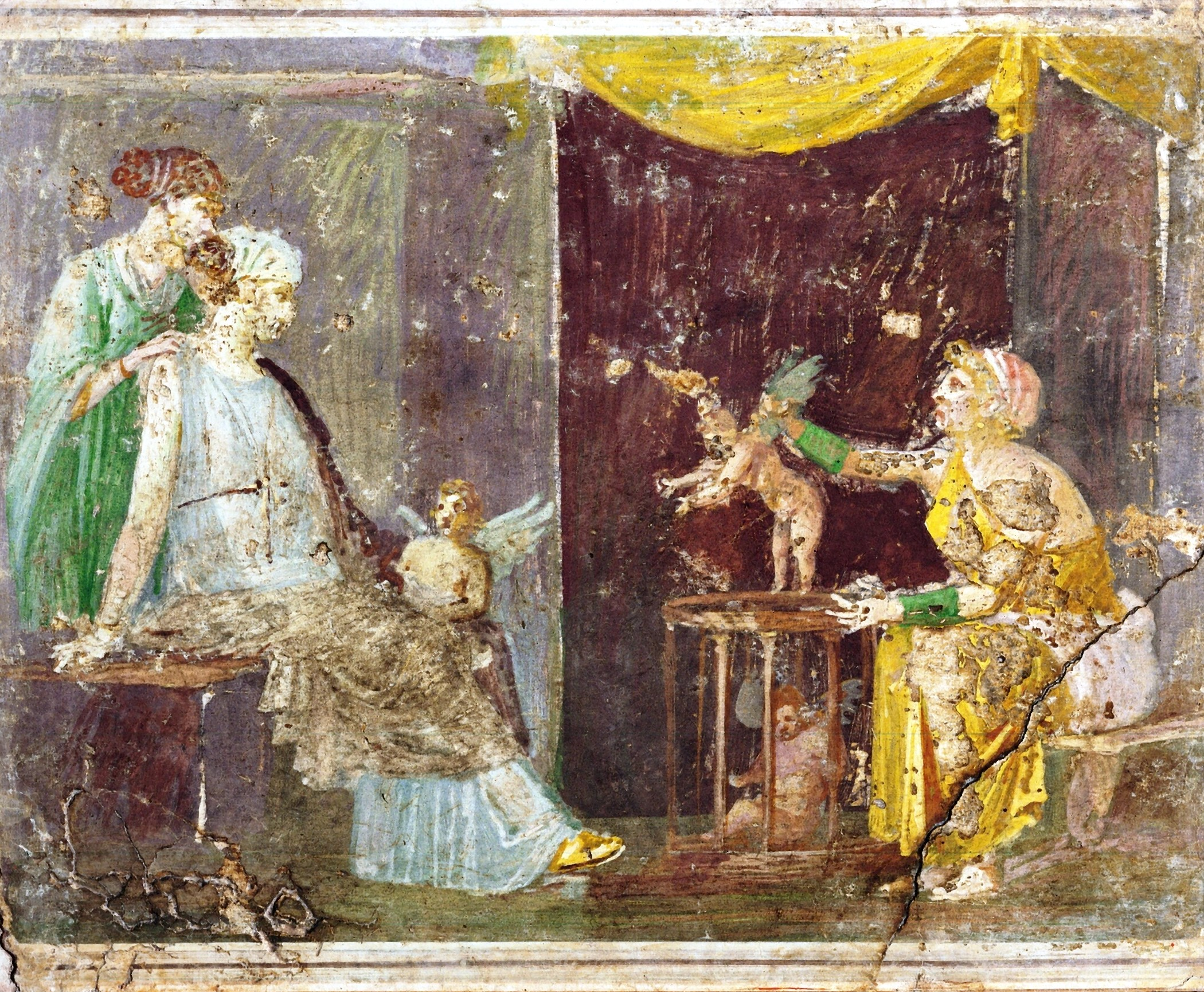
La Marchande d'Amours, fresque de la villa Arianna à Stabies
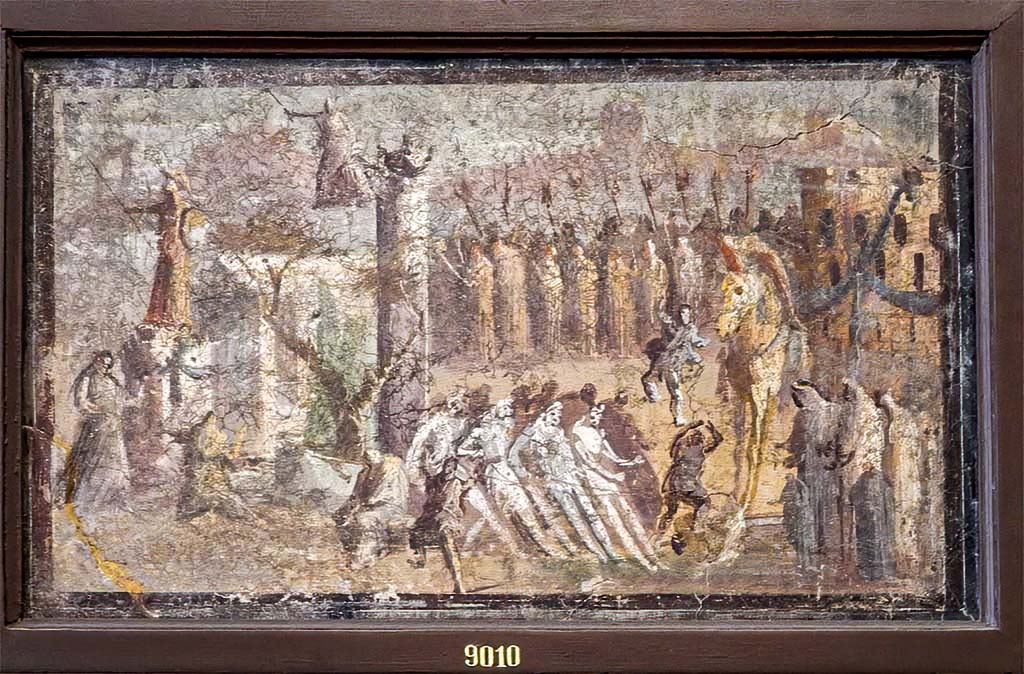
Le Cheval de Troie (fresque).

### Argenterie, glyptique, vases en céramique et en verre
La collection, composée lors des fouilles à Herculanum et Pompéi, est la plus importante au monde pour l'argenterie romaine. La collection de gemmes comprend plus de 2 000 pièces, comprenant des camées et des pierres précieuses gravées et travaillées, dont le noyau original est constitué par la collection médicéenne de Laurent de Médicis. Parmi elles, la célèbre Tasse Farnèse, coupe hellénistique d'environ 20 cm de diamètre, le plus grand camée que l'on connaisse. La collection d'objets en verre est riche de plus de 4 000 pièces provenant principalement des fouilles d'Herculanum et de Pompéi. On y voit notamment le fameux Vase bleu.

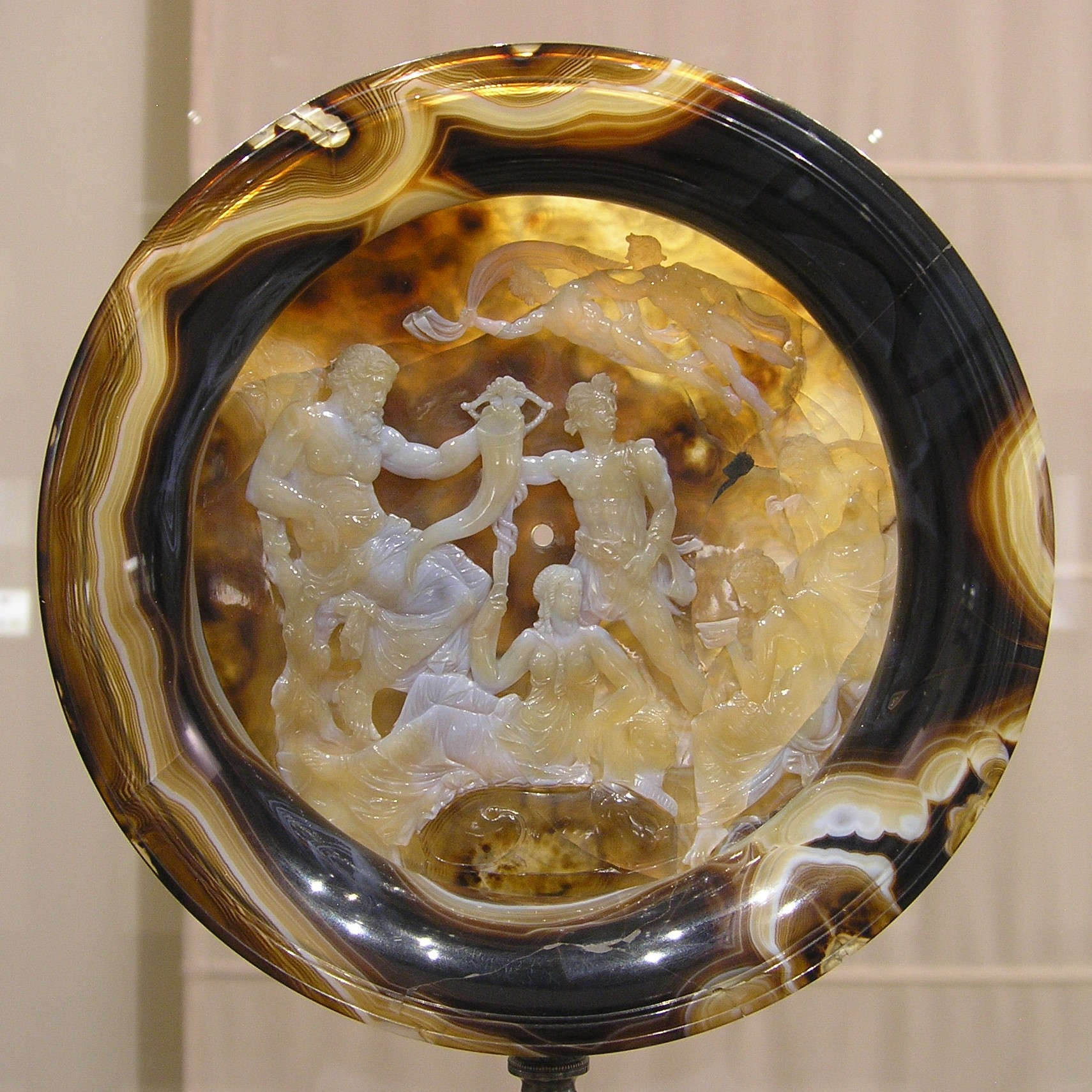
Tasse Farnèse
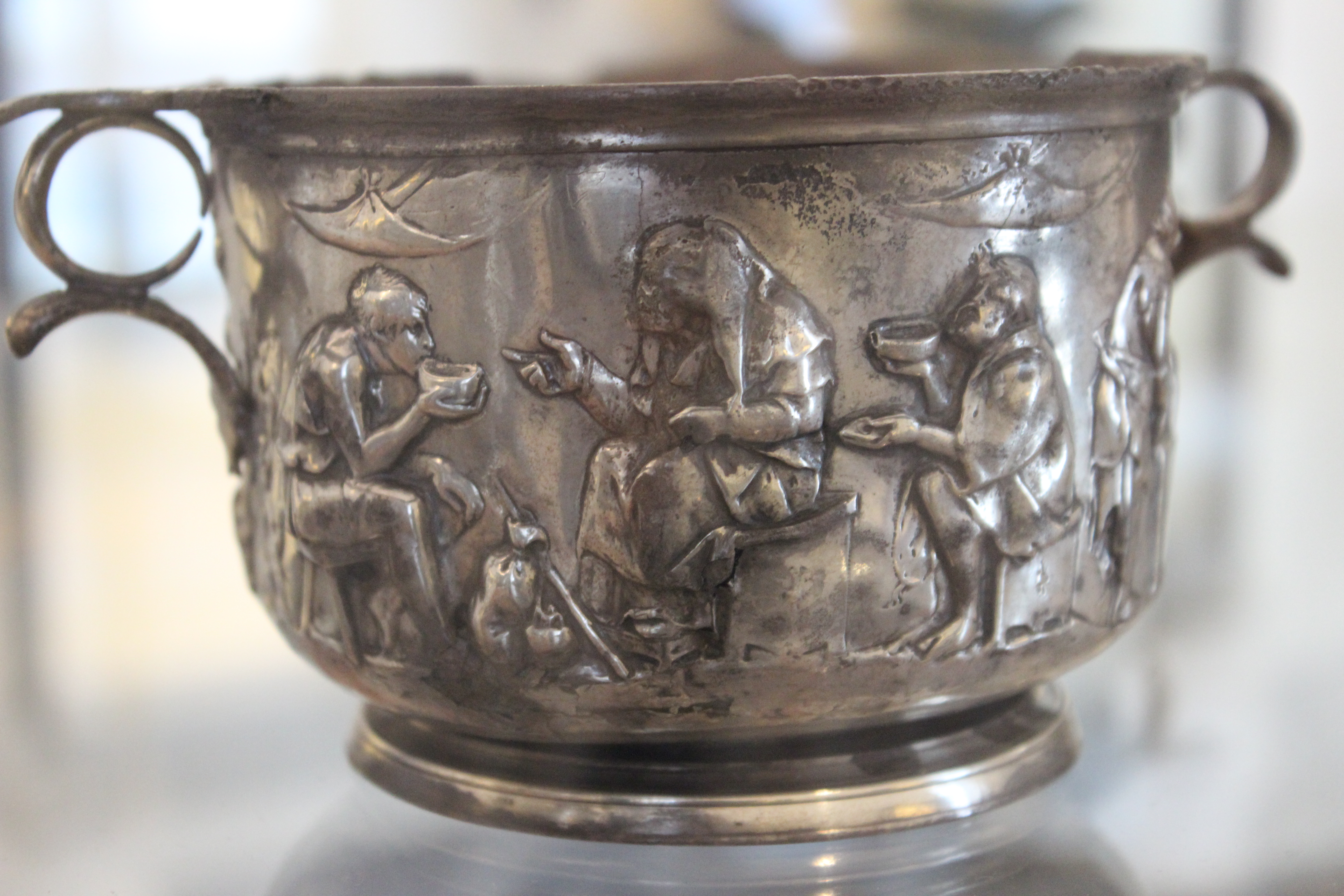
Vase
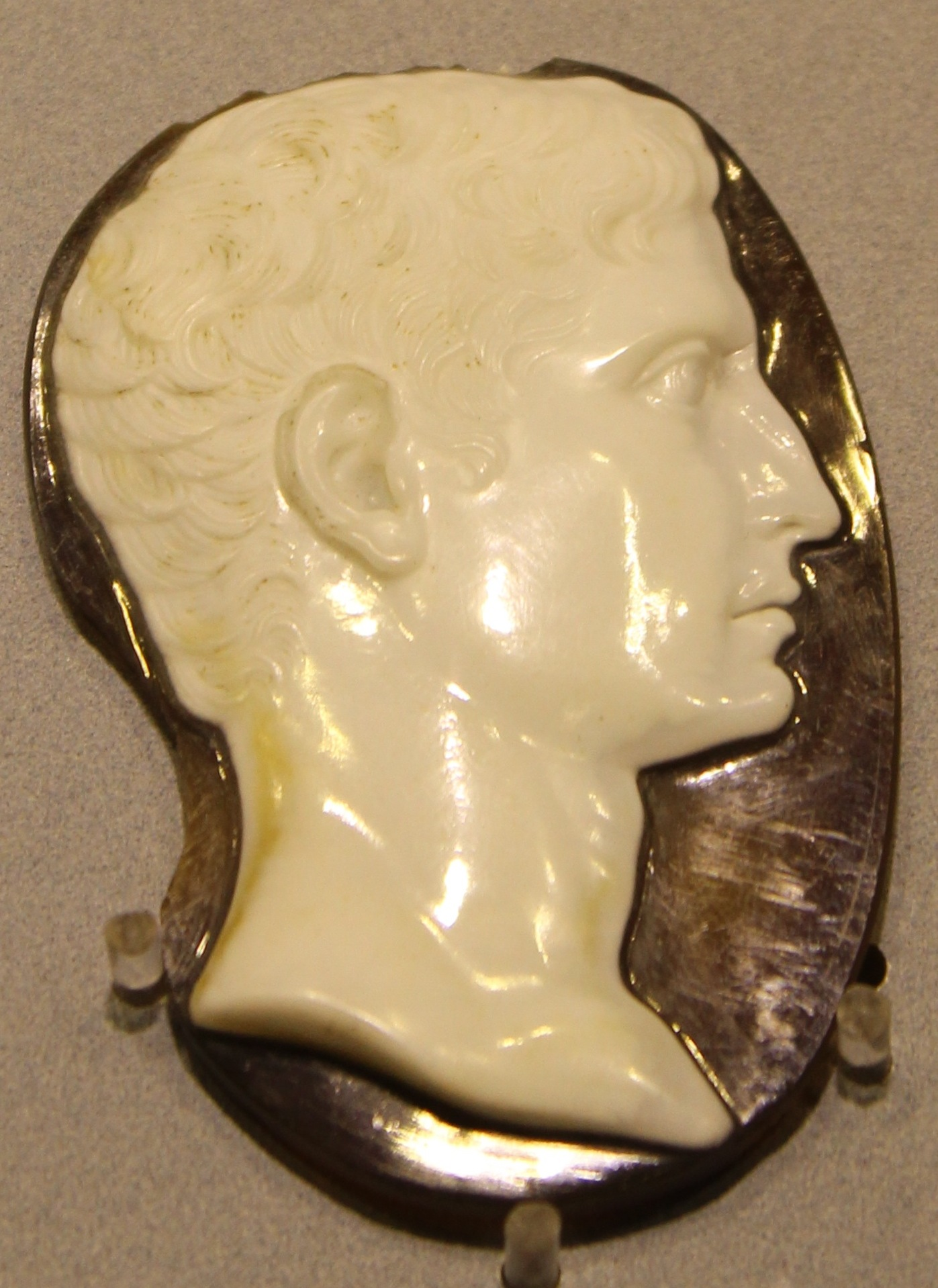
Camée d'Auguste
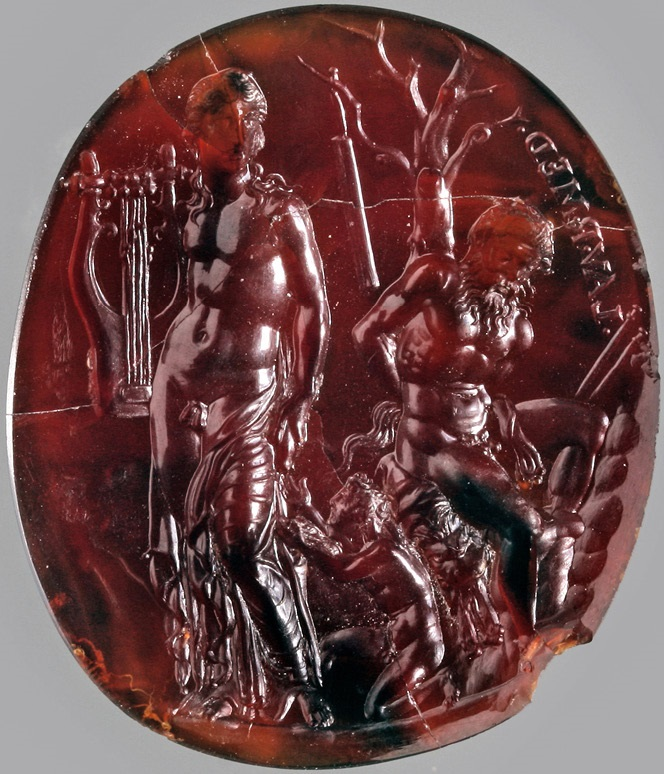
Sigillum Neronis
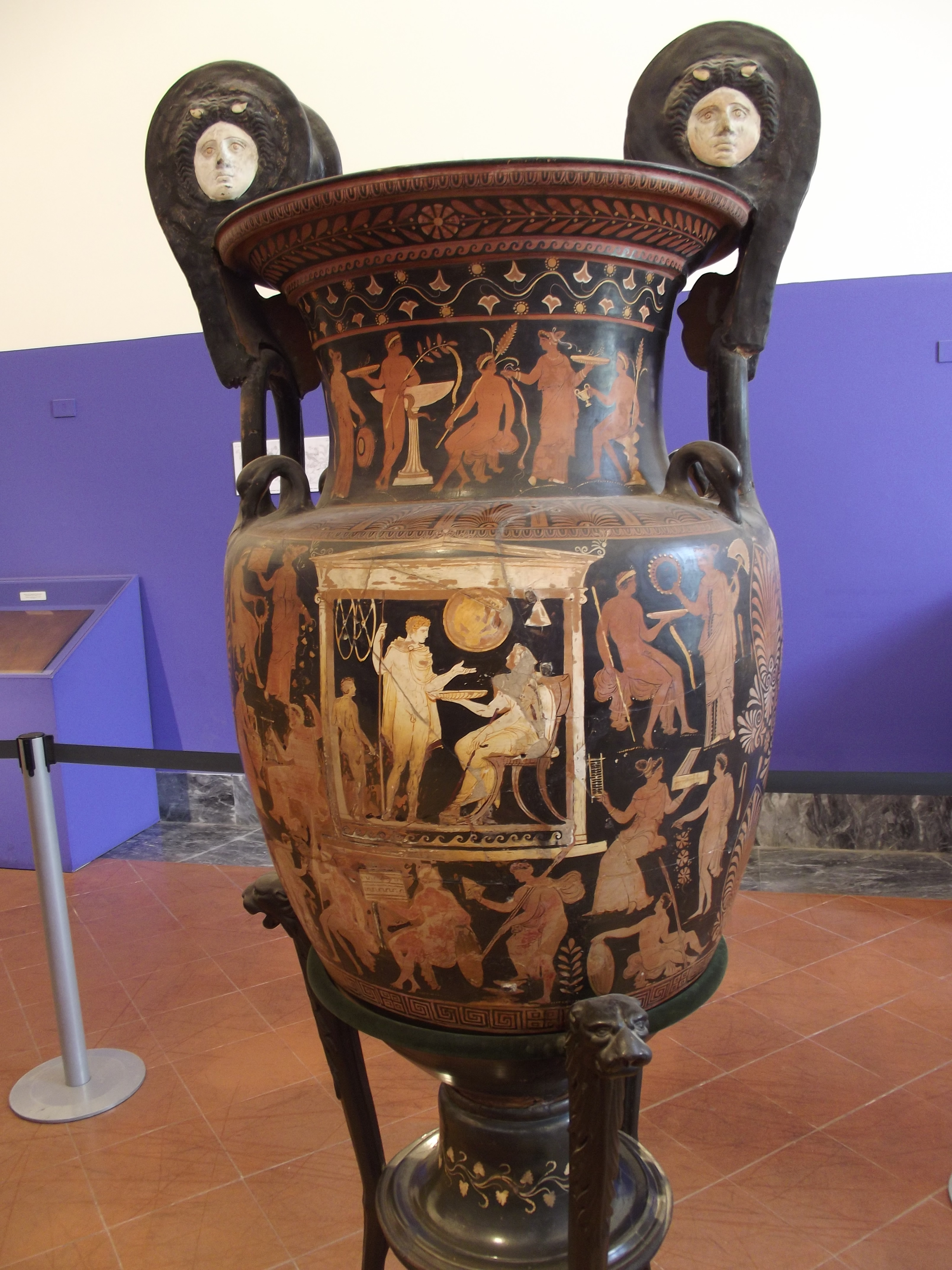
Vase
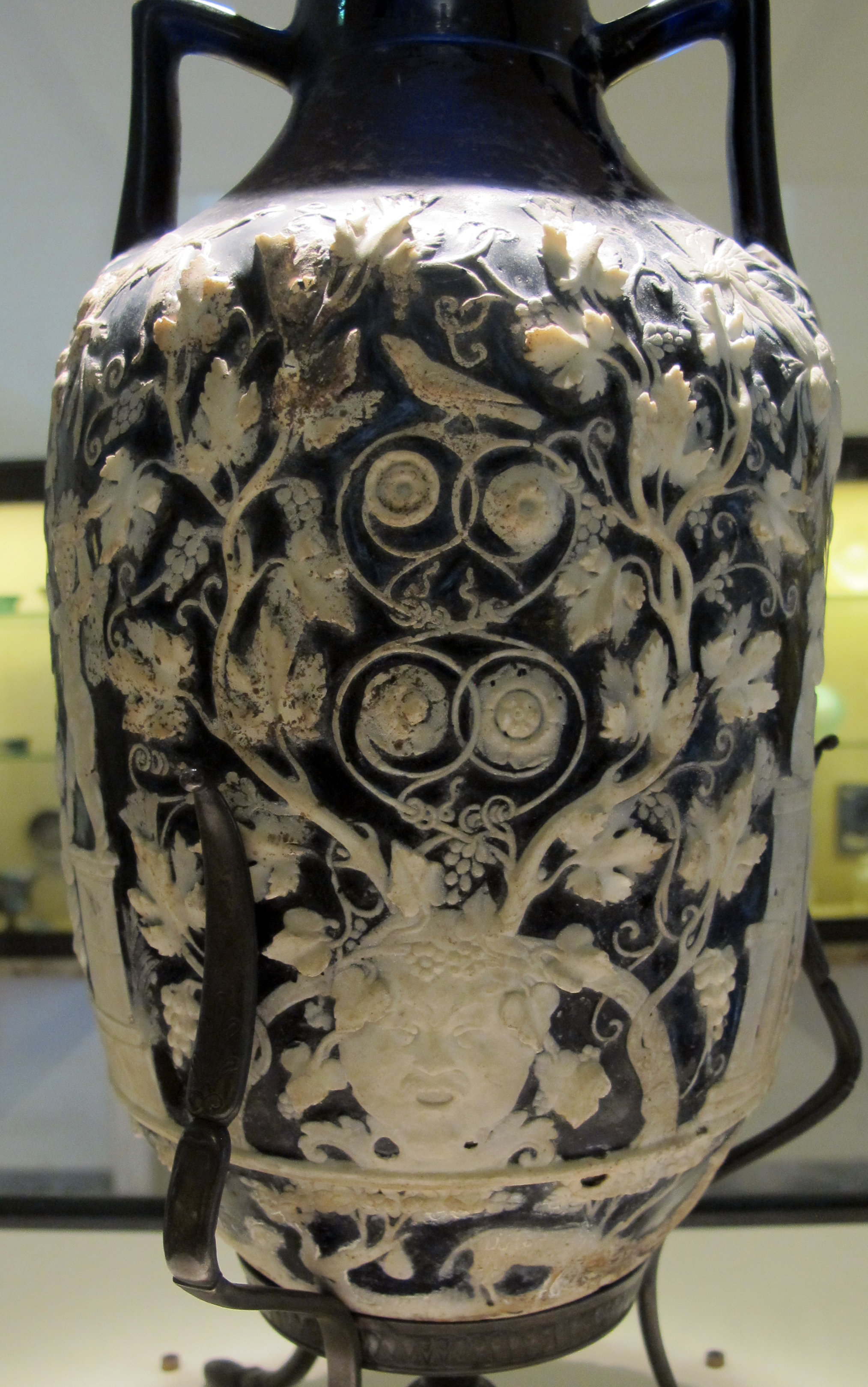
Vase bleu

### Collection égyptienne
La collection égyptienne du musée est en importance, la troisième d'Italie, après celle du Musée égyptien de Turin et celle du Musée archéologique de Florence,,. Elle compte près de 2 500 œuvres.

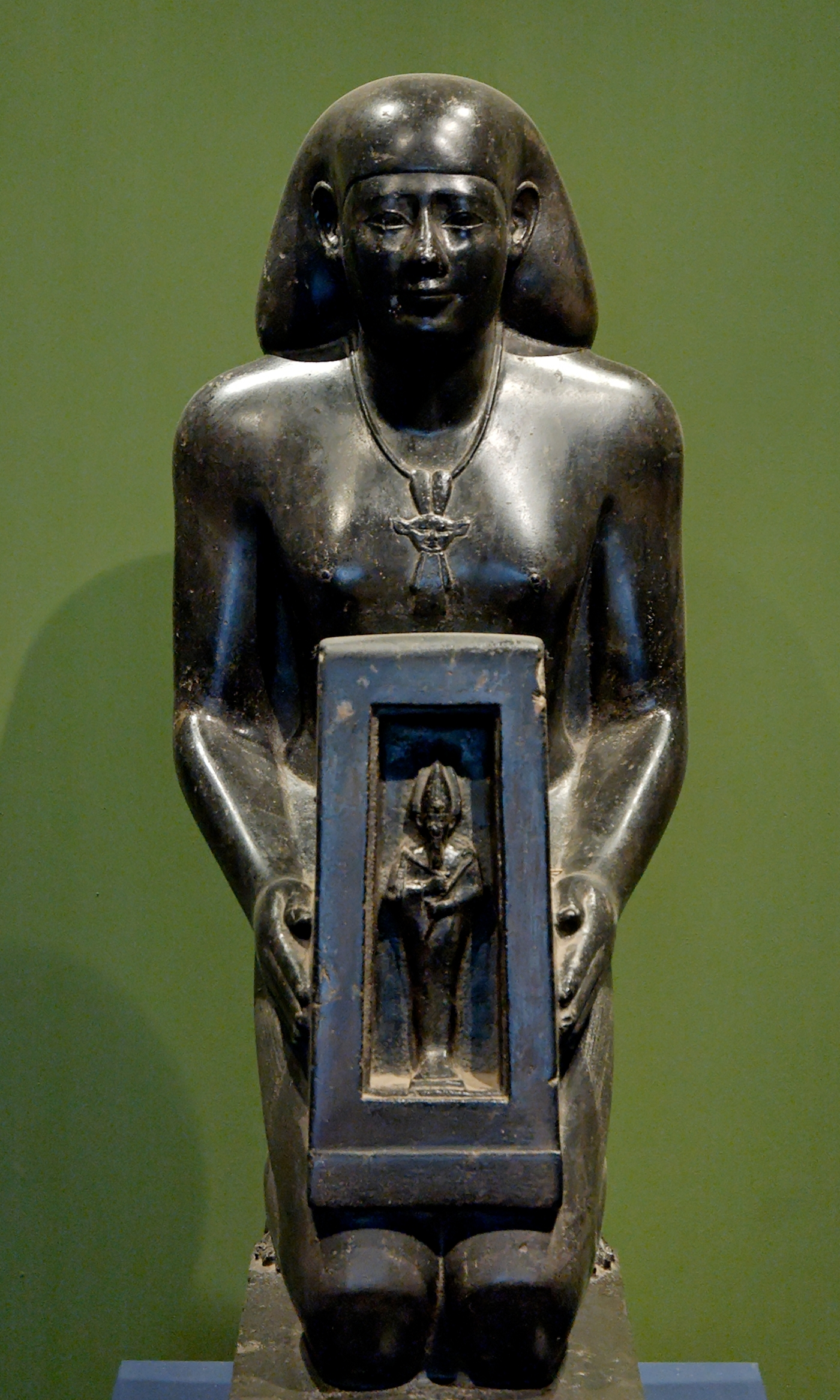
Statue-bloc naophore d'Uah-Ib-Ra Mey-Neith, XIXe-XXe dynasties
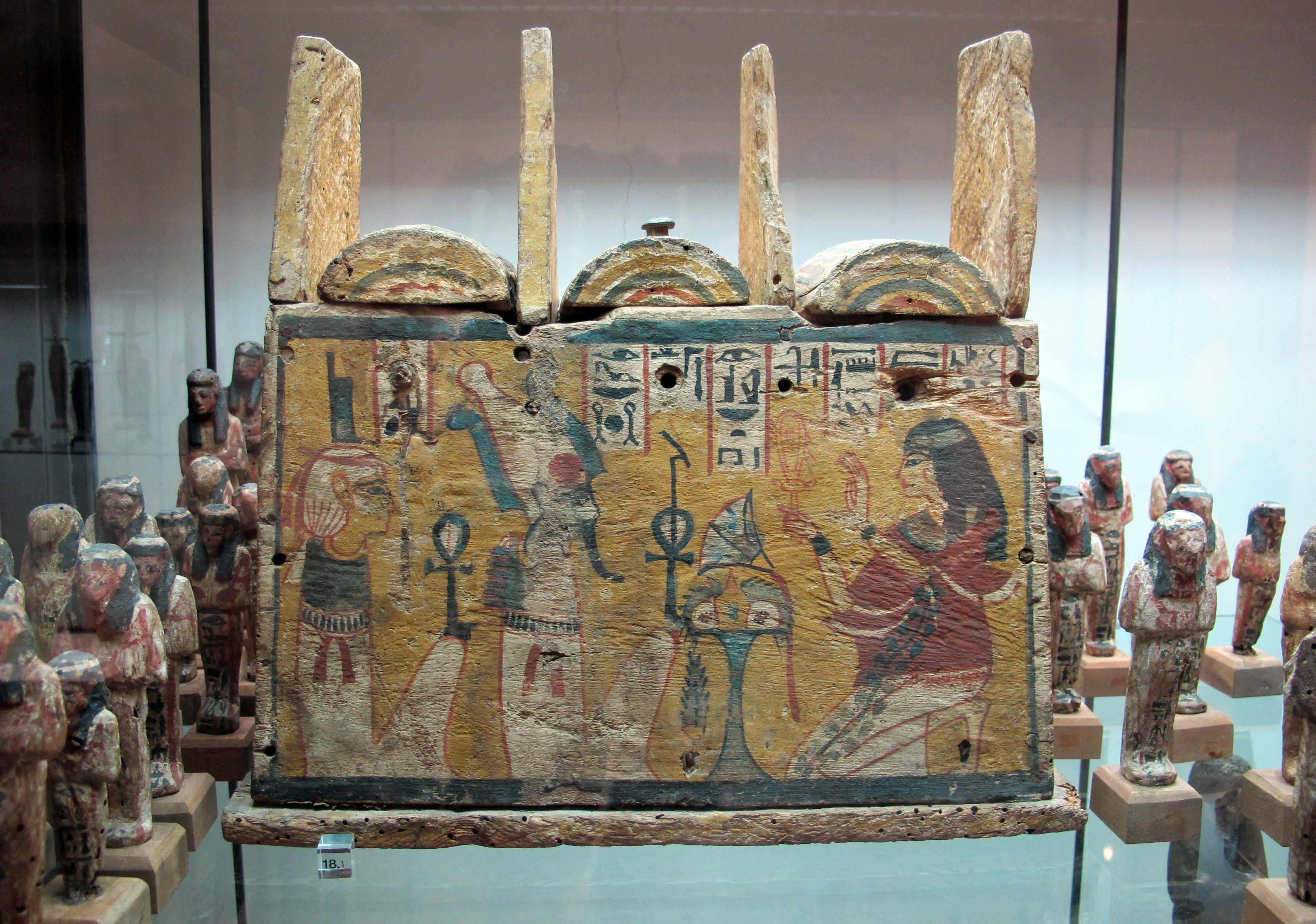
Cassette porte-ushabty de la défunte Mut-Em-Uia, fin XVIIIe-XIXe dynastie
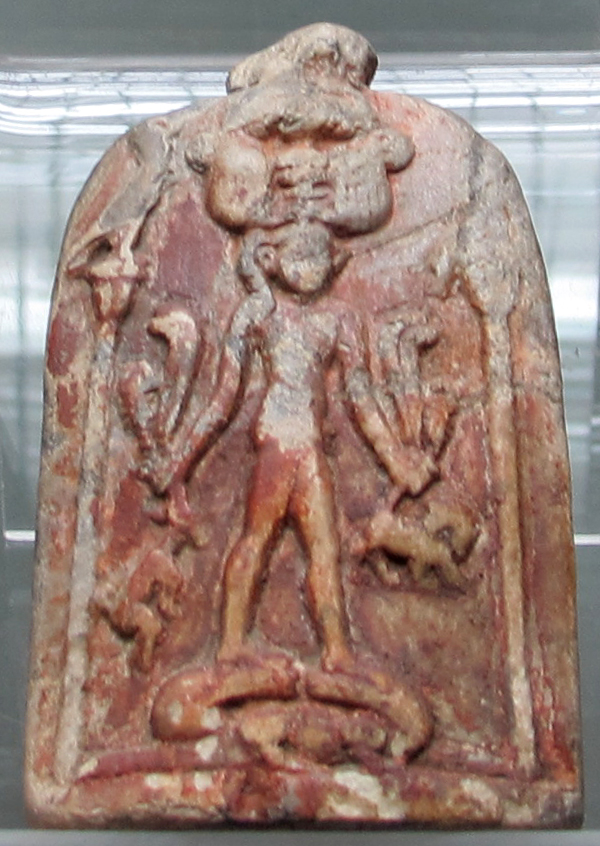
Stèle d'Harpocrate en calcaire
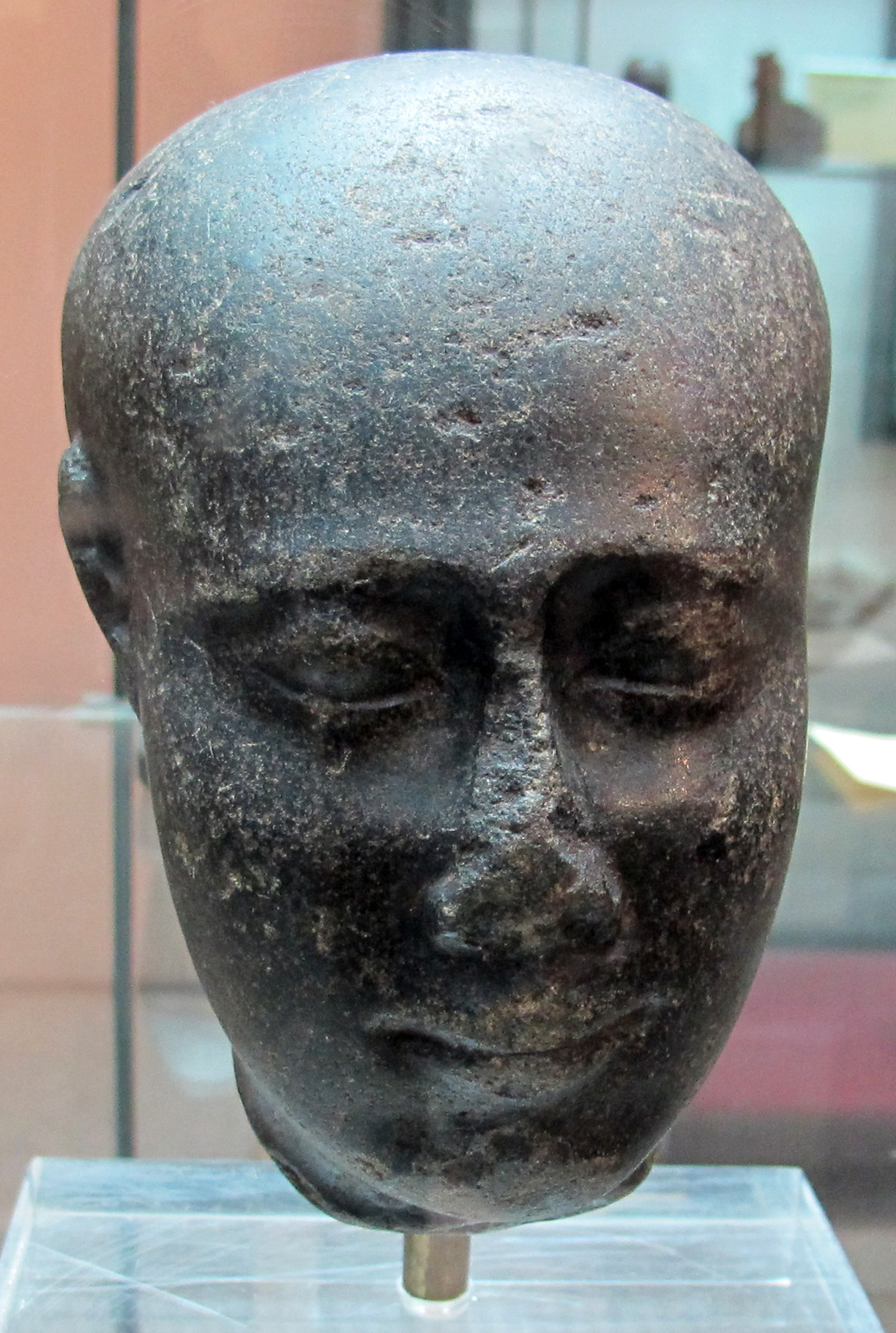
Tête d'un prêtre d'époque ptolémaïque

### Cabinet secret

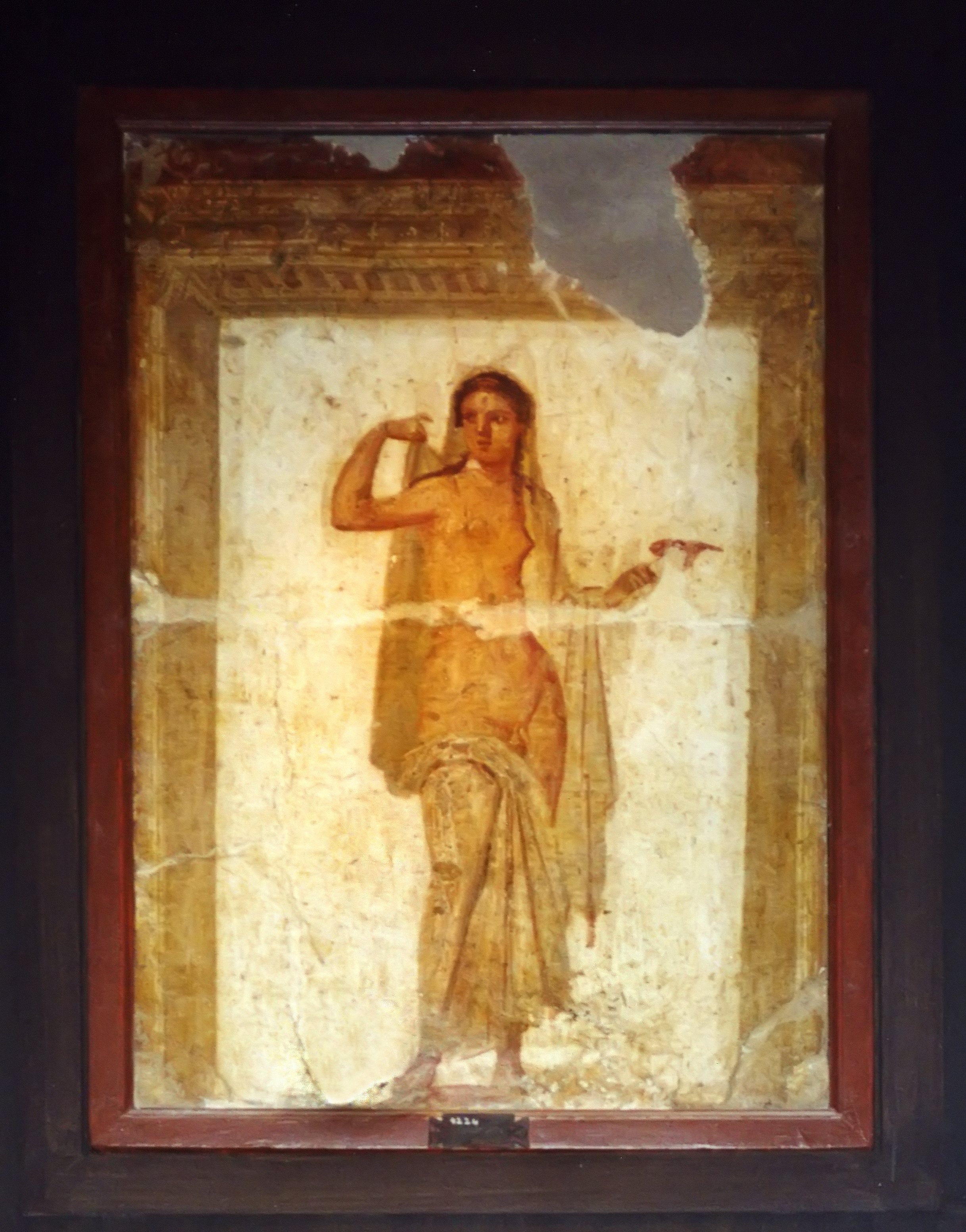
Hermaphrodite

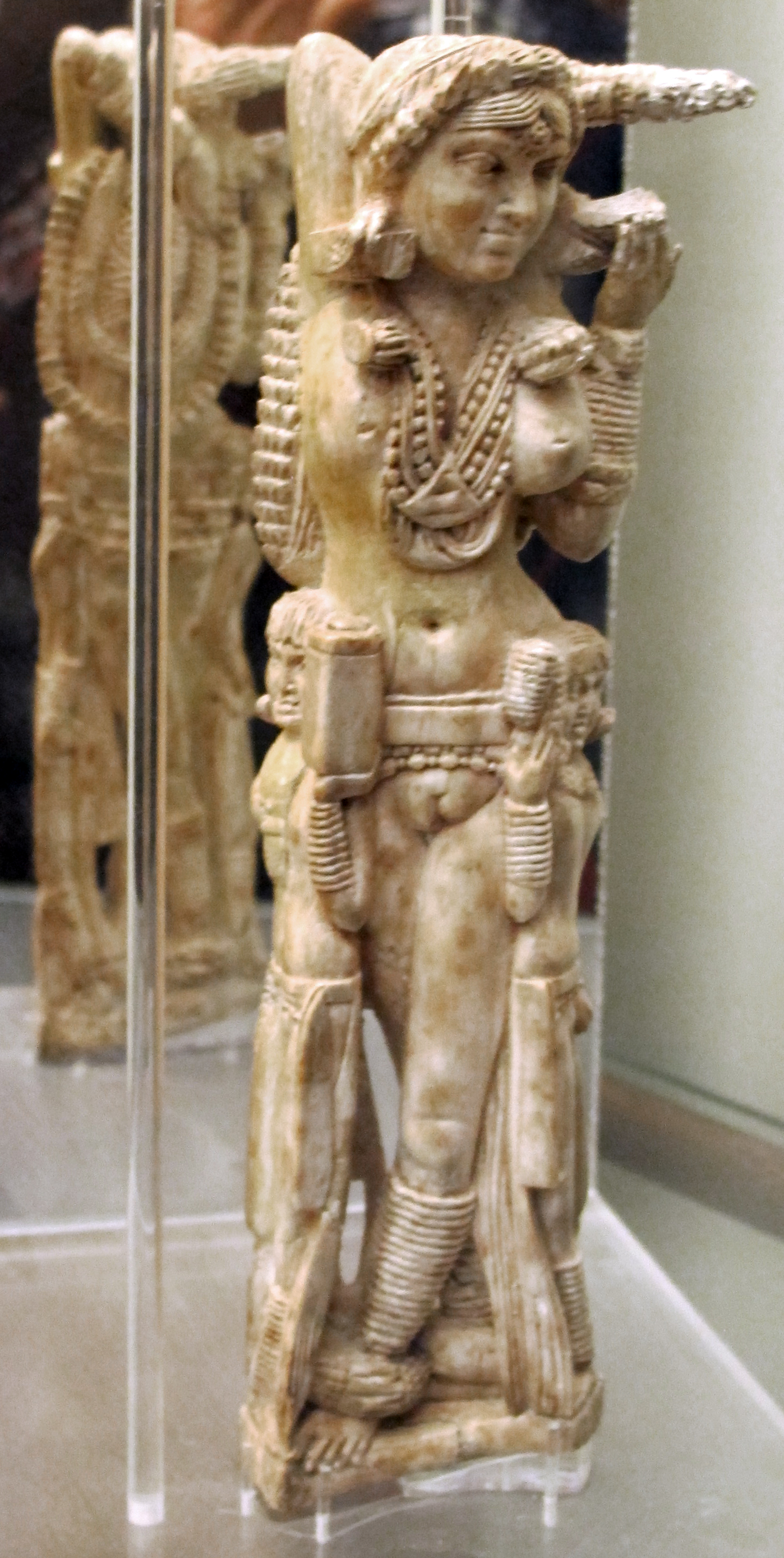
Statuette indienne de Pompéi

Il abrite diverses œuvres érotiques antiques, provenant surtout de Pompéi et Herculanum. Longtemps censurée par les Bourbons, puis la monarchie italienne, sa visite n'était possible sous Mussolini que sur demande expresse auprès du Ministère de la Culture. La censure a perduré par la suite jusqu'en 1967, puis le ministère a autorisé les visites en 1971, sous certaines conditions . Complètement réaménagée il y a quelques années, la collection a finalement ouvert au public en avril 2000.

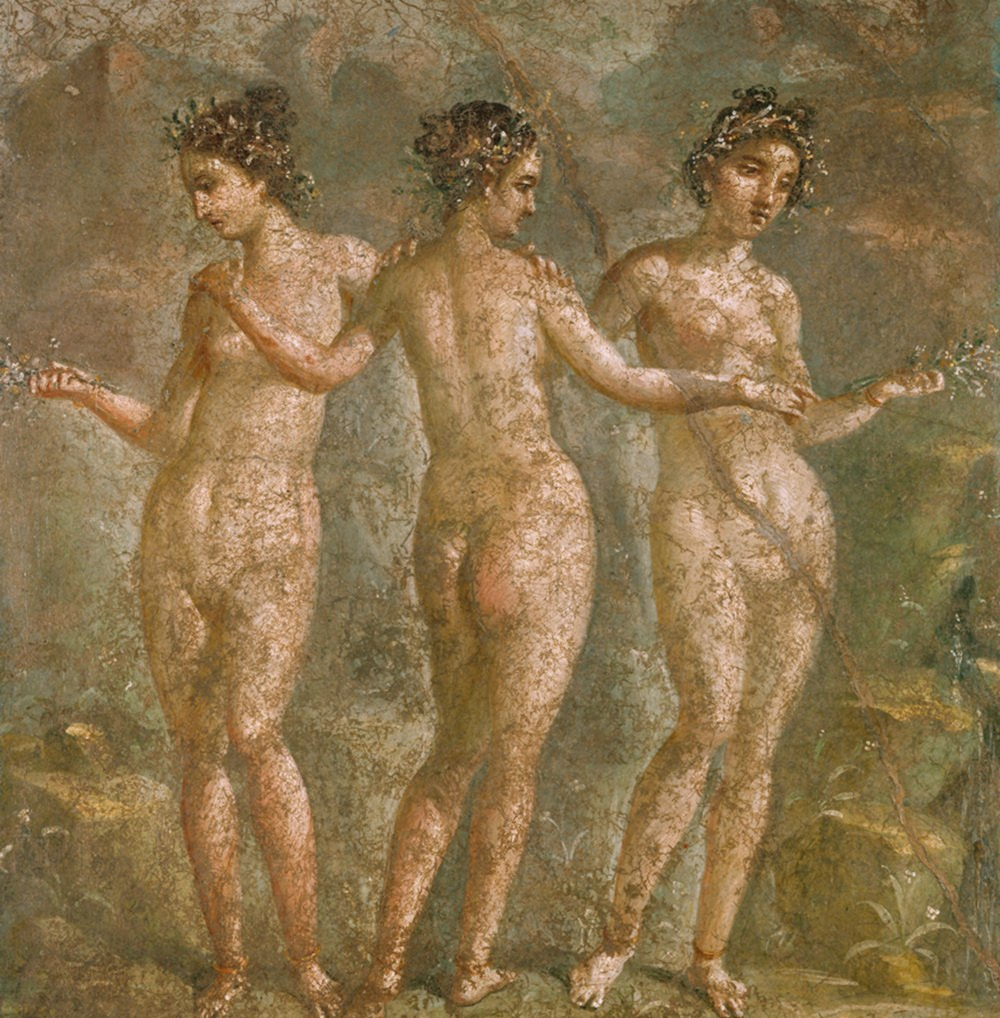
Les Trois grâces
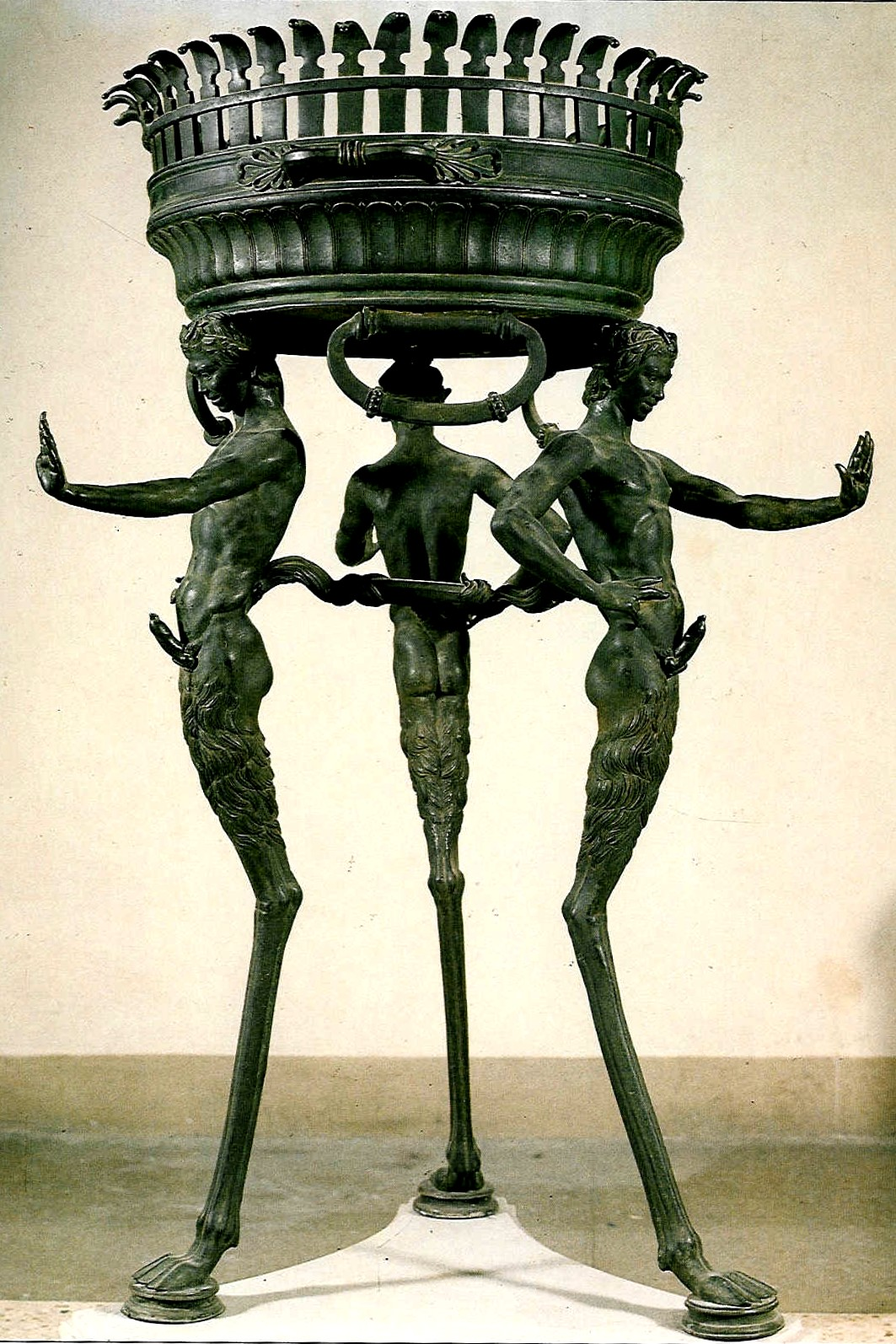
Brasero tripode de bronze aux satyres ithyphalliques
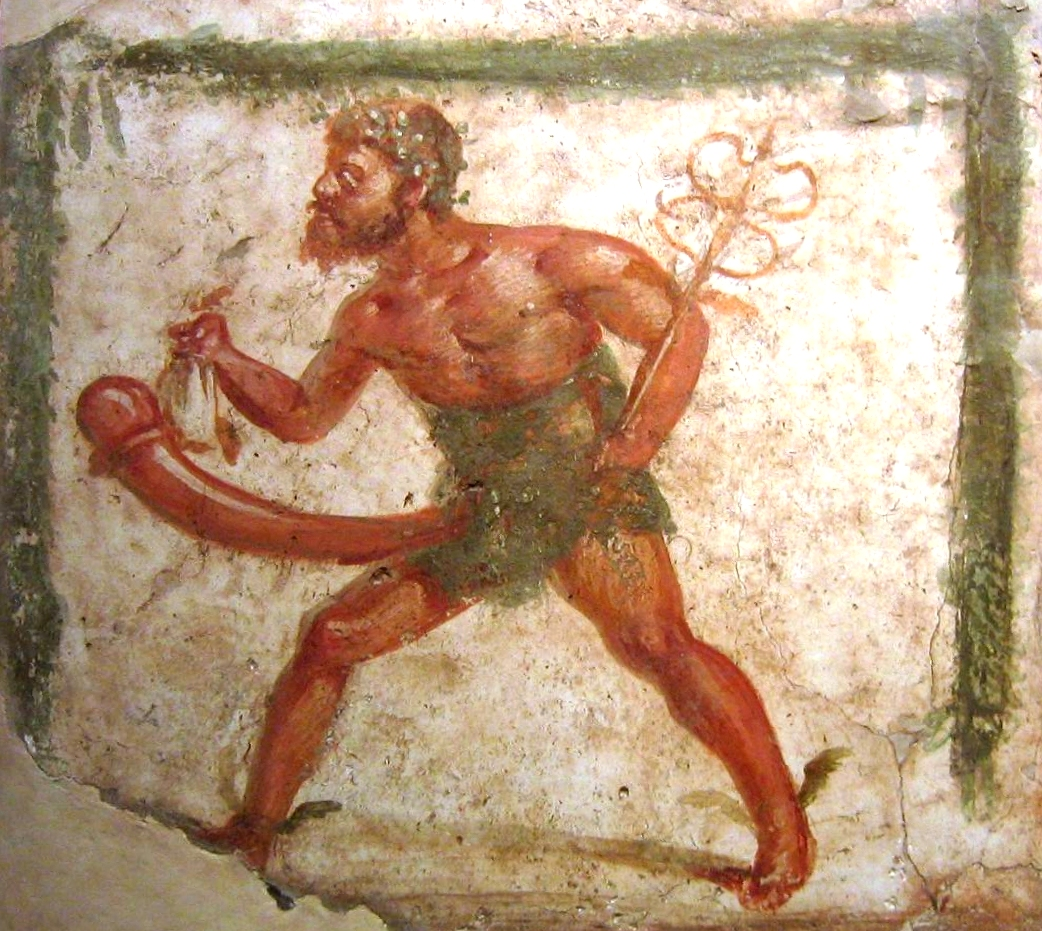
Priape
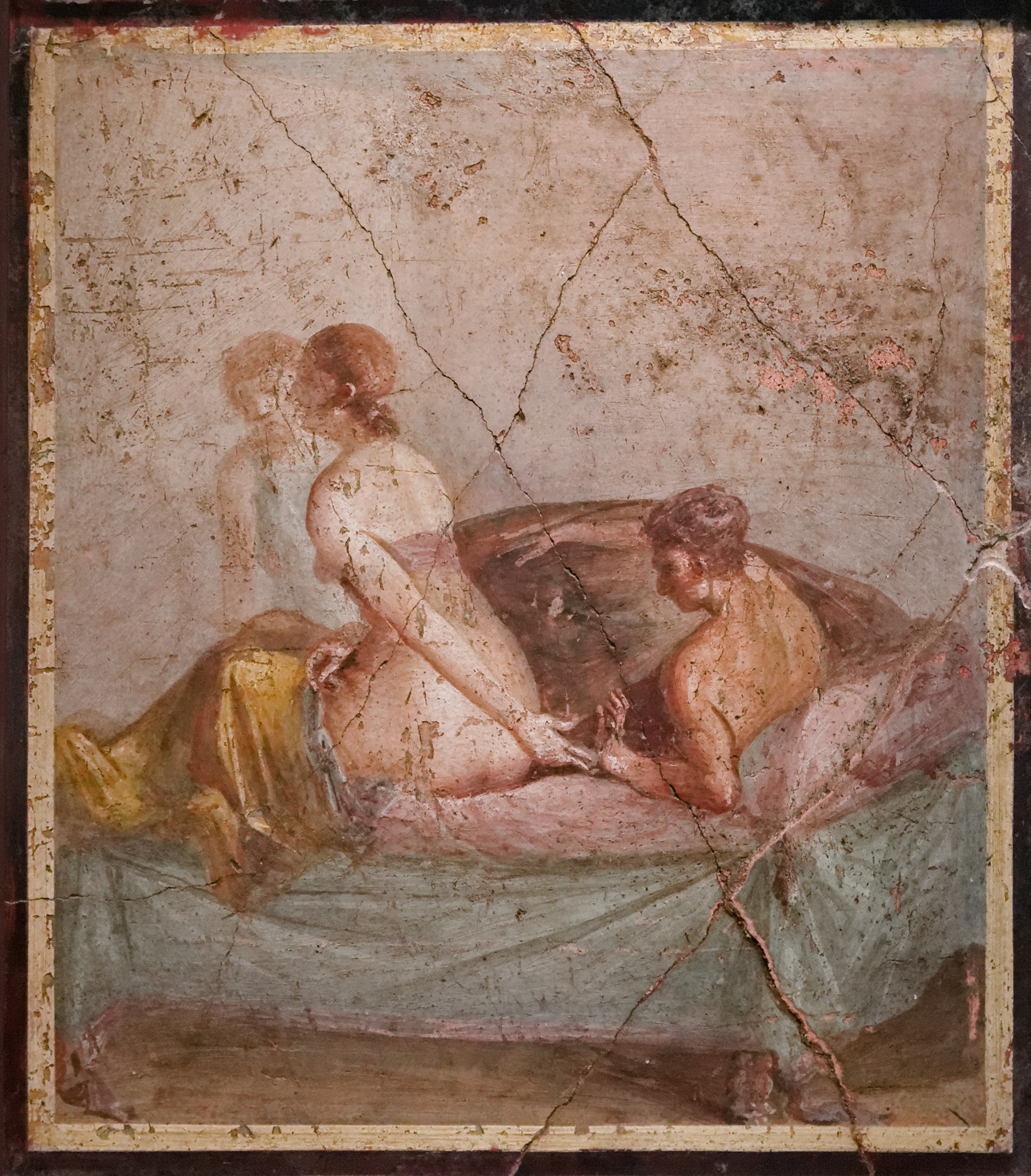
Fresque érotique

### Collection numismatique
La collection provient en grande partie des anciennes collections Farnèse et Borgia, et abrite près de 150 000 monnaies, médailles et pièces, principalement antiques.
Suivant un critère chronologique strict, les salles présentent des pièces allant de la période de la Magna Graecia aux pièces de monnaie du royaume des Deux-Siciles. La section comprend plusieurs collections, parmi lesquelles se distinguent les Borgia et les Farnèse, qui en constituent le noyau principal.

### Collection épigraphique
La collection a été rouverte au public après l’achèvement de la connexion entre le musée et le métro. Composée de plus de deux mille pièces écrites dans les dialectes grec, latin et italien, elle constitue également l'une des plus importantes collections épigraphiques en quantité et en qualité. Ici aussi, comme pour d’autres sections du musée, la section est le résultat de plusieurs petites collections achetées ou versées au musée au fil des ans. Celles-ci trouvent leur point d'appui dans la collection Farnèse de Fulvio Orsini, héritée du XVIIIe siècle par Carlo di Borbone, et celle Borgia, rachetée par Gioacchino Murat en 1814 avec la collection de pièces de monnaie et autres découvertes archéologiques.